# Adelophthalmus
Adelophthalmus es un género de euriptéridos, un grupo extinto de artrópodos acuáticos. Se han descubierto fósiles de Adelophthalmus en yacimientos que van desde el Devónico temprano hasta el Pérmico temprano, lo que lo convierte en el género de euriptéridos más longevo de todos los conocidos, con un rango temporal total de más de 120 millones de años. Adelopthalmus fue el último género del suborden Eurypterina de euriptéridos y constituyó el único género conocido de euriptéridos nadadores desde el Devónico Medio hasta su extinción durante el Pérmico, tras lo cual los pocos euriptéridos supervivientes fueron todos formas andantes del suborden Stylonurina.
Se han descrito fósiles de Adelophthalmus en cuatro continentes: América del Norte, Europa, Asia y Australia, lo que indica que el Adelophthalmus podría haber tenido una distribución casi cosmopolita (mundial), uno de los pocos géneros de euriptéridos que lo ha conseguido, además de Pterygotus en potencia. La expansión territorial de Adelophthalmus había comenzado pronto, con representantes encontrados tanto en Siberia como en Australia durante el Devónico, pero su distribución casi cosmopolita se alcanzó por primera vez tras la amalgama del supercontinente Pangea durante el Carbonífero y el Pérmico.
El nombre genérico Adelophthalmus significa «sin ojos evidentes», en referencia a que el fósil holotipo representaba aparentemente a un euriptérido sin ojos, con un caparazón (placa de la cabeza) que carecía por completo de cualquier indicación de ojos. Aunque esto ha causado mucha confusión posterior, incluida la denominación de varios sinónimos menores, la aparente falta de ojos del espécimen tipo es tratada por los investigadores modernos como un artefacto de conservación, y no como una característica que cualquier especie de Adelophthalmus hubiera poseído en vida.
Adelophthalmus era un género de euriptéridos comparativamente pequeños, con especies cuyo tamaño oscilaba entre 4 cm (1,6 pulgadas, A. douvillei) y 32 cm (12,6 pulgadas, A. khakassicus). En 2020, Adelophthalmus era el género de euriptéridos con mayor diversidad taxonómica, con 33 especies consideradas válidas. Esta gran cantidad de especies, muchas nombradas hace mucho tiempo, ha llevado a algunos investigadores a designar Adelophthalmus como un «taxón papelera» con relaciones internas y filogenia poco conocidas. El género, tal y como se ve actualmente, puede formar un grupo monofilético (un grupo que comparte un ancestro común), pero lo más apropiado sería dividirlo en diferentes géneros a lo largo de clados distintos formados dentro de los confines actuales del género.

## Descripción

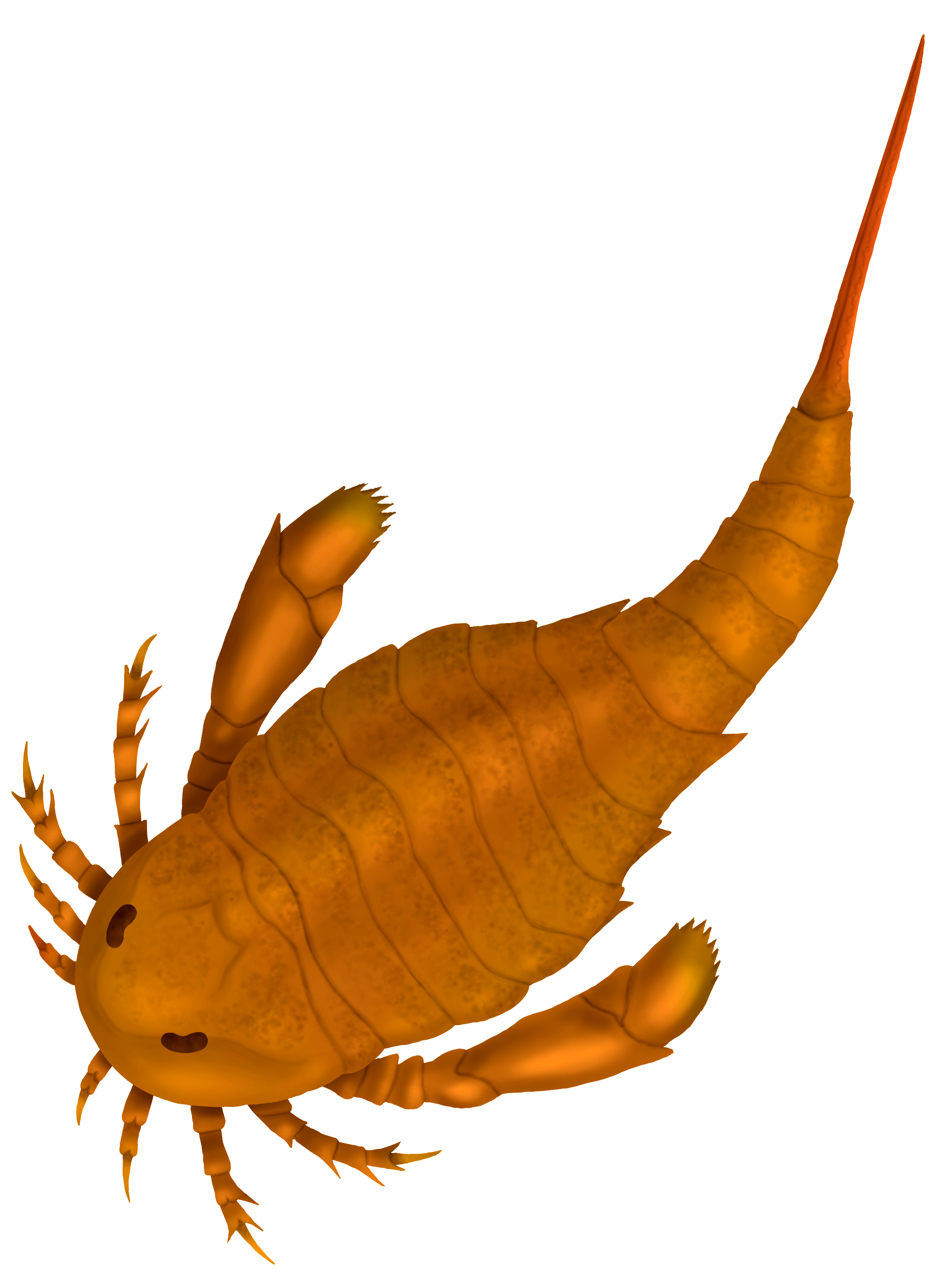
Restauración de A. irinae.

Los euriptéridos adelftálmidos, como Adelophthalmus, eran pequeños y aerodinámicos euriptéridos nectónicos (nadadores activos) con prominentes esculturas en la cutícula (ornamentación consistente en pequeñas escamas diminutas a lo largo del dorso). Estas escamas son quizá la característica más distintiva del grupo, aunque también se han descrito escamas similares en otros grupos de euriptéridos, sobre todo en los pterigótidos.
A pesar de ser el mayor de los adelftálmidos, Adelophthalmus era, en comparación con los grandes depredadores del grupo (como Jaekelopterus), un género de euriptéridos relativamente pequeño. La especie más grande de Adelophthalmus conocida, A. khakassicus, alcanzó una longitud máxima de aproximadamente 32 cm. Muchas especies eran más pequeñas, siendo la más pequeña A. douvillei del Pérmico, de sólo 4 cm de longitud. El género en su conjunto no parece haber fluctuado mucho en tamaño en el transcurso de su larga historia evolutiva, con especies «grandes» en el Devónico (A. sievertsi de 18 cm, 7 pulgadas, y A. waterstoni de 15 cm, 6 in), en el Carbonífero (el ya mencionado A. mazonensis, A. wilsoni de 20 cm, 7,9 in, y tanto A. granosus como A. zadrai de 15 cm, 6 in) y durante el Pérmico (A. luceroensis de 18 cm, 7 in). La mayoría de las especies más pequeñas se conocen del Carbonífero, cuando Adelophthalmus era la más abundante, incluyendo las «medianas» A. irinae (13 cm, 5,1 in) y A. moyseyi (12 cm, 4,7 in) y las más pequeñas A. mansfieldi, A. pennsylvanicus (ambas con 8 cm, 3,1 in), A. approximatus (7 cm, 2,8 in) y A. dumonti (6 cm, 2,4 in).

Comparación del tamaño de 11 especies de Adelophthalmus.

Como la mayoría de los euriptéridos (con algunas excepciones, como Slimonia y Rhinocarcinosoma), el caparazón (el segmento que cubre el prosoma, la «cabeza») de Adelophthalmus tenía forma parabólica, con un estrecho borde marginal. El caparazón se mantenía en su sitio con la ayuda de un mecanismo de «cierre» triangular, pequeño y articulado, situado en la parte anterior. Los ojos eran reniformes (en forma de judía) y los pequeños ocelos estaban situados entre los ojos más grandes, o ligeramente por detrás (dependiendo de la especie). El metasoma (una gran placa que forma parte del abdomen) de Adelophthalmus tenía forma ovalada, con el primer opistosoma (el opistosoma se refiere a todos los segmentos posteriores al caparazón, esencialmente el abdomen) de longitud reducida y afilado lateralmente. El cuerpo de Adelophthalmus terminaba con un largo y afilado telson estiliforme (el segmento más posterior, aquí en forma de espolón). La característica que distingue principalmente a Adelophthalmus de otros euriptéridos adelftálmidos es su cuerpo alargado y los espolones presentes en sus segmentos abdominales.

### Tabla de especies
El estado de los 35 nombres (de los cuales dos son sinónimos) que se enumeran a continuación sigue un estudio de 2018 realizado por los paleontólogos alemanes Jason A. Dunlop y Denise Jekel y el paleontólogo británico David Penney, y los rangos de tamaño y temporales siguen un estudio de 2009 realizado por los paleontólogos estadounidenses James Lamsdell y Simon J. Braddy, a menos que se indique lo contrario.
| Especie                       | Autor                        | Año  | Estado                                              | Largo | Rango temporal                           | Notas & descripción |
| ----------------------------- | ---------------------------- | ---- | --------------------------------------------------- | ----- | ---------------------------------------- | --- |
| Adelophthalmus approximatus   | Hall & Clarke                | 1888 | Válido                                              | 7 cm  | Famenniano (Devónico)                    | Descrita originalmente como especie de Eurypterus. A. approximatus es similar a A. mansfieldi, las púas que corren a lo largo del abdomen son muy parecidas. A. approximatus puede diferenciarse de A. mansfieldi por la falta de diferenciación entre los tres primeros pares y porque el último par de endognatitos es menos distinto. |
| Adelophthalmus asturica       | Melendez                     | 1971 | Válido                                              | ? cm  | Moscoviano (Carbonífero)                 | Descrita originalmente como especie del género sinonimizado Lepidoderma. Las palas natatorias posteriores de A. asturica eran especialmente grandes. |
| Adelophthalmus bradorensis    | Bell                         | 1922 | Válido Posible sinónimo de A. imhofi                | ? cm  | Kasimoviano (Carbonífero)                | Descrita originalmente como especie de Anthraconectes. A. bradorensis es muy similar a A. kidstoni, diferenciándose únicamente en que es proporcionalmente más corta y no posee hendiduras en los bordes del exoesqueleto como A. kidstoni. |
| Adelophthalmus caledonicus    | Peach                        | 1882 | Sinónimo de A. perornatus                           | –     | –                                        | Descrita originalmente como especie del género sinonimizado Glyptoscorpius. Designada como sinónimo de A. perornatus, aunque el paleontólogo británico Charles D. Waterston señaló en 1958 que era significativamente diferente por poseer «órganos en forma de peine». |
| Adelophthalmus cambieri       | Pruvost                      | 1930 | Válido Posible sinónimo de A. imhofi                | ? cm  | Baskiriano (Carbonífero)                 | Descrita originalmente como especie del género sinonimizado Anthraconectes. |
| Adelophthalmus carbonarius    | Chernyshev                   | 1933 | Incierto                                            | ? cm  | Baskiriano - Kasimoviano (Carbonífero)   | Descrita originalmente como especie de Eurypterus. A. carbonarius difería de A. luceroensis en las proporciones del cuerpo. Su caparazón tenía una relación longitud/anchura similar al valor medio de los especímenes de A. luceroensis de la misma clase de tamaño. La misma relación entre la longitud del metasoma y la longitud del mesosoma era algo mayor que en A. luceroensis, mientras que la relación entre la longitud del prosoma y la longitud del mesosoma era menor que en este último. |
| Adelophthalmus chinensis      | Grabau                       | 1920 | Válido                                              | ? cm  | Último Carbonífero - Asseliano (Pérmico) | Descrito originalmente como especie del género sinonimizado Anthraconectes. |
| Adelophthalmus corneti        | Pruvost                      | 1939 | Válido Posible sinínimo de A. imhofi                | ? cm  | Baskiriano (Carbonífero)                 | Descrito originalmente como especie del género sinonimizado Anthraconectes. |
| Adelophthalmus douvillei      | de Lima                      | 1890 | Válido                                              | 4 cm  | Asseliano - Sakmariano (Pérmico)         | Descrita originalmente como especie de Eurypterus. |
| Adelophthalmus dubius         | Shpinev                      | 2012 | Válido Posible sinónimo de A. kamyshtensis          | 18 cm | Devónico Medio                           | A. dubius es una especie de tamaño ligeramente superior al mediano, increíblemente poco conocida, ya que el único espécimen conocido carece de ojos, apéndices e incluso de las espinas abdominales que, por lo demás, siempre están presentes en Adelophthalmus. La especie es muy similar a A. mazonensis (difiere en tamaño y tiene un prosoma relativamente más largo), A. moyseyi (difiere en tamaño y tiene un prosoma más estrecho), A. nebraskensis (difiere en tamaño y tiene un prosoma más ancho), A. wilsoni (difiere en un prosoma más pequeño y estrecho) y A. zadrai (difiere en tamaño). A. dubius, A. khakassicus y A. kamyshtensis podrían ser sinónimos. |
| Adelophthalmus dumonti        | Stainier                     | 1915 | Válido                                              | 6 cm  | Moscoviano (Carbonífero)                 | Descrita originalmente como especie de Eurypterus. Muy parecido a A. mansfieldi, similar en forma y proporciones generales y en el patrón de la ornamentación. Se diferencian en que A. dumonti tiene un caparazón más ancho, ojos más grandes, un tórax más esbelto y las características púas que recorren su abdomen apuntan hacia atrás (en A. mansfieldi apuntan hacia atrás y hacia fuera). |
| Adelophthalmus granosus       | Jordan                       | 1854 | Válido, especie tipo                                | 15 cm | Moscoviano (Carbonífero)                 | A. granosus tenía proporciones relativamente amplias. Dado que el único espécimen conocido carece de ojos y apéndices, su estatus diagnóstico es algo cuestionable. Es posible que las grandes púas abdominales de A. granosus se encuentren en los esternitos (característica que sólo comparte A. nebraskensis) y no en los tergitos como en otras especies, pero esta característica también puede deberse simplemente a una deformación. |
| Adelophthalmus imhofi         | Reuss                        | 1855 | Válido                                              | ? cm  | Moscoviano (Carbonífero)                 | Originally described as the type species of the synonymized genus Lepidoderma. |
| Adelophthalmus irinae         | Shpinev                      | 2006 | Válido                                              | 13 cm | Tournaisiense (Carbonífero)              | |
| Adelophthalmus khakassicus    | Shpinev & Filimonov          | 2018 | Válido Posible sinónimo de A. kamyshtensis          | 32 cm | Givetiano (Devónico)                     | A. khakassicus es similar a A. mazonensis, A. moysei y A. sellardsi. Se diferencia de todas estas especies por un mesosoma más estrecho y un metasoma más ancho. Tiene epímeros no desarrollados en los segmentos séptimo, undécimo y duodécimo (siendo en estos dos últimos segmentos aplanados y con forma de hoja). A. khakassicus, A. kamyshtensis y A. dubius podrían representar sinónimos. |
| Adelophthalmus kamyshtensis   | Shpinev                      | 2012 | Válido                                              | 15 cm | Devónico Medio                           | A. kamyshtensis, especie de tamaño mediano y poco conocida, se distingue de la mayoría de las demás especies por tener el primer segmento más estrecho que los demás segmentos del mesosoma. Las características púas abdominales estaban presentes en el último segmento del mesosoma y en todos los segmentos metasómicos. En comparación con otras especies, A. kamyshtensis es más parecida a A. luceroensis, A. sellardsi, A. imhofi, A. granosus, A. mazonensis, A. wilsoni y A. sievertsi. A. kamyshtensis, A. khakassicus y A. dubius podrían ser sinónimos. |
| Adelophthalmus kidstoni       | Peach                        | 1888 | Válido Posible sinónimo de A. imhofi                | ? cm  | Moscoviano (Carbonífero)                 | Descrita originalmente como especie del género sinonimizado Glyptoscorpius. A. kidstoni es similar a A. bradorensis pero poseía hendiduras alrededor de los bordes de su exoesqueleto, una característica que la separa de todas las demás especies conocidas de Adelophthalmus. A. kidstoni era considerablemente diferente de A. wilsoni, una especie contemporánea de la misma localidad. |
| Adelophthalmus lohesti        | Dewalque                     | 1889 | Incierto Posibles afinidades con los estylonúridos  | ? cm  | Famenniano (Devónico)                    | Descrita originalmente como especie de Eurypterus. A. lohesti se refiere cuestionablemente a Adelophthalmus y tiene varias características que no son consistentes con el género. Entre ellas, un caparazón muy ancho, ojos muy grandes y lo que parece ser una cresta mediana en el caparazón. |
| Adelophthalmus luceroensis    | Kues & Kietzke               | 1981 | Válido                                              | 18 cm | Aseliano (Pérmico)                       | A. luceroensis es una especie de tamaño medio estrechamente emparentada con otras especies de Adelophthalmus que se encuentran en Norteamérica, pero se distingue por su prosoma inusualmente ancho (en otras especies, como A. imhofi y A. mansfieldi, el prosoma es en gran medida tan largo como ancho, pero en A. luceroensis es considerablemente más ancho que largo). |
| Adelophthalmus mansfieldi     | Hall                         | 1877 | Válido                                              | 8 cm  | Carbonífero tardío - Pérmico temprano    | Descrito originalmente como especie de Dolichopterus. A. mansfieldi es quizás la más parecida a A. dumonti, pero tiene el caparazón más estrecho, los ojos más pequeños y el tórax más ancho. Las púas a lo largo del abdomen de A. mansfieldi apuntan hacia atrás y hacia fuera. |
| Adelophthalmus mazonensis     | Meek & Worthen               | 1868 | Válido                                              | 22 cm | Moscoviano (Carbonífero)                 | Descrito originalmente como especie tipo del género sinonimizado Anthraconestes. |
| Adelophthalmus moyseyi        | Woodward                     | 1907 | Válido                                              | 12 cm | Moscoviano (Carbonífero)                 | Descrito originalmente como especie de Eurypterus y luego transferida al género sinonimizado Anthraconestes. Esta especie es similar a A. mansfieldi, pero las púas que corren a lo largo del abdomen son notablemente menos prominentes en A. moyseyi. |
| Adelophthalmus nebraskensis   | Barbour                      | 1914 | Válido                                              | 6 cm  | Sakmariano (Pérmico)                     | Descrito originalmente como especie del género sinonimizado Anthraconectes. Las púas que recorren el abdomen de A. nebraskensis se encuentran en los esternitos, lo que separa a esta especie de todas las demás especies conocidas de Adelophthalmus (con la posible excepción de A. granosus). A. nebraskensis también es conocida por su telson inusualmente largo y su cuerpo generalmente delgado y esbelto. |
| Adelophthalmus oklahomensis   | Decker                       | 1938 | Sinónimo de A. sellardsi                            | –     | –                                        | A. oklahomensis fue sinonimizada con la idéntica A. sellardsi (de edad y formación estratigráfica similares en Kansas) en 1959. |
| Adelophthalmus pennsylvanicus | Hall                         | 1877 | Válido                                              | 8 cm  | Moscoviano (Carbonífero)                 | Descrita originalmente como especie de Eurypterus. |
| Adelophthalmus perornatus     | Peach                        | 1882 | Incierto Posibles afinidades con los hibbertópteros | ? cm  | Viséano (Carbonífero)                    | Descrita originalmente como especie tipo del género sinonimizado Glyptoscorpius. El espécimen fósil fragmentario (compuesto por sólo cinco tergitos) referido a A. perornatus es inusualmente grande para un Adelophthalmus y muestra una ornamentación más similar a la observada en la familia Hibbertopteridae que en Adelophthalmus. |
| Adelophthalmus piussii        | Lamsdell, Simonetto & Selden | 2013 | Válido                                              | 4 cm  | Carbonífero Superior                     | A. piussii es único dentro de Adelophthalmus por poseer un surco medio (estructura elevada que atraviesa el centro del caparazón) en su prosoma y en que las esquinas del caparazón no están expandidas. Su primer tergito tiene una morfología casi idéntica a la de A. wilsoni. |
| Adelophthalmus pruvosti       | Kjellesvig-Waering           | 1948 | Válido Posible sinónimo de A. imhofi                | ? cm  | Moscoviano (Carbonífero)                 | Descrito originalmente como especie del género sinonimizado Lepidoderma. |
| Adelophthalmus pyrrhae        | Lamsdell et al.              | 2020 | Válido                                              | 7 cm  | Tournaisiano (Carbonífero)               | A. pyrrhae tenía en sus apéndices segundo a quinto un par de espinas ventrodistales en cada podómero. Además, tenía epímeros en el postabdomen y el primer segmento no presentaba ninguna reducción lateral. Esto sugiere que A. pyrrhae era similar a A. mansfieldi y A. mazonensis. |
| Adelophthalmus raniceps       | Goldenberg                   | 1873 | Incierto                                            | ? cm  | Moscoviano (Carbonífero)                 | Descrito originalmente como especie de Polyzosternites. |
| Adelophthalmus sellardsi      | Dunbar                       | 1924 | Válido Posible sinónimo de A. imhofi                | ? cm  | Artinskiano (Pérmico)                    | Descrito originalmente como especie del género sinonimizado Anthraconectes. A. sellardsi parece parecerse a A. mansfieldi, diferenciándose en un caparazón ligeramente más largo y redondeado en A. mansfieldi. Otras especies afines como A. chinensis tienen un caparazón más corto y redondeado que A. sellardsi, así como epímeras prominentes en el preabdomen a diferencia de esta última. |
| Adelophthalmus sievertsi      | Størmer                      | 1969 | Válido                                              | 18 cm | Emsiano (Devónico)                       | Descrito originalmente como una especie de Rhenopterus. A. sievertsi es, a pesar de su temprana edad, muy similar a especies del Carbonífero tardío y del Pérmico como A. sellardsi y A. luceroensis. La especie puede diferenciarse de otras del género por su caparazón relativamente ancho, un podómero 7 corto en las patas natatorias e hileras de tubérculos a lo largo de los bordes posteriores del caparazón y los segmentos opistosómicos. |
| Adelophthalmus waterstoni     | Tetlie et al.                | 2004 | Válido                                              | 15 cm | Frasniano (Devónico)                     | Descrito originalmente como especie de Rhenopterus. Especie poco conocida basada en un único fósil compuesto por una serie de segmentos fragmentarios. Parecida a A. sievertsi, pero difiere en la disposición de los tubérculos en los segmentos. |
| Adelophthalmus wilsoni        | Woodward                     | 1888 | Válido Posible sinónimo de A. imhofi                | 20 cm | Moscoviano (Carbonífero)                 | Descrito originalmente como especie de Eurypterus. El único espécimen conocido consta de seis segmentos corporales. Estos segmentos poseen marcas y púas a lo largo del abdomen similares a las de A. mansfieldi. Las púas de A. wilsoni son menos puntiagudas que las de A. mansfieldi. |
| Adelophthalmus zadrai         | Přibyl                       | 1952 | Válido Posible sinónimo de A. imhofi                | 15 cm | Baskiriano (Carbonífero)                 | Las púas abdominales de A. zadrai son más angulosas en comparación con otras especies, como A. granosus (donde son más redondeadas). Otras diferencias entre A. zadrai y la especie tipo son que la ornamentación de A. zadrai es más tosca y que A. zadrai tiene una forma marcadamente más esbelta. |

## Antecedentes de la investigación

### Primeros descubrimientos

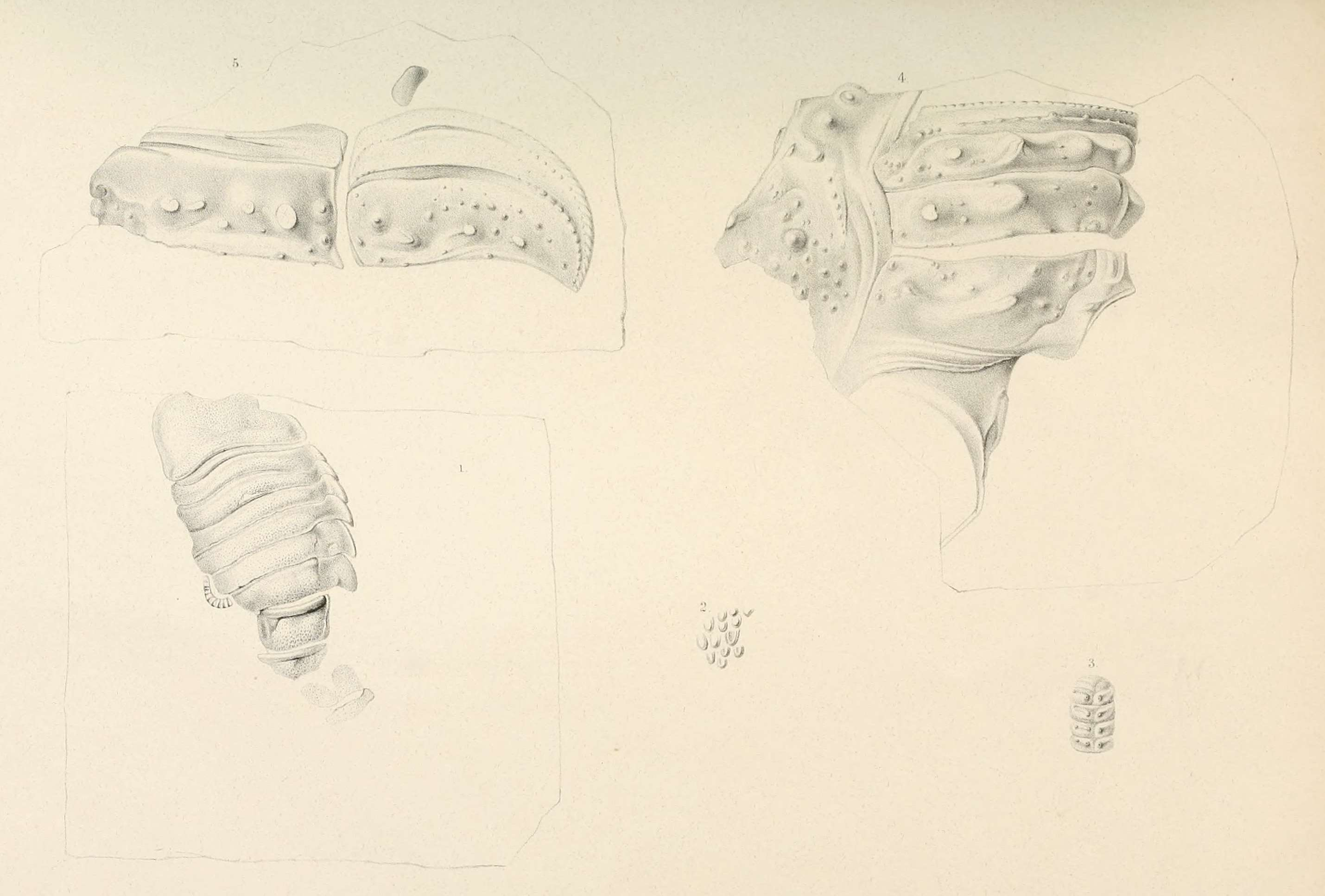
El espécimen tipo de A. granosus, MB.A. 890, tal como aparece ilustrado en su descripción original por Hermann Jordan y Hermann von Meyer en 1854. El caparazón, aparentemente sin ojos, puede verse en la ilustración inferior izquierda.

El primer ejemplar de Adelophthalmus descubierto fue excavado en 1851 por el paleontólogo alemán Hermann Jordan en un pozo ferroviario de Jägersfreude, cerca de Saarbrücken (Alemania). Este espécimen se describió tres años más tarde, en 1854, en la obra Ueber die Crustaceen der Steinkohlenformation von Saarbrücken («De los crustáceos de la formación carbonífera de Saarbrücken»), escrita por Jordan y Hermann von Meyer y que incluía descripciones de varios otros taxones de artrópodos. Jordan reconoció inmediatamente el fósil como el de un euriptérido, ya que tanto la forma general como las partes individuales (sobre todo la cabeza y los apéndices) eran muy parecidas a las de Eurypterus que se había descrito en Estados Unidos en 1825, 29 años antes. Entre las diferencias observadas entre los especímenes figuraban el menor tamaño y la edad más tardía del fósil de Saarbrücken y lo que Jordan y von Meyer consideraron una falta total de ojos.
Dado que el caparazón conservado no presentaba indicios de haber tenido ojos, Jordan y von Meyer supusieron que el animal carecía por completo de ellos en vida, y en la descripción original del fósil se citaban varios casos de formas sin ojos en grupos de artrópodos que, por lo demás, los tenían (como los crustáceos y los trilobites).  El nombre de la especie, granosus, deriva del latín grānōsus («granuloso» o «lleno de granos»), en referencia al estado de conservación de los fósiles, que ha dado a algunos de ellos una textura granulosa. El espécimen tipo, hasta la fecha el único espécimen referido a A. granosus, se conserva hoy en las colecciones de paleontología de artrópodos del Museo de Historia Natural de Berlín con el número de espécimen MB.A. 890.
Aunque los investigadores modernos tienden a considerar la supuesta falta de ojos como un artefacto de conservación y no como una característica que A. granosus hubiera tenido en vida, esta cuestión no se resolvió inmediatamente, lo que hizo que la denominación de las especies descubiertas posteriormente fuera confusa y problemática. Lepidoderma imhofi, nombrada en 1855 a partir de yacimientos de la era carbonífera en Alemania, muestra ojos definidos. El descriptor, el paleontólogo austriaco August Emanuel von Reuss, señaló que Lepidoderma probablemente era sinónimo de Adelophthalmus, pero ignoró las reglas de prioridad taxonómica y utilizó su nombre más joven debido a que se basaba en material que consideraba mejor conservado. El nombre Lepidoderma deriva del latín lepidus («elegante» o «fino») y del griego antiguo δέρμα (ðerma, «piel»).

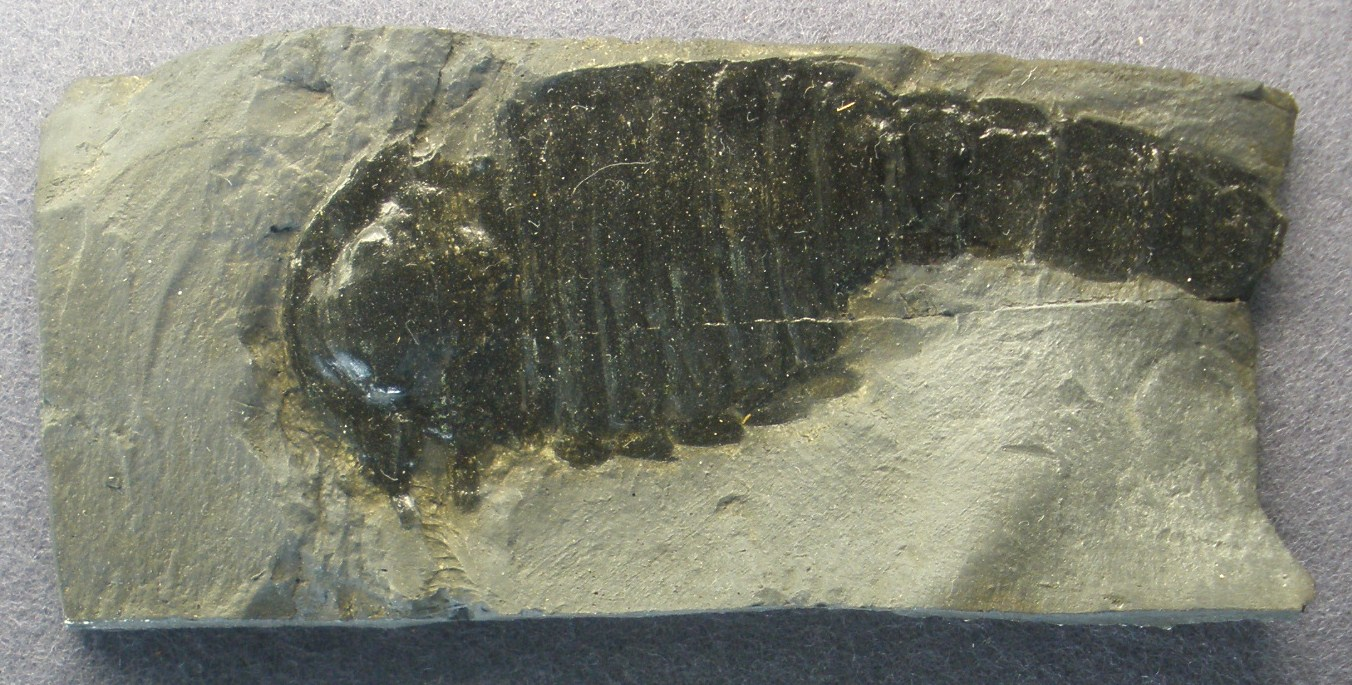
Fósil de A. imhofi, antiguamente considerada la especie tipo del género Lepidoderma, expuesta en el Museo Senckenberg de Fráncfort.

En 1868, los paleontólogos estadounidenses Fielding Bradford Meek y Amos Henry Worthen describieron Anthraconectes mazonensis, designando Anthraconectes un subgénero de Eurypterus, basándose en fósiles recuperados en yacimientos de la era Carbonífera en Mazon Creek, Illinois (la primera especie descrita de Norteamérica). Después de examinar el espécimen tipo de Adelophthalmus en 1934, el paleontólogo alemán Paul Guthörl comentó que Anthraconectes y Adelophthalmus eran tan similares que habrían sido sinónimos si Adelophthalmus hubiera tenido ojos.  El nombre Polyzosternites fue acuñado por el paleontólogo alemán Friedrich Goldenberg (que también nombró a la especie Polyzosternites raniceps, hoy reconocida como A. raniceps) en 1873 para sustituir el nombre Adelophthalmus en relación con los especímenes descritos después del espécimen tipo, en la creencia de que el tipo de Adelophthalmus representaba los restos fósiles de una cucaracha. Glyptoscorpius se erigió para incluir algunos fósiles del Carbonífero de Escocia, incluida la especie G. perornatus (designada como tipo, ya que el espécimen tipo sólo constaba de cinco tergitos), G. caledonicus y G. kidstoni, por el geólogo británico Ben Peach en 1882. Durante mucho tiempo se consideró erróneamente que Glyptoscorpius representaba los restos fósiles de un escorpión y no de un euriptérido.
La segunda especie que se describió de Norteamérica fue A. pennsylvanicus (como Eurypterus pennsylvanicus), por Meek y Worthen a partir de las minas de carbón del condado de Venango, Pensilvania, en 1877. Ese mismo año, el paleontólogo estadounidense James Hall describió la especie A. mansfieldi (bajo el nombre de Eurypterus (Dolichopterus) mansfieldi) basándose en fósiles recuperados en Cannelton, Pensilvania[29]. En 1888, Hall describió la especie A. approximatus (como Eurypterus approximatus) junto con el paleontólogo estadounidense John Mason Clarke basándose en fósiles también recuperados en Pensilvania[10].
El geólogo inglés Henry Woodward describió la especie Eurypterus wilsoni (=Adelophthalmus wilsoni) en 1888 basándose en un fósil recuperado por un tal Edward Wilson del Museo de Bristol, bautizando la especie en su honor. El único espécimen conocido se compone de seis segmentos corporales y Woodward señaló que nombrar la especie podría haber sido un poco prematuro. Observó que el espécimen poseía marcas y púas a lo largo del abdomen de forma similar a A. mansfieldi (entonces clasificado como Eurypterus mansfieldi).
El paleontólogo portugués Pereira de Lima describió la especie Eurypterus douvillei (hoy denominada Adelophthalmus douvillei) en 1890 basándose en fósiles de Bussaco (Portugal).

### SigloXX

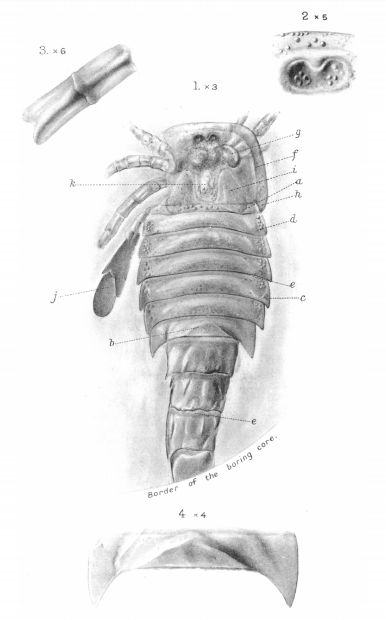
Dibujo del espécimen tipo de A. dumonti a partir de su descripción de 1915 (como Eurypterus dumonti)

En 1907, Henry Woodward describió el Eurypterus moyseyi (hoy reconocido como Adelophthalmus moyseyi) basándose en fósiles recuperados en Radstock, Somerset, Inglaterra. Woodward comparó el espécimen singular de E. moyseyi con especímenes fósiles de A. mansfieldi de América, encontrando las púas a lo largo del abdomen muy similares, aunque observó que eran menos prominentes en E. moyseyi. Woodward describió especímenes fósiles muy grandes, el caparazón solo medía 21 cm (8,3 pulgadas) y los siete segmentos corporales asociados medían 25 cm (9,8) juntos.  A pesar de esto, las últimas estimaciones de tamaño disponibles para A. moyseyi sitúan a la especie en 12 cm (4,7 pulgadas) de longitud.
A. nebraskensis fue descrito como Eurypterus (Anthraconectes) nebraskensis en 1914 por el geólogo estadounidense Erwin H. Barbour basándose en fósiles recuperados en Nebraska (EE. UU.). La especie se describió junto con otros fósiles de los sedimentos asociados, lo que contribuyó a reforzar la idea de que Adelophthalmus (o Anthraconectes) era un animal de agua dulce.
La especie A. dumonti, de edad carbonífera, fue descrita por el paleontólogo belga Xavier Stainier en 1915 como Eurypterus dumonti. El espécimen tipo, un fósil relativamente completo de apenas 3,3 centímetros de longitud, fue descubierto al perforar un nuevo yacimiento de carbón en Campine, al norte de Bélgica. A pesar de que el fósil estaba ligeramente dañado, incluso la pieza entera estaba fragmentada, debido al uso descuidado de martillos y barrenas de diamante durante la excavación, el fósil pudo estudiarse en detalle y compararse con las especies de euriptéridos conocidas. Como Stainier consideraba que todos los euriptéridos del Carbonífero conocidos formaban parte del género Eurypterus (entre ellos varias especies hoy reconocidas como Adelophthalmus, como las especies tipo A. granosus, A. imhofi y A. pennsylvanicus), clasificó el nuevo euriptérido belga también en ese género. Señaló que la nueva especie era muy similar a especies como E. pennsylvanicus y, especialmente, E. mansfieldi (ambas consideradas especies de Adelophthalmus en la actualidad). El nombre de la especie dumonti hace honor al destacado geólogo belga André Dumont.
El geólogo estadounidense Amadeus William Grabau describió la especie Anthraconectes chinensis en 1920, basándose en fósiles descubiertos en Zhaozezhuang (China).
El geólogo canadiense Walter A. Bell describió la especie A. bradorensis en 1922 (como especie de Anthraconectes) basándose en un único fósil recuperado en New Campbelton, en el municipio del condado de Victoria, Canadá, refiriéndola al género debido a sus similitudes con la A. kidstoni escocesa y la A. mansfieldi americana.
En 1924, el paleontólogo estadounidense Carl Owen Dunbar describió la especie Anthraconectes sellardsi a partir de dos fósiles incompletos y otros pequeños fragmentos procedentes de Elmo (Kansas). El primer espécimen conserva el caparazón y los cuatro primeros tergitos del preabdomen, mientras que el segundo conserva cinco tergitos preabdominales y tres postabdominales; este espécimen representa el doble del tamaño del primero.
La especie A. oklahomensis fue descrita por el paleontólogo estadounidense Carl E. Decker en 1938 a partir de fósiles del Pérmico de Oklahoma. Dado que el espécimen de A. oklahomensis era prácticamente idéntico a los especímenes de A. sellardsi de edad similar y un horizonte estratigráfico similar en Kansas, A. oklahomensis fue designado sinónimo menor de A. sellardsi por el geólogo estadounidense Carl Colton Branson, con el apoyo de Decker, en 1959.
El espécimen tipo de A. zadrai, MB.A. 889, fue recogido en la República Checa en 1930 o 1931 y mencionado por primera vez en un manuscrito por el trabajador francés del Carbonífero Pierre Pruvost, que lo bautizó como «Eurypterus (Anthraconectes) Zadrai», pero no describió formalmente el espécimen ni el taxón. Pruvost tenía experiencia previa con el género, ya que en 1930 había descrito la especie Anthraconectes cambieri a partir de fósiles de Charleroi (Bélgica). A. zadrai se describió formalmente por primera vez en 1952 como Adelophthalmus zadrai, en un momento en que el espécimen tipo parecía perdido. El espécimen fue redescubierto en Berlín con un nombre de especie diferente basado en el coleccionista original del fósil (Dr. Palisa) y sin ninguna designación de que representara un espécimen tipo. Pruvost también fue honrado con el nombre de A. pruvosti (descrito como Lepidoderma pruvosti por el paleontólogo noruego Erik N. Kjellesvig-Waering en 1948 a partir de fósiles descubiertos en Lens, Francia).
En 1933, el paleontólogo ucraniano Boris Isidorovich Chernyshev describió la especie A. carbonarius basándose en un único espécimen del Donets (Ucrania). Una nueva expedición llevada a cabo en 2012 por el paleontólogo ruso Evgeniy S. Shpinev y otros en las localidades rusas y ucranianas de Kakichev y Lomuvatka, respectivamente, aportó una serie de fósiles bien conservados, presumiblemente juveniles, de A. carbonarius. La identificación exacta de estos fósiles no es posible, pero se identifican como A. carbonarius ya que no hay rasgos que muestren lo contrario. Otra especie belga, A. corneti, fue descrita por Pruvost en 1939 basándose en fósiles de Quaregnon.
Todos los géneros sinónimos; Anthraconectes, Glyptoscorpius, Lepidoderma y Polyzosternites, fueron subsumidos en Adelophthalmus en estudios realizados a mediados del siglo XX, especialmente el del paleontólogo belga Fredrik Herman van Oyen (1956).  Aunque la mayoría de los autores asignan todas las especies descritas a Adelophthalmus, algunos, como van Oyen en 1956, han considerado que Anthraconectes podría representar un género distinto, citando que escorpiones con anatomías dorsales similares pueden ser muy diferentes ventralmente y que lo mismo podría ocurrir con el Adelophthalmus del Carbonífero, del que aún no se conoce la morfología ventral. Un género Anthraconectes de esta naturaleza sería problemático debido a que su clasificación dependería del estado de conservación de cualquier espécimen.
A. asturica fue descrita como Lepidoderma asturica por el paleontólogo español Bermudo Meléndez en 1971 basándose en fósiles de d'Ablana en España.
La especie A. luceroensis fue descrita por los paleontólogos estadounidenses Barry S. Kues y Kenneth K. Kietzke en 1981 a partir de 150 especímenes fósiles recuperados de la Formación Madera de Nuevo México. La gran cantidad de especímenes recuperados, que representaban individuos en diversas etapas de desarrollo y ontogenia, permitió realizar estudios detallados sobre la ontogenia y la variación intraespecífica dentro de Adelophthalmus.
El paleontólogo estadounidense Roy E. Plotnick remitió una especie de Eurypterus, E. lohesti (descrita por primera vez en 1889) a Adelophthalmus en 1983 (como A. lohesti), pero esta clasificación es cuestionable ya que la morfología del espécimen de A. lohesti no coincide con la conocida de Adelophthalmus. Las diferencias incluyen que A. lohesti tiene ojos más grandes, un caparazón más ancho y lo que podría ser una cresta mediana en el caparazón.

### SigloXXI

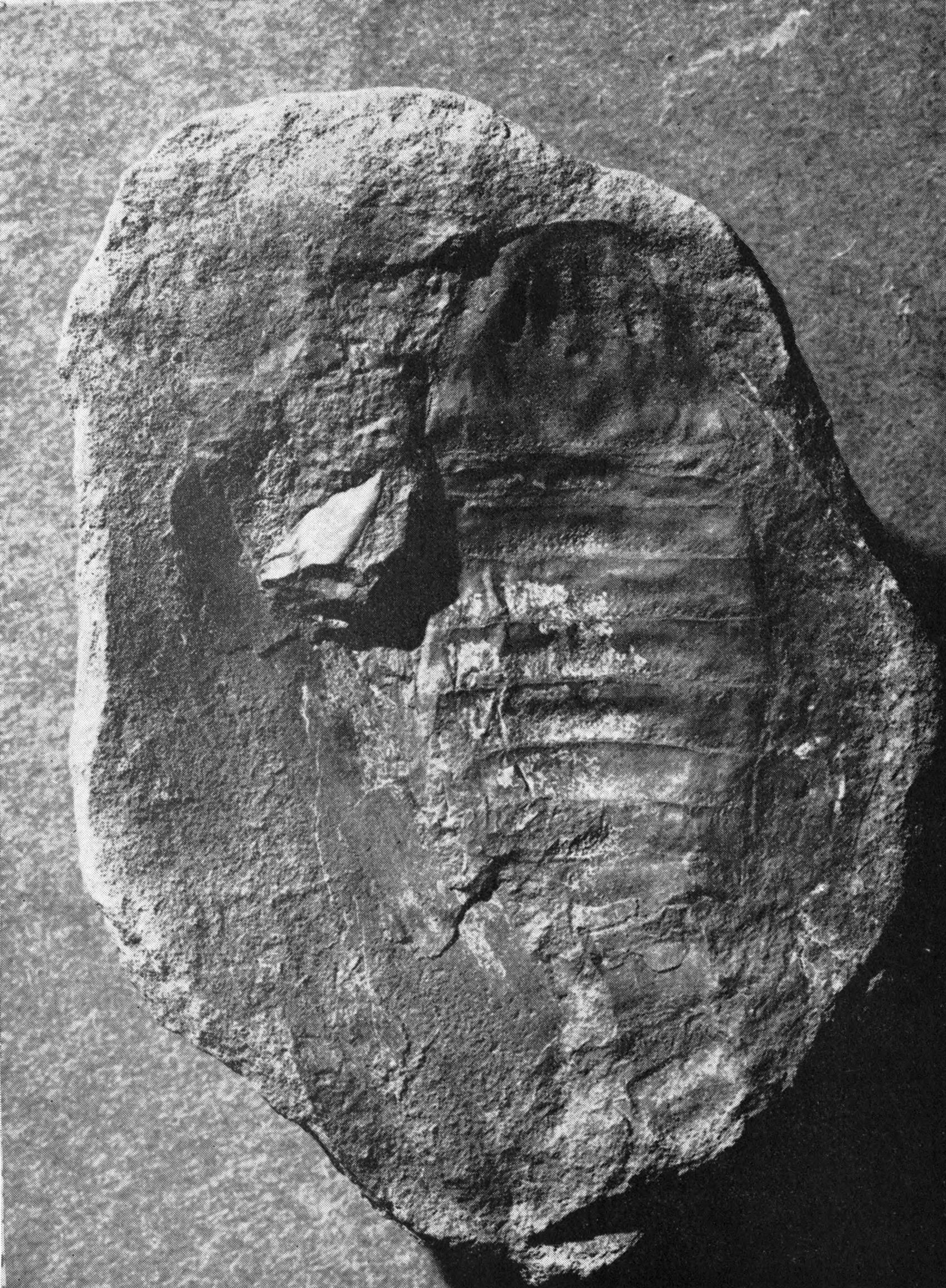
Fósil de A. mazonensis.

En 2004, el paleontólogo alemán Markus Poschmann remitió al género la especie A. sievertsi, descrita por primera vez como parte del género Rhenopterus por el paleontólogo noruego Leif Størmer en 1969 basándose en restos fósiles de la Formación Klerf del Devónico en Alemania. Poschmann también remitió la especie Rhenopterus waterstoni (descrita anteriormente en 2004 basándose en el espécimen singular BMNH In 60174 del Devónico Tardío de Australia) a Adelophthalmus. Esta especie no había sido asignada previamente al género a pesar de las claras similitudes con otras especies de Adelophthalmus, en parte debido a que no existían pruebas sólidas de la presencia de Adelophthalmus en el Devónico.
A. irinae se describió en 2006 a partir de un espécimen fósil (incluido el holotipo, un prosoma, «cabeza», con el número de espécimen PIN no. 5109/4) recogidos por la Expedición Geológica de Krasnoyarsk cerca de Sakhapta, un pueblo del distrito de Nazarovsky de la región rusa de Krasnoyarsk. Los fósiles, de la Formación Tournaisiana Solomennyi Stan, pudieron asignarse con seguridad a Adelophthalmus basándose en su ornamentación en forma de escamas, la posición de sus ojos y la forma del caparazón poco después de su excavación. Se trata de la primera especie de Adelophthalmus descrita en Rusia y el primer euriptérido del Carbonífero conocido en el país. También es uno de los pocos euriptéridos del Carbonífero hallados en el territorio de la antigua Unión Soviética, siendo los únicos otros A. carbonarius de Ucrania y Unionopterus de Kazajstán.
Shpinev describió dos nuevas especies de Adelophthalmus en 2012; A. kamyshtensis y A. dubius (nombre derivado del latín dubius = «dudoso»), ambas basadas en fósiles recogidos originalmente por el geólogo ruso Yuriy Fedorovich Pogonya-Stefanovich en 1960 en yacimientos a 3 km al sureste del pueblo de Kamyshta (que dio nombre a A. kamyshtensis) de la República de Jakasia (Rusia) y que ahora se conserva en el Instituto Paleontológico Borissiak. A pesar de lo mal conservados que están estos fósiles, varias características (sobre todo el caparazón parabólico y la presencia de púas a lo largo del abdomen) sitúan a ambas especies dentro de Adelophthalmus.
En 2013, A. piussii se convirtió en el primer euriptérido descrito en Italia. El espécimen (número de espécimen MFSNgp 31681, conservado en el Museo Friulano di Storia Naturale de Údine) se recogió en el banco de grava de un pequeño arroyo cercano al arroyo Bombaso mayor, al norte de la localidad de Pontebba, y consta de un caparazón y siete segmentos opistosómicos sobre un gran bloque de arenisca. El nombre de la especie, piussii, honra al recolector del espécimen tipo, Stefano Piussi.
En 2018, Shpinev y el investigador ruso A. N. Filimonov describieron una nueva especie denominada A. khakassicus basándose en numerosos especímenes bien conservados. Hallada en la Formación Ilemorovskaya de Jakasia (de ahí el nombre) en 2014 por Filimonov, representa la especie más grande del género. El holotipo, PM TGU 168/108, se compone de partes del metasoma y un telson completo, con varios otros paratipos conocidos. Como A. khakassicus se conoce en niveles estratigráficos similares a los de A. kamyshtensis y A. dubius, se ha sugerido que estas tres especies podrían representar sinónimos.
En 2020, Lamsdell, Victoria E. McCoy, Opal A. Perron-Felle y Melanie J. Hopkins describieron una nueva especie de Adelophthalmus de la etapa Tournaisiana de (muy probablemente) la Formación Lydiennes, en Francia. Su único espécimen conocido, GLAHM A23113, es un cuerpo casi completo al que sólo le falta el telson y que se conserva en nódulos fosfáticos. Por este motivo, se le llamó Adelophthalmus pyrrhae, en honor a Pirra de Tesalia, un personaje de la mitología griega que, junto con su marido Deucalión, arrojó piedras que se transformaron en crías para repoblar el mundo. La buena conservación de A. pyrrhae permitió a los investigadores examinar partes de su sistema respiratorio, y tras su estudio se confirmó que, aunque tenían un estilo de vida principalmente acuático, los euriptéridos podían aventurarse en tierra firme durante largos periodos.

## Historia evolutiva

### Devónico

Mapa de la masa continental devónica de Euramérica, compuesta por los antiguos continentes Báltica, Laurentia y Avalonia.

Los adelftálmidos probablemente aparecieron por primera vez en las aguas del continente Báltico en el Silúrico Tardío, formando parte de una rápida diversificación de los euriptéridos nadadores (suborden Eurypterina) a lo largo del Silúrico. Báltica colisionaría más tarde con los continentes Avalonia y Laurentia y formaría la masa continental Euramérica, donde tuvo lugar la mayor parte de la evolución de los adelftálmidos basales en el Devónico Temprano. La especie más antigua conocida de Adelophthalmus es A. sievertsi de los depósitos del Devónico Temprano (Emsiano) de la Formación Klerf en Wilwerath (en Renania-Palatinado), Alemania, entonces parte de Avalonia dentro de Euramérica. A. sievertsi vivía en ambientes cercanos a la costa, típicamente un hábitat variado e inestable, lo que indica que Adelophthalmus era euritópico (capaz de sobrevivir en una amplia gama de ambientes).
Otras tres especies del Devónico Medio, A. khakassicus, A. kamyshtensis y A. dubius, son las primeras especies conocidas de Adelophthalmus de fuera de Europa, habiéndose recuperado fósiles de las tres en Khakassia, Rusia. En el Devónico Tardío, Adelophthalmus ya se había extendido, habiéndose recuperado la especie A. waterstoni en depósitos de edad Frasniense (~382,2 a 372,2 millones de años) en la Formación Gogo de Australia Occidental, el único euriptérido con la excepción de Acutiramus y Pterygotus conocido en el continente.
La única otra especie de Adelophthalmus conocida del Devónico es A. lohesti, del Famenniano (último Devónico), que procede de los yacimientos fósiles de Pont de Bonne, en Lieja (Bélgica). Junto con una especie famenniana de Hibbertopterus, H. dewalquei, A. lohesti representa el euriptérido más antiguo conocido hasta ahora en Bélgica. Sin embargo, A. lohesti está representado por un único espécimen fragmentario cuya identificación como Adelophthalmus o incluso como euriptérido en general es dudosa, ya que posiblemente represente a un euriptérido estylonúrido. Supuestamente, también se han recuperado especímenes devónicos de Adelophthalmus en Siberia, lo que significaría que el área de distribución del género incluía aguas alrededor de todos los continentes existentes en aquel entonces.
Los euriptéridos fueron uno de los grupos más afectados por la extinción del Devónico tardío. Tras un importante declive de la diversidad durante el Devónico temprano, los euriptéridos eran escasos en los ambientes marinos en el Devónico tardío. De las 16 familias de euriptéridos que existían a principios del Devónico, sólo tres persistieron en el Carbonífero.Todos ellos eran grupos no marinos.  Mientras que el suborden Stylonurina salió relativamente indemne, adaptando nuevas estrategias (como la alimentación por barrido) para evitar la competencia, y volvió a diversificarse en el Carbonífero, Eurypterina se extinguió casi por completo, siendo Adelophthalmus el único superviviente de todo el suborden.

### Carbonífero

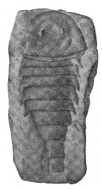
Fósil de A. approximatus.

Tras la extinción de todos los demás euriptéridos nadadores en el Devónico, Adelophthalmus se convirtió en el más común de todos los euriptéridos del Paleozoico tardío, existiendo en un número mucho mayor que los miembros supervivientes de Stylonurina, tanto en términos de número de individuos como de número de especies. Adelophthalmus experimentó una rápida diversificación a lo largo del Carbonífero, habiéndose descrito 23 de sus 33 especies sólo en el Carbonífero, y alcanzó su máxima diversidad en el Carbonífero tardío. Esta diversificación no condujo a la evolución de ningún género nuevo: Adelophthalmus siguió siendo el único género de euriptéridos hasta la extinción del grupo.
Ya extendido y representado en todas las grandes masas continentales en el Devónico tardío, la amalgama de Pangea en un supercontinente global durante el Carbonífero y el Pérmico permitiría al hábil nadador Adelophthalmus adquirir una distribución casi mundial, habiéndose recuperado fósiles de Adelophthalmus de la era carbonífera en Estados Unidos, España, Bélgica, Ucrania, China, Alemania, República Checa, Rusia, Inglaterra, Gales, Escocia, Francia e Italia.
En el Carbonífero temprano aparecieron algunas especies nuevas, sobre todo A. approximatus, el registro más antiguo de Adelophthalmus en Norteamérica (aunque esta especie puede haber aparecido ya en el Fameniense, la última etapa del Devónico). El género también se extendió a la actual Escocia (A. perornatus recuperado de yacimientos fósiles del Carbonífero temprano en Glencartholm) y Asia (A. irinae de edad Tournaisiense conocido de yacimientos fósiles cerca de Krasnoyarsk, Rusia). La aparición de A. irinae es especialmente notable, ya que representa el único euriptérido del Carbonífero conocido hasta ahora en Rusia. De esta época también se conoce A. pyrrhae, descubierto en Francia[. En el Carbonífero tardío aparecerían varias especies más en diversos lugares del mundo. Durante la etapa bashkiriana (de hace 323,2 a 315,2 millones de años), aparecieron dos especies en Bélgica, A. cambieri de Charleroi y A. corneti de Quaregnon, y se ha descrito una tercera especie, A. zadrai de yacimientos de edad bashkiriana en Moravo-Silesia de la República Checa.
La abundancia del bivalvo Anthracomya sugiere una fuerte evidencia de deposición de agua dulce en el hábitat de A. bradorensis, una especie Radstockiana (Westfaliano superior) de Canadá.
En la etapa moscoviano (de hace 315,2 a 307 millones de años) aparecieron varias especies nuevas, entre ellas las dos alemanas A. raniceps y A. granosus, ambas de Saarbrücken. Otras especies de la era Moscoviana incluyen una variedad de Adelophthalmus de Europa y Norteamérica; A. asturica de d'Ablana, España, A. kidstoni de Radstock, Inglaterra, A. imhofi de Vlkhys, República Checa, A. mazonensis de Illinois, EE. UU., A. moyseyi de Blaengarw, Gales, A. pennsylvanicus de Pennsylvania, EE. UU., A. pruvosti de Lens, Francia, A. wilsoni de Radstock, Inglaterra y A. dumonti de Mechelen-sur-Meuse, Bélgica. El Carbonífero muy tardío y el Pérmico temprano verían la aparición de A. mansfieldi en Pensilvania (EE. UU.) y A. chinensis de Zhaozezhuang (China). Además, se ha recuperado la especie A. piussii de yacimientos del Carbonífero tardío en los Alpes Cárnicos de Italia, el primer y hasta ahora único euriptérido conocido en el país.

### Pérmico
El registro fósil del Pérmico de Adelophthalmus incluye cinco especies, todas ellas circunscritas al Pérmico temprano. La primera etapa del periodo, el
Asseliense (de hace 298,9 a 295 millones de años), vio la aparición de A. luceroensis en Nuevo México (EE. UU.), A. douvillei en Bussaco (Portugal) y la supervivencia continuada de la especie china del Carbonífero A. chinensis. A. douvillei perduró hasta la etapa posterior, la sakmariana (de hace 295 a 290,1 millones de años), en la que también apareció A. nebraskensis en Nebraska, EE. UU.. Se sabe que A. nebraskensis vivió en un entorno de agua dulce, ya que su fósil se ha encontrado asociado a fósiles de plantas terrestres. La especie descrita más joven es A. sellardsi, conocida de la etapa Artinskiana (de hace 290,1 a 283,5 millones de años) de Elmo, en Kansas, EE. UU.
De todas las especies conocidas de Adelophthalmus, las últimas rezagadas del género (A. luceroensis y A. sellardsi) eran las más parecidas a la primera especie conocida, A. sievertsi, a pesar de estar separadas por un lapso de tiempo de más de cien millones de años. Es probable que las similitudes se deban a un nicho ecológico generalizado, y no especializado. Este conservadurismo morfológico de Adelophthalmus sugiere que el género se convirtió en braditélico, evolucionando a un ritmo más lento que el habitual entre los euriptéridos. Normalmente, los organismos braditélidos tienen una amplia distribución geográfica, algo que se observó en Adelophthalmus a lo largo del Devónico tardío y el Carbonífero.
Al igual que muchas otras especies de Adelophthalmus, A. luceroensis parece haber vivido en entornos de agua salobre a dulce en una llanura deltaica adyacente a una llanura costera. Las condiciones climáticas favorables para la propagación y el mantenimiento de tales entornos fueron óptimas durante el Carbonífero tardío y el Pérmico temprano, siendo Adelopthalmus muy extendidos y numerosos en estas épocas. En la mayoría de los lugares en los que Adelophthalmus estuvo presente parece haber sido similar desde el punto de vista ecológico.
Aunque este tipo de hábitats fueron numerosos, generalizados y ecológicamente estables durante un tiempo a principios del Pérmico, resultaron ser delicados. Un clima cambiante durante el Pérmico alteró los patrones deposicionales y de vegetación en todo el hemisferio norte, lo que afectó drásticamente a entornos anteriormente muy extendidos, como los característicos bosques carboníferos, así como a hábitats de agua salobre y dulce. Al desaparecer su hábitat, el número de Adelophthalmus disminuyó. Mientras que algunos euriptéridos estilurinos (Hastimima y Campylocephalus) que ocupaban nichos fuera de estos hábitats siguieron sobreviviendo durante un tiempo, Adelophthalmus, restringido a un tipo de entorno que desaparecía rápidamente, se extinguió.

## Clasificación

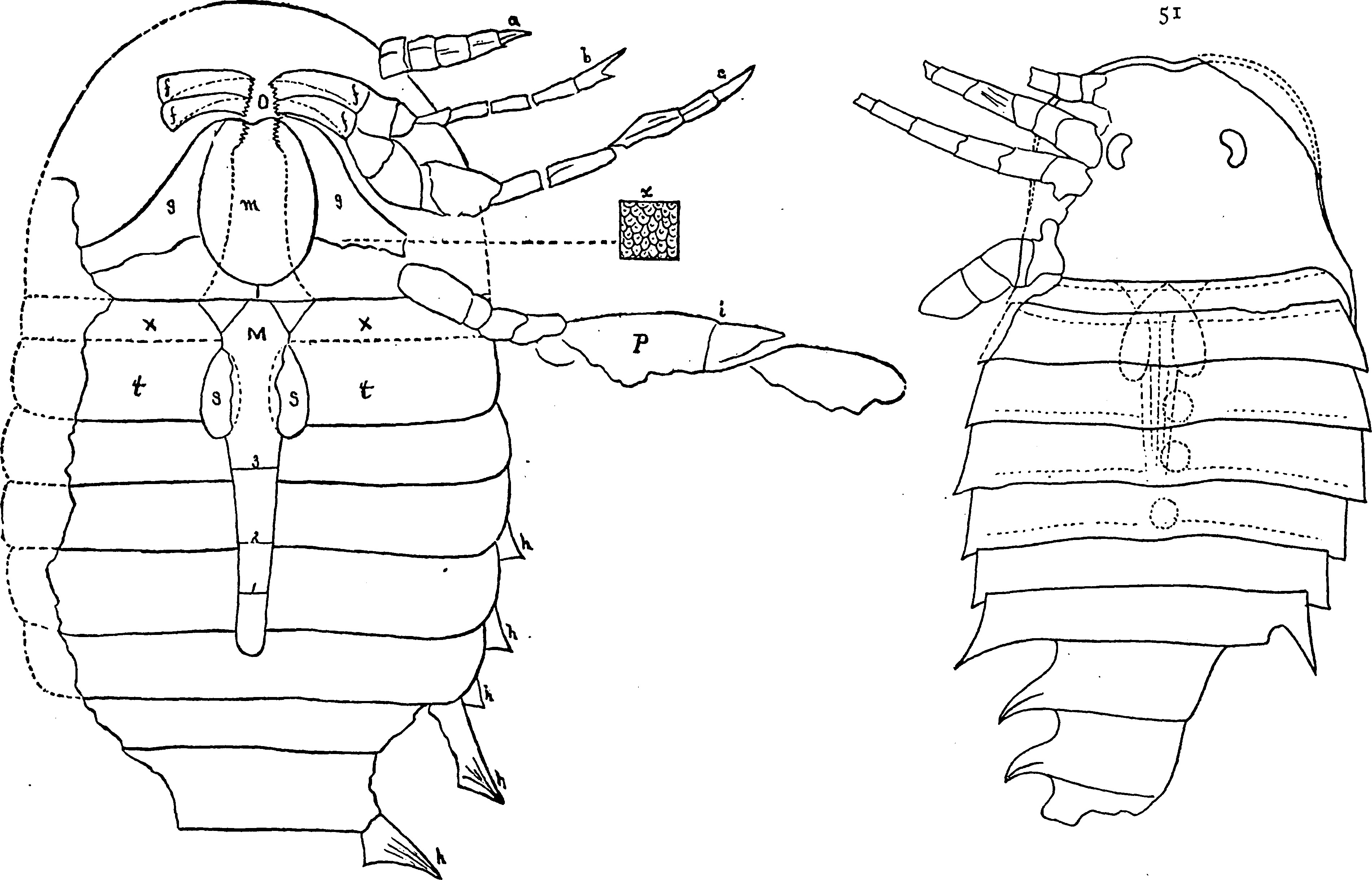
Dibujos lineales que representan las caras superior e inferior de un fósil de A. mazonensis.

Adelophthalmus está clasificado como parte de (y presta su nombre a) la familia Adelophthalmidae, la única familia dentro de la superfamilia Adelophthalmoidea, junto con los géneros Parahughmilleria, Nanahughmilleria, Bassipterus, Pittsfordipterus y Eysyslopterus.  El siguiente cladograma presenta las posiciones filogenéticas inferidas de la mayoría de los géneros incluidos en las tres superfamilias más derivadas del suborden Eurypterina de los euriptéridos (Adelophthalmoidea, Pterygotioidea y los waeringopteroideos), según lo inferido por O. Erik Tetlie y Markus Poschmann en 2008, basándose en los resultados de un análisis de 2008 específicamente relacionado con Adelophthalmoidea y un análisis anterior de 2004.

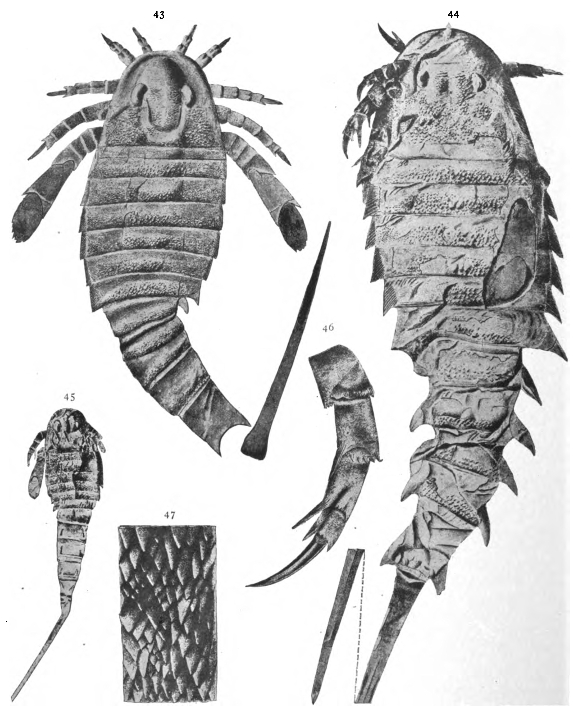
Fósiles de A. mansfieldi.

La estrecha relación entre los tres grupos se confirma en parte debido a que los miembros basales de los tres grupos, Orcanopterus, Eysyslopterus y Herefordopterus, comparten formas de caparazón similares. El hecho de que Adelophthalmus sea el miembro más derivado de su familia se confirma porque sus apéndices natatorios son los más delgados de todos los géneros incluidos y porque sus ojos son los más cercanos al centro del caparazón. En Adelophthalmoidea, los ojos parecen acercarse más al centro del caparazón con cada género más derivado, y aunque la posición de los ojos puede reflejar estilos de vida y entornos habitados, también se supone que (sobre todo en este caso, con una clara progresión) incluyen información filogenéticamente importante.
|  | Orcanopterus                                                    |
|  |                                                                 |
|  | \| \| Waeringopterus \| \| \| \| \| \| Grossopterus \| \| \| \| |
|  |                                                                 |
|  | Waeringopterus                                                  |
|  |                                                                 |
|  | Grossopterus                                                    |
|  |                                                                 |

|  | Waeringopterus |
|  |                |
|  | Grossopterus   |
|  |                |

|  | Bassipterus      |
|  |                  |
|  | Pittsfordipterus |
|  |                  |

|  | Nanahughmilleria                                                    |
|  |                                                                     |
|  | \| \| Parahughmilleria \| \| \| \| \| \| Adelophthalmus \| \| \| \| |
|  |                                                                     |
|  | Parahughmilleria                                                    |
|  |                                                                     |
|  | Adelophthalmus                                                      |
|  |                                                                     |

|  | Parahughmilleria |
|  |                  |
|  | Adelophthalmus   |
|  |                  |

|  | Bassipterus      |
|  |                  |
|  | Pittsfordipterus |
|  |                  |

|  | Nanahughmilleria                                                    |
|  |                                                                     |
|  | \| \| Parahughmilleria \| \| \| \| \| \| Adelophthalmus \| \| \| \| |
|  |                                                                     |
|  | Parahughmilleria                                                    |
|  |                                                                     |
|  | Adelophthalmus                                                      |
|  |                                                                     |

|  | Parahughmilleria |
|  |                  |
|  | Adelophthalmus   |
|  |                  |

|  | Bassipterus      |
|  |                  |
|  | Pittsfordipterus |
|  |                  |

|  | Nanahughmilleria                                                    |
|  |                                                                     |
|  | \| \| Parahughmilleria \| \| \| \| \| \| Adelophthalmus \| \| \| \| |
|  |                                                                     |
|  | Parahughmilleria                                                    |
|  |                                                                     |
|  | Adelophthalmus                                                      |
|  |                                                                     |

|  | Parahughmilleria |
|  |                  |
|  | Adelophthalmus   |
|  |                  |

|  | Bassipterus      |
|  |                  |
|  | Pittsfordipterus |
|  |                  |

|  | Nanahughmilleria                                                    |
|  |                                                                     |
|  | \| \| Parahughmilleria \| \| \| \| \| \| Adelophthalmus \| \| \| \| |
|  |                                                                     |
|  | Parahughmilleria                                                    |
|  |                                                                     |
|  | Adelophthalmus                                                      |
|  |                                                                     |

|  | Parahughmilleria |
|  |                  |
|  | Adelophthalmus   |
|  |                  |

|  | Pterygotus                                                   |
|  |                                                              |
|  | \| \| Acutiramus \| \| \| \| \| \| Jaekelopterus \| \| \| \| |
|  |                                                              |
|  | Acutiramus                                                   |
|  |                                                              |
|  | Jaekelopterus                                                |
|  |                                                              |

|  | Acutiramus    |
|  |               |
|  | Jaekelopterus |
|  |               |

|  | Pterygotus                                                   |
|  |                                                              |
|  | \| \| Acutiramus \| \| \| \| \| \| Jaekelopterus \| \| \| \| |
|  |                                                              |
|  | Acutiramus                                                   |
|  |                                                              |
|  | Jaekelopterus                                                |
|  |                                                              |

|  | Acutiramus    |
|  |               |
|  | Jaekelopterus |
|  |               |

|  | Pterygotus                                                   |
|  |                                                              |
|  | \| \| Acutiramus \| \| \| \| \| \| Jaekelopterus \| \| \| \| |
|  |                                                              |
|  | Acutiramus                                                   |
|  |                                                              |
|  | Jaekelopterus                                                |
|  |                                                              |

|  | Acutiramus    |
|  |               |
|  | Jaekelopterus |
|  |               |

|  | Pterygotus                                                   |
|  |                                                              |
|  | \| \| Acutiramus \| \| \| \| \| \| Jaekelopterus \| \| \| \| |
|  |                                                              |
|  | Acutiramus                                                   |
|  |                                                              |
|  | Jaekelopterus                                                |
|  |                                                              |

|  | Acutiramus    |
|  |               |
|  | Jaekelopterus |
|  |               |

|  | Pterygotus                                                   |
|  |                                                              |
|  | \| \| Acutiramus \| \| \| \| \| \| Jaekelopterus \| \| \| \| |
|  |                                                              |
|  | Acutiramus                                                   |
|  |                                                              |
|  | Jaekelopterus                                                |
|  |                                                              |

|  | Acutiramus    |
|  |               |
|  | Jaekelopterus |
|  |               |

|  | Pterygotus                                                   |
|  |                                                              |
|  | \| \| Acutiramus \| \| \| \| \| \| Jaekelopterus \| \| \| \| |
|  |                                                              |
|  | Acutiramus                                                   |
|  |                                                              |
|  | Jaekelopterus                                                |
|  |                                                              |

|  | Acutiramus    |
|  |               |
|  | Jaekelopterus |
|  |               |

|  | Pterygotus                                                   |
|  |                                                              |
|  | \| \| Acutiramus \| \| \| \| \| \| Jaekelopterus \| \| \| \| |
|  |                                                              |
|  | Acutiramus                                                   |
|  |                                                              |
|  | Jaekelopterus                                                |
|  |                                                              |

|  | Acutiramus    |
|  |               |
|  | Jaekelopterus |
|  |               |

|  | Pterygotus                                                   |
|  |                                                              |
|  | \| \| Acutiramus \| \| \| \| \| \| Jaekelopterus \| \| \| \| |
|  |                                                              |
|  | Acutiramus                                                   |
|  |                                                              |
|  | Jaekelopterus                                                |
|  |                                                              |

|  | Acutiramus    |
|  |               |
|  | Jaekelopterus |
|  |               |

|  | Pterygotus                                                   |
|  |                                                              |
|  | \| \| Acutiramus \| \| \| \| \| \| Jaekelopterus \| \| \| \| |
|  |                                                              |
|  | Acutiramus                                                   |
|  |                                                              |
|  | Jaekelopterus                                                |
|  |                                                              |

|  | Acutiramus    |
|  |               |
|  | Jaekelopterus |
|  |               |

|  | Pterygotus                                                   |
|  |                                                              |
|  | \| \| Acutiramus \| \| \| \| \| \| Jaekelopterus \| \| \| \| |
|  |                                                              |
|  | Acutiramus                                                   |
|  |                                                              |
|  | Jaekelopterus                                                |
|  |                                                              |

|  | Acutiramus    |
|  |               |
|  | Jaekelopterus |
|  |               |

|  | Pterygotus                                                   |
|  |                                                              |
|  | \| \| Acutiramus \| \| \| \| \| \| Jaekelopterus \| \| \| \| |
|  |                                                              |
|  | Acutiramus                                                   |
|  |                                                              |
|  | Jaekelopterus                                                |
|  |                                                              |

|  | Acutiramus    |
|  |               |
|  | Jaekelopterus |
|  |               |

|  | Pterygotus                                                   |
|  |                                                              |
|  | \| \| Acutiramus \| \| \| \| \| \| Jaekelopterus \| \| \| \| |
|  |                                                              |
|  | Acutiramus                                                   |
|  |                                                              |
|  | Jaekelopterus                                                |
|  |                                                              |

|  | Acutiramus    |
|  |               |
|  | Jaekelopterus |
|  |               |

|  | Pterygotus                                                   |
|  |                                                              |
|  | \| \| Acutiramus \| \| \| \| \| \| Jaekelopterus \| \| \| \| |
|  |                                                              |
|  | Acutiramus                                                   |
|  |                                                              |
|  | Jaekelopterus                                                |
|  |                                                              |

|  | Acutiramus    |
|  |               |
|  | Jaekelopterus |
|  |               |

|  | Pterygotus                                                   |
|  |                                                              |
|  | \| \| Acutiramus \| \| \| \| \| \| Jaekelopterus \| \| \| \| |
|  |                                                              |
|  | Acutiramus                                                   |
|  |                                                              |
|  | Jaekelopterus                                                |
|  |                                                              |

|  | Acutiramus    |
|  |               |
|  | Jaekelopterus |
|  |               |

|  | Pterygotus                                                   |
|  |                                                              |
|  | \| \| Acutiramus \| \| \| \| \| \| Jaekelopterus \| \| \| \| |
|  |                                                              |
|  | Acutiramus                                                   |
|  |                                                              |
|  | Jaekelopterus                                                |
|  |                                                              |

|  | Acutiramus    |
|  |               |
|  | Jaekelopterus |
|  |               |

|  | Pterygotus                                                   |
|  |                                                              |
|  | \| \| Acutiramus \| \| \| \| \| \| Jaekelopterus \| \| \| \| |
|  |                                                              |
|  | Acutiramus                                                   |
|  |                                                              |
|  | Jaekelopterus                                                |
|  |                                                              |

|  | Acutiramus    |
|  |               |
|  | Jaekelopterus |
|  |               |

|  | Bassipterus      |
|  |                  |
|  | Pittsfordipterus |
|  |                  |

|  | Nanahughmilleria                                                    |
|  |                                                                     |
|  | \| \| Parahughmilleria \| \| \| \| \| \| Adelophthalmus \| \| \| \| |
|  |                                                                     |
|  | Parahughmilleria                                                    |
|  |                                                                     |
|  | Adelophthalmus                                                      |
|  |                                                                     |

|  | Parahughmilleria |
|  |                  |
|  | Adelophthalmus   |
|  |                  |

|  | Bassipterus      |
|  |                  |
|  | Pittsfordipterus |
|  |                  |

|  | Nanahughmilleria                                                    |
|  |                                                                     |
|  | \| \| Parahughmilleria \| \| \| \| \| \| Adelophthalmus \| \| \| \| |
|  |                                                                     |
|  | Parahughmilleria                                                    |
|  |                                                                     |
|  | Adelophthalmus                                                      |
|  |                                                                     |

|  | Parahughmilleria |
|  |                  |
|  | Adelophthalmus   |
|  |                  |

|  | Bassipterus      |
|  |                  |
|  | Pittsfordipterus |
|  |                  |

|  | Nanahughmilleria                                                    |
|  |                                                                     |
|  | \| \| Parahughmilleria \| \| \| \| \| \| Adelophthalmus \| \| \| \| |
|  |                                                                     |
|  | Parahughmilleria                                                    |
|  |                                                                     |
|  | Adelophthalmus                                                      |
|  |                                                                     |

|  | Parahughmilleria |
|  |                  |
|  | Adelophthalmus   |
|  |                  |

|  | Bassipterus      |
|  |                  |
|  | Pittsfordipterus |
|  |                  |

|  | Nanahughmilleria                                                    |
|  |                                                                     |
|  | \| \| Parahughmilleria \| \| \| \| \| \| Adelophthalmus \| \| \| \| |
|  |                                                                     |
|  | Parahughmilleria                                                    |
|  |                                                                     |
|  | Adelophthalmus                                                      |
|  |                                                                     |

|  | Parahughmilleria |
|  |                  |
|  | Adelophthalmus   |
|  |                  |

|  | Pterygotus                                                   |
|  |                                                              |
|  | \| \| Acutiramus \| \| \| \| \| \| Jaekelopterus \| \| \| \| |
|  |                                                              |
|  | Acutiramus                                                   |
|  |                                                              |
|  | Jaekelopterus                                                |
|  |                                                              |

|  | Acutiramus    |
|  |               |
|  | Jaekelopterus |
|  |               |

|  | Pterygotus                                                   |
|  |                                                              |
|  | \| \| Acutiramus \| \| \| \| \| \| Jaekelopterus \| \| \| \| |
|  |                                                              |
|  | Acutiramus                                                   |
|  |                                                              |
|  | Jaekelopterus                                                |
|  |                                                              |

|  | Acutiramus    |
|  |               |
|  | Jaekelopterus |
|  |               |

|  | Pterygotus                                                   |
|  |                                                              |
|  | \| \| Acutiramus \| \| \| \| \| \| Jaekelopterus \| \| \| \| |
|  |                                                              |
|  | Acutiramus                                                   |
|  |                                                              |
|  | Jaekelopterus                                                |
|  |                                                              |

|  | Acutiramus    |
|  |               |
|  | Jaekelopterus |
|  |               |

|  | Pterygotus                                                   |
|  |                                                              |
|  | \| \| Acutiramus \| \| \| \| \| \| Jaekelopterus \| \| \| \| |
|  |                                                              |
|  | Acutiramus                                                   |
|  |                                                              |
|  | Jaekelopterus                                                |
|  |                                                              |

|  | Acutiramus    |
|  |               |
|  | Jaekelopterus |
|  |               |

|  | Pterygotus                                                   |
|  |                                                              |
|  | \| \| Acutiramus \| \| \| \| \| \| Jaekelopterus \| \| \| \| |
|  |                                                              |
|  | Acutiramus                                                   |
|  |                                                              |
|  | Jaekelopterus                                                |
|  |                                                              |

|  | Acutiramus    |
|  |               |
|  | Jaekelopterus |
|  |               |

|  | Pterygotus                                                   |
|  |                                                              |
|  | \| \| Acutiramus \| \| \| \| \| \| Jaekelopterus \| \| \| \| |
|  |                                                              |
|  | Acutiramus                                                   |
|  |                                                              |
|  | Jaekelopterus                                                |
|  |                                                              |

|  | Acutiramus    |
|  |               |
|  | Jaekelopterus |
|  |               |

|  | Pterygotus                                                   |
|  |                                                              |
|  | \| \| Acutiramus \| \| \| \| \| \| Jaekelopterus \| \| \| \| |
|  |                                                              |
|  | Acutiramus                                                   |
|  |                                                              |
|  | Jaekelopterus                                                |
|  |                                                              |

|  | Acutiramus    |
|  |               |
|  | Jaekelopterus |
|  |               |

|  | Pterygotus                                                   |
|  |                                                              |
|  | \| \| Acutiramus \| \| \| \| \| \| Jaekelopterus \| \| \| \| |
|  |                                                              |
|  | Acutiramus                                                   |
|  |                                                              |
|  | Jaekelopterus                                                |
|  |                                                              |

|  | Acutiramus    |
|  |               |
|  | Jaekelopterus |
|  |               |

|  | Pterygotus                                                   |
|  |                                                              |
|  | \| \| Acutiramus \| \| \| \| \| \| Jaekelopterus \| \| \| \| |
|  |                                                              |
|  | Acutiramus                                                   |
|  |                                                              |
|  | Jaekelopterus                                                |
|  |                                                              |

|  | Acutiramus    |
|  |               |
|  | Jaekelopterus |
|  |               |

|  | Pterygotus                                                   |
|  |                                                              |
|  | \| \| Acutiramus \| \| \| \| \| \| Jaekelopterus \| \| \| \| |
|  |                                                              |
|  | Acutiramus                                                   |
|  |                                                              |
|  | Jaekelopterus                                                |
|  |                                                              |

|  | Acutiramus    |
|  |               |
|  | Jaekelopterus |
|  |               |

|  | Pterygotus                                                   |
|  |                                                              |
|  | \| \| Acutiramus \| \| \| \| \| \| Jaekelopterus \| \| \| \| |
|  |                                                              |
|  | Acutiramus                                                   |
|  |                                                              |
|  | Jaekelopterus                                                |
|  |                                                              |

|  | Acutiramus    |
|  |               |
|  | Jaekelopterus |
|  |               |

|  | Pterygotus                                                   |
|  |                                                              |
|  | \| \| Acutiramus \| \| \| \| \| \| Jaekelopterus \| \| \| \| |
|  |                                                              |
|  | Acutiramus                                                   |
|  |                                                              |
|  | Jaekelopterus                                                |
|  |                                                              |

|  | Acutiramus    |
|  |               |
|  | Jaekelopterus |
|  |               |

|  | Pterygotus                                                   |
|  |                                                              |
|  | \| \| Acutiramus \| \| \| \| \| \| Jaekelopterus \| \| \| \| |
|  |                                                              |
|  | Acutiramus                                                   |
|  |                                                              |
|  | Jaekelopterus                                                |
|  |                                                              |

|  | Acutiramus    |
|  |               |
|  | Jaekelopterus |
|  |               |

|  | Pterygotus                                                   |
|  |                                                              |
|  | \| \| Acutiramus \| \| \| \| \| \| Jaekelopterus \| \| \| \| |
|  |                                                              |
|  | Acutiramus                                                   |
|  |                                                              |
|  | Jaekelopterus                                                |
|  |                                                              |

|  | Acutiramus    |
|  |               |
|  | Jaekelopterus |
|  |               |

|  | Pterygotus                                                   |
|  |                                                              |
|  | \| \| Acutiramus \| \| \| \| \| \| Jaekelopterus \| \| \| \| |
|  |                                                              |
|  | Acutiramus                                                   |
|  |                                                              |
|  | Jaekelopterus                                                |
|  |                                                              |

|  | Acutiramus    |
|  |               |
|  | Jaekelopterus |
|  |               |

|  | Pterygotus                                                   |
|  |                                                              |
|  | \| \| Acutiramus \| \| \| \| \| \| Jaekelopterus \| \| \| \| |
|  |                                                              |
|  | Acutiramus                                                   |
|  |                                                              |
|  | Jaekelopterus                                                |
|  |                                                              |

|  | Acutiramus    |
|  |               |
|  | Jaekelopterus |
|  |               |

|  | Orcanopterus                                                    |
|  |                                                                 |
|  | \| \| Waeringopterus \| \| \| \| \| \| Grossopterus \| \| \| \| |
|  |                                                                 |
|  | Waeringopterus                                                  |
|  |                                                                 |
|  | Grossopterus                                                    |
|  |                                                                 |

|  | Waeringopterus |
|  |                |
|  | Grossopterus   |
|  |                |

|  | Bassipterus      |
|  |                  |
|  | Pittsfordipterus |
|  |                  |

|  | Nanahughmilleria                                                    |
|  |                                                                     |
|  | \| \| Parahughmilleria \| \| \| \| \| \| Adelophthalmus \| \| \| \| |
|  |                                                                     |
|  | Parahughmilleria                                                    |
|  |                                                                     |
|  | Adelophthalmus                                                      |
|  |                                                                     |

|  | Parahughmilleria |
|  |                  |
|  | Adelophthalmus   |
|  |                  |

|  | Bassipterus      |
|  |                  |
|  | Pittsfordipterus |
|  |                  |

|  | Nanahughmilleria                                                    |
|  |                                                                     |
|  | \| \| Parahughmilleria \| \| \| \| \| \| Adelophthalmus \| \| \| \| |
|  |                                                                     |
|  | Parahughmilleria                                                    |
|  |                                                                     |
|  | Adelophthalmus                                                      |
|  |                                                                     |

|  | Parahughmilleria |
|  |                  |
|  | Adelophthalmus   |
|  |                  |

|  | Bassipterus      |
|  |                  |
|  | Pittsfordipterus |
|  |                  |

|  | Nanahughmilleria                                                    |
|  |                                                                     |
|  | \| \| Parahughmilleria \| \| \| \| \| \| Adelophthalmus \| \| \| \| |
|  |                                                                     |
|  | Parahughmilleria                                                    |
|  |                                                                     |
|  | Adelophthalmus                                                      |
|  |                                                                     |

|  | Parahughmilleria |
|  |                  |
|  | Adelophthalmus   |
|  |                  |

|  | Bassipterus      |
|  |                  |
|  | Pittsfordipterus |
|  |                  |

|  | Nanahughmilleria                                                    |
|  |                                                                     |
|  | \| \| Parahughmilleria \| \| \| \| \| \| Adelophthalmus \| \| \| \| |
|  |                                                                     |
|  | Parahughmilleria                                                    |
|  |                                                                     |
|  | Adelophthalmus                                                      |
|  |                                                                     |

|  | Parahughmilleria |
|  |                  |
|  | Adelophthalmus   |
|  |                  |

|  | Pterygotus                                                   |
|  |                                                              |
|  | \| \| Acutiramus \| \| \| \| \| \| Jaekelopterus \| \| \| \| |
|  |                                                              |
|  | Acutiramus                                                   |
|  |                                                              |
|  | Jaekelopterus                                                |
|  |                                                              |

|  | Acutiramus    |
|  |               |
|  | Jaekelopterus |
|  |               |

|  | Pterygotus                                                   |
|  |                                                              |
|  | \| \| Acutiramus \| \| \| \| \| \| Jaekelopterus \| \| \| \| |
|  |                                                              |
|  | Acutiramus                                                   |
|  |                                                              |
|  | Jaekelopterus                                                |
|  |                                                              |

|  | Acutiramus    |
|  |               |
|  | Jaekelopterus |
|  |               |

|  | Pterygotus                                                   |
|  |                                                              |
|  | \| \| Acutiramus \| \| \| \| \| \| Jaekelopterus \| \| \| \| |
|  |                                                              |
|  | Acutiramus                                                   |
|  |                                                              |
|  | Jaekelopterus                                                |
|  |                                                              |

|  | Acutiramus    |
|  |               |
|  | Jaekelopterus |
|  |               |

|  | Pterygotus                                                   |
|  |                                                              |
|  | \| \| Acutiramus \| \| \| \| \| \| Jaekelopterus \| \| \| \| |
|  |                                                              |
|  | Acutiramus                                                   |
|  |                                                              |
|  | Jaekelopterus                                                |
|  |                                                              |

|  | Acutiramus    |
|  |               |
|  | Jaekelopterus |
|  |               |

|  | Pterygotus                                                   |
|  |                                                              |
|  | \| \| Acutiramus \| \| \| \| \| \| Jaekelopterus \| \| \| \| |
|  |                                                              |
|  | Acutiramus                                                   |
|  |                                                              |
|  | Jaekelopterus                                                |
|  |                                                              |

|  | Acutiramus    |
|  |               |
|  | Jaekelopterus |
|  |               |

|  | Pterygotus                                                   |
|  |                                                              |
|  | \| \| Acutiramus \| \| \| \| \| \| Jaekelopterus \| \| \| \| |
|  |                                                              |
|  | Acutiramus                                                   |
|  |                                                              |
|  | Jaekelopterus                                                |
|  |                                                              |

|  | Acutiramus    |
|  |               |
|  | Jaekelopterus |
|  |               |

|  | Pterygotus                                                   |
|  |                                                              |
|  | \| \| Acutiramus \| \| \| \| \| \| Jaekelopterus \| \| \| \| |
|  |                                                              |
|  | Acutiramus                                                   |
|  |                                                              |
|  | Jaekelopterus                                                |
|  |                                                              |

|  | Acutiramus    |
|  |               |
|  | Jaekelopterus |
|  |               |

|  | Pterygotus                                                   |
|  |                                                              |
|  | \| \| Acutiramus \| \| \| \| \| \| Jaekelopterus \| \| \| \| |
|  |                                                              |
|  | Acutiramus                                                   |
|  |                                                              |
|  | Jaekelopterus                                                |
|  |                                                              |

|  | Acutiramus    |
|  |               |
|  | Jaekelopterus |
|  |               |

|  | Pterygotus                                                   |
|  |                                                              |
|  | \| \| Acutiramus \| \| \| \| \| \| Jaekelopterus \| \| \| \| |
|  |                                                              |
|  | Acutiramus                                                   |
|  |                                                              |
|  | Jaekelopterus                                                |
|  |                                                              |

|  | Acutiramus    |
|  |               |
|  | Jaekelopterus |
|  |               |

|  | Pterygotus                                                   |
|  |                                                              |
|  | \| \| Acutiramus \| \| \| \| \| \| Jaekelopterus \| \| \| \| |
|  |                                                              |
|  | Acutiramus                                                   |
|  |                                                              |
|  | Jaekelopterus                                                |
|  |                                                              |

|  | Acutiramus    |
|  |               |
|  | Jaekelopterus |
|  |               |

|  | Pterygotus                                                   |
|  |                                                              |
|  | \| \| Acutiramus \| \| \| \| \| \| Jaekelopterus \| \| \| \| |
|  |                                                              |
|  | Acutiramus                                                   |
|  |                                                              |
|  | Jaekelopterus                                                |
|  |                                                              |

|  | Acutiramus    |
|  |               |
|  | Jaekelopterus |
|  |               |

|  | Pterygotus                                                   |
|  |                                                              |
|  | \| \| Acutiramus \| \| \| \| \| \| Jaekelopterus \| \| \| \| |
|  |                                                              |
|  | Acutiramus                                                   |
|  |                                                              |
|  | Jaekelopterus                                                |
|  |                                                              |

|  | Acutiramus    |
|  |               |
|  | Jaekelopterus |
|  |               |

|  | Pterygotus                                                   |
|  |                                                              |
|  | \| \| Acutiramus \| \| \| \| \| \| Jaekelopterus \| \| \| \| |
|  |                                                              |
|  | Acutiramus                                                   |
|  |                                                              |
|  | Jaekelopterus                                                |
|  |                                                              |

|  | Acutiramus    |
|  |               |
|  | Jaekelopterus |
|  |               |

|  | Pterygotus                                                   |
|  |                                                              |
|  | \| \| Acutiramus \| \| \| \| \| \| Jaekelopterus \| \| \| \| |
|  |                                                              |
|  | Acutiramus                                                   |
|  |                                                              |
|  | Jaekelopterus                                                |
|  |                                                              |

|  | Acutiramus    |
|  |               |
|  | Jaekelopterus |
|  |               |

|  | Pterygotus                                                   |
|  |                                                              |
|  | \| \| Acutiramus \| \| \| \| \| \| Jaekelopterus \| \| \| \| |
|  |                                                              |
|  | Acutiramus                                                   |
|  |                                                              |
|  | Jaekelopterus                                                |
|  |                                                              |

|  | Acutiramus    |
|  |               |
|  | Jaekelopterus |
|  |               |

|  | Pterygotus                                                   |
|  |                                                              |
|  | \| \| Acutiramus \| \| \| \| \| \| Jaekelopterus \| \| \| \| |
|  |                                                              |
|  | Acutiramus                                                   |
|  |                                                              |
|  | Jaekelopterus                                                |
|  |                                                              |

|  | Acutiramus    |
|  |               |
|  | Jaekelopterus |
|  |               |

|  | Bassipterus      |
|  |                  |
|  | Pittsfordipterus |
|  |                  |

|  | Nanahughmilleria                                                    |
|  |                                                                     |
|  | \| \| Parahughmilleria \| \| \| \| \| \| Adelophthalmus \| \| \| \| |
|  |                                                                     |
|  | Parahughmilleria                                                    |
|  |                                                                     |
|  | Adelophthalmus                                                      |
|  |                                                                     |

|  | Parahughmilleria |
|  |                  |
|  | Adelophthalmus   |
|  |                  |

|  | Bassipterus      |
|  |                  |
|  | Pittsfordipterus |
|  |                  |

|  | Nanahughmilleria                                                    |
|  |                                                                     |
|  | \| \| Parahughmilleria \| \| \| \| \| \| Adelophthalmus \| \| \| \| |
|  |                                                                     |
|  | Parahughmilleria                                                    |
|  |                                                                     |
|  | Adelophthalmus                                                      |
|  |                                                                     |

|  | Parahughmilleria |
|  |                  |
|  | Adelophthalmus   |
|  |                  |

|  | Bassipterus      |
|  |                  |
|  | Pittsfordipterus |
|  |                  |

|  | Nanahughmilleria                                                    |
|  |                                                                     |
|  | \| \| Parahughmilleria \| \| \| \| \| \| Adelophthalmus \| \| \| \| |
|  |                                                                     |
|  | Parahughmilleria                                                    |
|  |                                                                     |
|  | Adelophthalmus                                                      |
|  |                                                                     |

|  | Parahughmilleria |
|  |                  |
|  | Adelophthalmus   |
|  |                  |

|  | Bassipterus      |
|  |                  |
|  | Pittsfordipterus |
|  |                  |

|  | Nanahughmilleria                                                    |
|  |                                                                     |
|  | \| \| Parahughmilleria \| \| \| \| \| \| Adelophthalmus \| \| \| \| |
|  |                                                                     |
|  | Parahughmilleria                                                    |
|  |                                                                     |
|  | Adelophthalmus                                                      |
|  |                                                                     |

|  | Parahughmilleria |
|  |                  |
|  | Adelophthalmus   |
|  |                  |

|  | Pterygotus                                                   |
|  |                                                              |
|  | \| \| Acutiramus \| \| \| \| \| \| Jaekelopterus \| \| \| \| |
|  |                                                              |
|  | Acutiramus                                                   |
|  |                                                              |
|  | Jaekelopterus                                                |
|  |                                                              |

|  | Acutiramus    |
|  |               |
|  | Jaekelopterus |
|  |               |

|  | Pterygotus                                                   |
|  |                                                              |
|  | \| \| Acutiramus \| \| \| \| \| \| Jaekelopterus \| \| \| \| |
|  |                                                              |
|  | Acutiramus                                                   |
|  |                                                              |
|  | Jaekelopterus                                                |
|  |                                                              |

|  | Acutiramus    |
|  |               |
|  | Jaekelopterus |
|  |               |

|  | Pterygotus                                                   |
|  |                                                              |
|  | \| \| Acutiramus \| \| \| \| \| \| Jaekelopterus \| \| \| \| |
|  |                                                              |
|  | Acutiramus                                                   |
|  |                                                              |
|  | Jaekelopterus                                                |
|  |                                                              |

|  | Acutiramus    |
|  |               |
|  | Jaekelopterus |
|  |               |

|  | Pterygotus                                                   |
|  |                                                              |
|  | \| \| Acutiramus \| \| \| \| \| \| Jaekelopterus \| \| \| \| |
|  |                                                              |
|  | Acutiramus                                                   |
|  |                                                              |
|  | Jaekelopterus                                                |
|  |                                                              |

|  | Acutiramus    |
|  |               |
|  | Jaekelopterus |
|  |               |

|  | Pterygotus                                                   |
|  |                                                              |
|  | \| \| Acutiramus \| \| \| \| \| \| Jaekelopterus \| \| \| \| |
|  |                                                              |
|  | Acutiramus                                                   |
|  |                                                              |
|  | Jaekelopterus                                                |
|  |                                                              |

|  | Acutiramus    |
|  |               |
|  | Jaekelopterus |
|  |               |

|  | Pterygotus                                                   |
|  |                                                              |
|  | \| \| Acutiramus \| \| \| \| \| \| Jaekelopterus \| \| \| \| |
|  |                                                              |
|  | Acutiramus                                                   |
|  |                                                              |
|  | Jaekelopterus                                                |
|  |                                                              |

|  | Acutiramus    |
|  |               |
|  | Jaekelopterus |
|  |               |

|  | Pterygotus                                                   |
|  |                                                              |
|  | \| \| Acutiramus \| \| \| \| \| \| Jaekelopterus \| \| \| \| |
|  |                                                              |
|  | Acutiramus                                                   |
|  |                                                              |
|  | Jaekelopterus                                                |
|  |                                                              |

|  | Acutiramus    |
|  |               |
|  | Jaekelopterus |
|  |               |

|  | Pterygotus                                                   |
|  |                                                              |
|  | \| \| Acutiramus \| \| \| \| \| \| Jaekelopterus \| \| \| \| |
|  |                                                              |
|  | Acutiramus                                                   |
|  |                                                              |
|  | Jaekelopterus                                                |
|  |                                                              |

|  | Acutiramus    |
|  |               |
|  | Jaekelopterus |
|  |               |

|  | Pterygotus                                                   |
|  |                                                              |
|  | \| \| Acutiramus \| \| \| \| \| \| Jaekelopterus \| \| \| \| |
|  |                                                              |
|  | Acutiramus                                                   |
|  |                                                              |
|  | Jaekelopterus                                                |
|  |                                                              |

|  | Acutiramus    |
|  |               |
|  | Jaekelopterus |
|  |               |

|  | Pterygotus                                                   |
|  |                                                              |
|  | \| \| Acutiramus \| \| \| \| \| \| Jaekelopterus \| \| \| \| |
|  |                                                              |
|  | Acutiramus                                                   |
|  |                                                              |
|  | Jaekelopterus                                                |
|  |                                                              |

|  | Acutiramus    |
|  |               |
|  | Jaekelopterus |
|  |               |

|  | Pterygotus                                                   |
|  |                                                              |
|  | \| \| Acutiramus \| \| \| \| \| \| Jaekelopterus \| \| \| \| |
|  |                                                              |
|  | Acutiramus                                                   |
|  |                                                              |
|  | Jaekelopterus                                                |
|  |                                                              |

|  | Acutiramus    |
|  |               |
|  | Jaekelopterus |
|  |               |

|  | Pterygotus                                                   |
|  |                                                              |
|  | \| \| Acutiramus \| \| \| \| \| \| Jaekelopterus \| \| \| \| |
|  |                                                              |
|  | Acutiramus                                                   |
|  |                                                              |
|  | Jaekelopterus                                                |
|  |                                                              |

|  | Acutiramus    |
|  |               |
|  | Jaekelopterus |
|  |               |

|  | Pterygotus                                                   |
|  |                                                              |
|  | \| \| Acutiramus \| \| \| \| \| \| Jaekelopterus \| \| \| \| |
|  |                                                              |
|  | Acutiramus                                                   |
|  |                                                              |
|  | Jaekelopterus                                                |
|  |                                                              |

|  | Acutiramus    |
|  |               |
|  | Jaekelopterus |
|  |               |

|  | Pterygotus                                                   |
|  |                                                              |
|  | \| \| Acutiramus \| \| \| \| \| \| Jaekelopterus \| \| \| \| |
|  |                                                              |
|  | Acutiramus                                                   |
|  |                                                              |
|  | Jaekelopterus                                                |
|  |                                                              |

|  | Acutiramus    |
|  |               |
|  | Jaekelopterus |
|  |               |

|  | Pterygotus                                                   |
|  |                                                              |
|  | \| \| Acutiramus \| \| \| \| \| \| Jaekelopterus \| \| \| \| |
|  |                                                              |
|  | Acutiramus                                                   |
|  |                                                              |
|  | Jaekelopterus                                                |
|  |                                                              |

|  | Acutiramus    |
|  |               |
|  | Jaekelopterus |
|  |               |

|  | Pterygotus                                                   |
|  |                                                              |
|  | \| \| Acutiramus \| \| \| \| \| \| Jaekelopterus \| \| \| \| |
|  |                                                              |
|  | Acutiramus                                                   |
|  |                                                              |
|  | Jaekelopterus                                                |
|  |                                                              |

|  | Acutiramus    |
|  |               |
|  | Jaekelopterus |
|  |               |

### Filogenia interna y monofilia

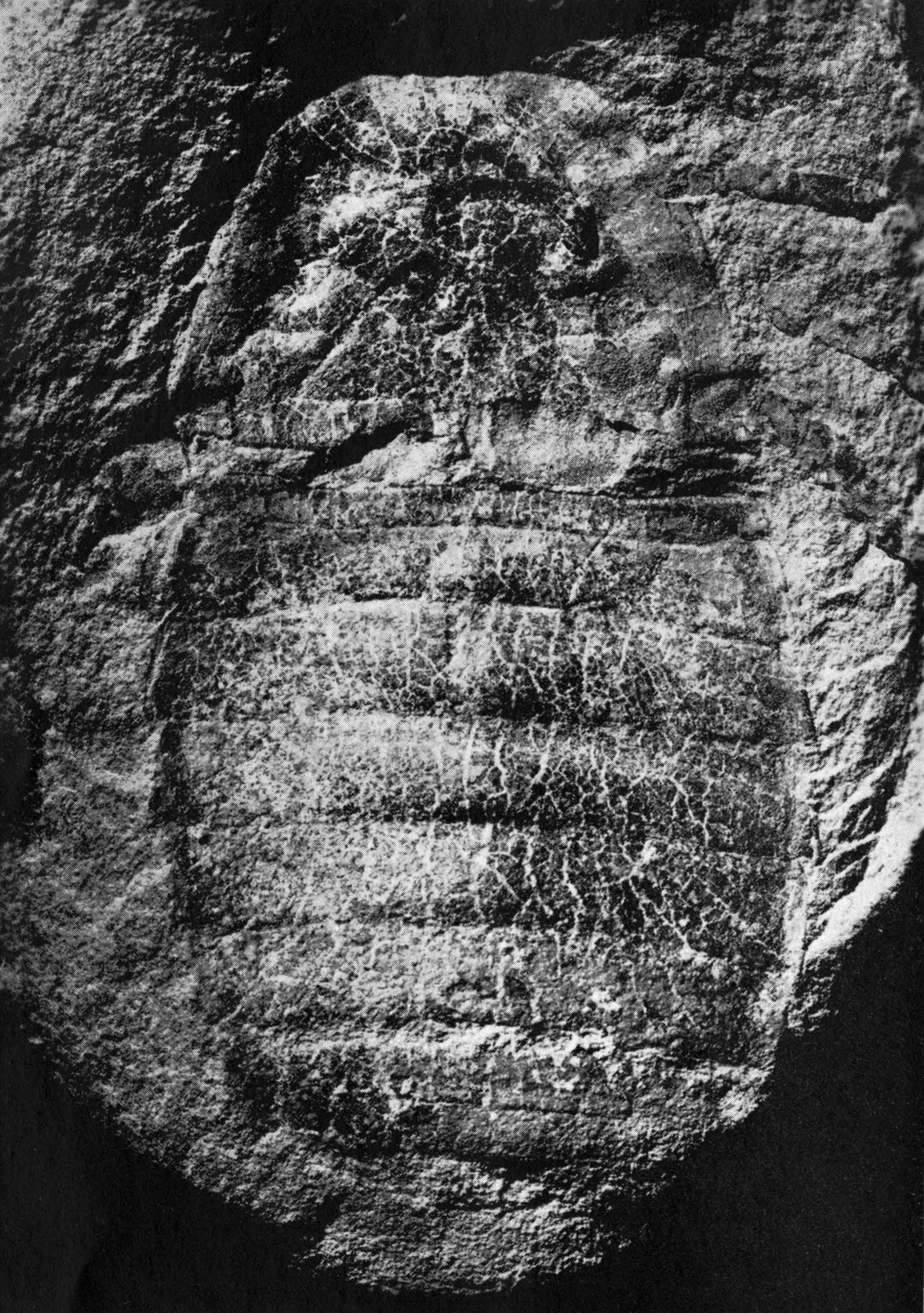
Fósil de A. mazonensis.

La filogenia interna y las relaciones dentro de Adelophthalmus son poco conocidas, debido a su larga historia y a la gran cantidad de especies asignadas al género, muchas de ellas basadas en restos fragmentarios.
El paleontólogo estadounidense Victor P. Tollerton sugirió en 1989 que algunas especies de Adelophthalmus podrían situarse mejor dentro de un nuevo género de la familia Slimonidae de euriptéridos, citando su falta de espinas, aunque señaló que el material de Adelophthalmus disponible en ese momento hacía difícil evaluar si las patas eran realmente no espiníferas. Se podría apoyar filogenéticamente un nuevo género para las especies no espinosas, pero transferir el nuevo género a los Slimonidae basándose en la pérdida de una característica que parece haberse perdido independientemente en los dos grupos no se ajusta a la práctica común.
El cladograma que figura a continuación muestra los resultados de un análisis filogenético realizado por O. Erik Tetlie y Markus Poschmann en 2008, en el que se incluyeron siete especies de Adelophthalmus y se excluyeron otras especies por considerarse que su conocimiento era demasiado incompleto. Todos los caracteres se trataron como no ordenados y se les dio la misma importancia. Orcanopterus, parte de un clado que también contiene Grossopterus y Waeringopterus, se incluyó en el análisis como un outgroup para polarizar los caracteres.

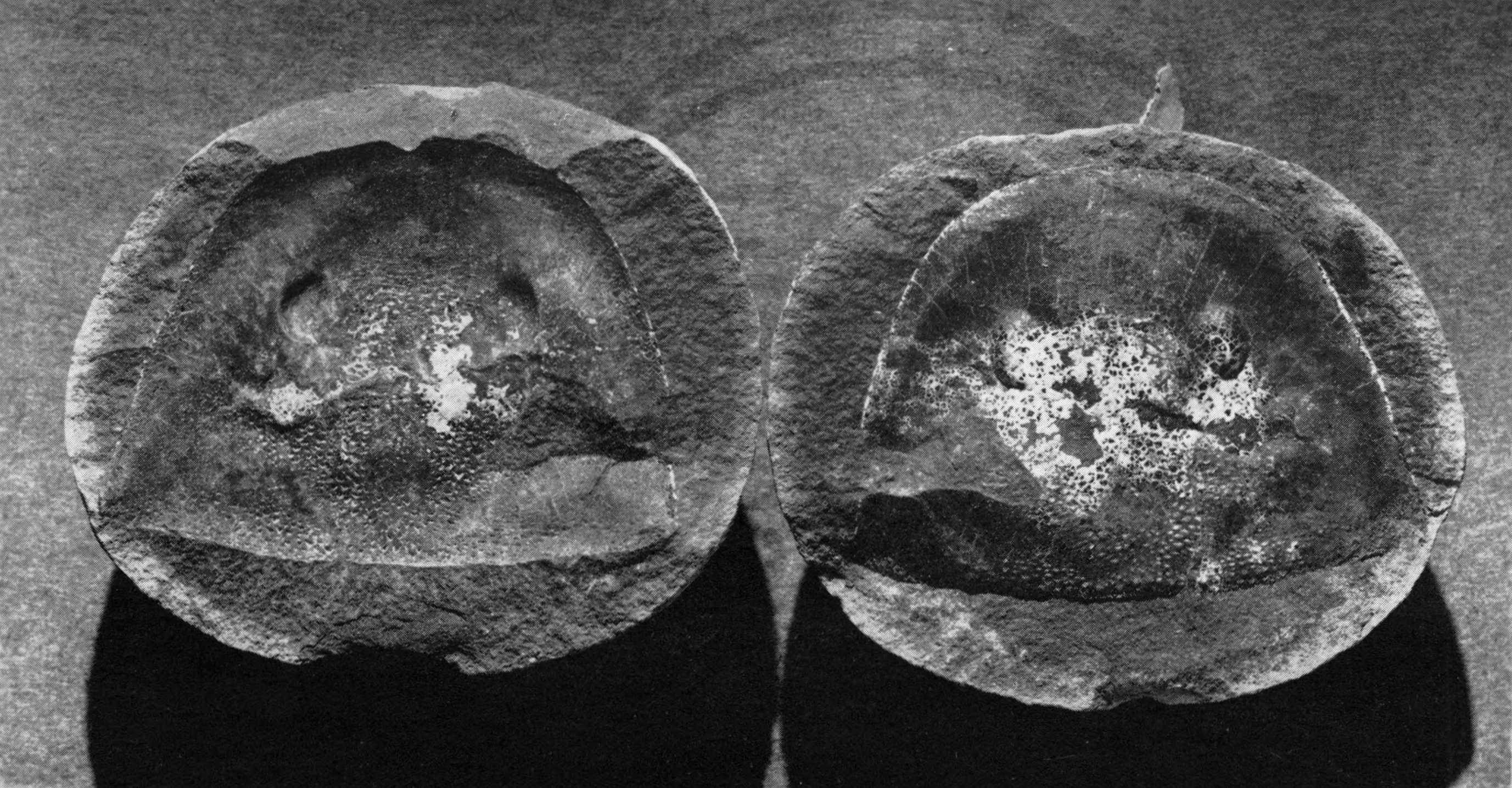
Caparazones fósiles de A. mazonensis.

Los resultados del análisis mostraron que todos los géneros presentados (incluido Adelophthalmus), con la excepción de Nanahughmilleria, donde la especie basal N. patteni se asignó al nuevo género Eysyslopterus, eran (o tenían el potencial de ser) monofiléticos. La monofilia de Adelophthalmus se apoyaba en varias sinapomorfías, como la presencia de un triángulo anterior en el caparazón (cuya función es incierta), una zona circular central del caparazón elevada, los ojos más alejados del margen del caparazón que de los ocelos, un metasoma oval, un telson largo y la presencia de epímeros en el preabdomen.
A. sievertsi se recuperó como más basal que otras especies, lo que encaja con que también sea la especie más antigua conocida en el registro fósil, debido principalmente a que el apéndice natatorio ancho es similar a los apéndices anchos de Parahughmilleria y Nanahughmilleria. Todas las demás especies de Adelophthalmus en las que se conoce este apéndice poseen uno más delgado.
|  | \| \| Bassipterus virginicus \| \| \| \| \| \| Pittsfordipterus phelpsae \| \| \| \| |
|  |                                                                                      |
|  | Bassipterus virginicus                                                               |
|  |                                                                                      |
|  | Pittsfordipterus phelpsae                                                            |
|  |                                                                                      |

|  | Bassipterus virginicus    |
|  |                           |
|  | Pittsfordipterus phelpsae |
|  |                           |

|  | \| \| Bassipterus virginicus \| \| \| \| \| \| Pittsfordipterus phelpsae \| \| \| \| |
|  |                                                                                      |
|  | Bassipterus virginicus                                                               |
|  |                                                                                      |
|  | Pittsfordipterus phelpsae                                                            |
|  |                                                                                      |

|  | Bassipterus virginicus    |
|  |                           |
|  | Pittsfordipterus phelpsae |
|  |                           |

|  | A. granosus                                               |
|  |                                                           |
|  | \| \| A. moyseyi \| \| \| \| \| \| A. dumonti \| \| \| \| |
|  |                                                           |
|  | A. moyseyi                                                |
|  |                                                           |
|  | A. dumonti                                                |
|  |                                                           |

|  | A. moyseyi |
|  |            |
|  | A. dumonti |
|  |            |

|  | A. granosus                                               |
|  |                                                           |
|  | \| \| A. moyseyi \| \| \| \| \| \| A. dumonti \| \| \| \| |
|  |                                                           |
|  | A. moyseyi                                                |
|  |                                                           |
|  | A. dumonti                                                |
|  |                                                           |

|  | A. moyseyi |
|  |            |
|  | A. dumonti |
|  |            |

|  | A. granosus                                               |
|  |                                                           |
|  | \| \| A. moyseyi \| \| \| \| \| \| A. dumonti \| \| \| \| |
|  |                                                           |
|  | A. moyseyi                                                |
|  |                                                           |
|  | A. dumonti                                                |
|  |                                                           |

|  | A. moyseyi |
|  |            |
|  | A. dumonti |
|  |            |

|  | A. granosus                                               |
|  |                                                           |
|  | \| \| A. moyseyi \| \| \| \| \| \| A. dumonti \| \| \| \| |
|  |                                                           |
|  | A. moyseyi                                                |
|  |                                                           |
|  | A. dumonti                                                |
|  |                                                           |

|  | A. moyseyi |
|  |            |
|  | A. dumonti |
|  |            |

|  | A. granosus                                               |
|  |                                                           |
|  | \| \| A. moyseyi \| \| \| \| \| \| A. dumonti \| \| \| \| |
|  |                                                           |
|  | A. moyseyi                                                |
|  |                                                           |
|  | A. dumonti                                                |
|  |                                                           |

|  | A. moyseyi |
|  |            |
|  | A. dumonti |
|  |            |

|  | A. granosus                                               |
|  |                                                           |
|  | \| \| A. moyseyi \| \| \| \| \| \| A. dumonti \| \| \| \| |
|  |                                                           |
|  | A. moyseyi                                                |
|  |                                                           |
|  | A. dumonti                                                |
|  |                                                           |

|  | A. moyseyi |
|  |            |
|  | A. dumonti |
|  |            |

|  | A. granosus                                               |
|  |                                                           |
|  | \| \| A. moyseyi \| \| \| \| \| \| A. dumonti \| \| \| \| |
|  |                                                           |
|  | A. moyseyi                                                |
|  |                                                           |
|  | A. dumonti                                                |
|  |                                                           |

|  | A. moyseyi |
|  |            |
|  | A. dumonti |
|  |            |

|  | A. granosus                                               |
|  |                                                           |
|  | \| \| A. moyseyi \| \| \| \| \| \| A. dumonti \| \| \| \| |
|  |                                                           |
|  | A. moyseyi                                                |
|  |                                                           |
|  | A. dumonti                                                |
|  |                                                           |

|  | A. moyseyi |
|  |            |
|  | A. dumonti |
|  |            |

|  | A. granosus                                               |
|  |                                                           |
|  | \| \| A. moyseyi \| \| \| \| \| \| A. dumonti \| \| \| \| |
|  |                                                           |
|  | A. moyseyi                                                |
|  |                                                           |
|  | A. dumonti                                                |
|  |                                                           |

|  | A. moyseyi |
|  |            |
|  | A. dumonti |
|  |            |

|  | A. granosus                                               |
|  |                                                           |
|  | \| \| A. moyseyi \| \| \| \| \| \| A. dumonti \| \| \| \| |
|  |                                                           |
|  | A. moyseyi                                                |
|  |                                                           |
|  | A. dumonti                                                |
|  |                                                           |

|  | A. moyseyi |
|  |            |
|  | A. dumonti |
|  |            |

|  | A. granosus                                               |
|  |                                                           |
|  | \| \| A. moyseyi \| \| \| \| \| \| A. dumonti \| \| \| \| |
|  |                                                           |
|  | A. moyseyi                                                |
|  |                                                           |
|  | A. dumonti                                                |
|  |                                                           |

|  | A. moyseyi |
|  |            |
|  | A. dumonti |
|  |            |

|  | A. granosus                                               |
|  |                                                           |
|  | \| \| A. moyseyi \| \| \| \| \| \| A. dumonti \| \| \| \| |
|  |                                                           |
|  | A. moyseyi                                                |
|  |                                                           |
|  | A. dumonti                                                |
|  |                                                           |

|  | A. moyseyi |
|  |            |
|  | A. dumonti |
|  |            |

|  | A. granosus                                               |
|  |                                                           |
|  | \| \| A. moyseyi \| \| \| \| \| \| A. dumonti \| \| \| \| |
|  |                                                           |
|  | A. moyseyi                                                |
|  |                                                           |
|  | A. dumonti                                                |
|  |                                                           |

|  | A. moyseyi |
|  |            |
|  | A. dumonti |
|  |            |

|  | A. granosus                                               |
|  |                                                           |
|  | \| \| A. moyseyi \| \| \| \| \| \| A. dumonti \| \| \| \| |
|  |                                                           |
|  | A. moyseyi                                                |
|  |                                                           |
|  | A. dumonti                                                |
|  |                                                           |

|  | A. moyseyi |
|  |            |
|  | A. dumonti |
|  |            |

|  | A. granosus                                               |
|  |                                                           |
|  | \| \| A. moyseyi \| \| \| \| \| \| A. dumonti \| \| \| \| |
|  |                                                           |
|  | A. moyseyi                                                |
|  |                                                           |
|  | A. dumonti                                                |
|  |                                                           |

|  | A. moyseyi |
|  |            |
|  | A. dumonti |
|  |            |

|  | A. granosus                                               |
|  |                                                           |
|  | \| \| A. moyseyi \| \| \| \| \| \| A. dumonti \| \| \| \| |
|  |                                                           |
|  | A. moyseyi                                                |
|  |                                                           |
|  | A. dumonti                                                |
|  |                                                           |

|  | A. moyseyi |
|  |            |
|  | A. dumonti |
|  |            |

|  | A. granosus                                               |
|  |                                                           |
|  | \| \| A. moyseyi \| \| \| \| \| \| A. dumonti \| \| \| \| |
|  |                                                           |
|  | A. moyseyi                                                |
|  |                                                           |
|  | A. dumonti                                                |
|  |                                                           |

|  | A. moyseyi |
|  |            |
|  | A. dumonti |
|  |            |

|  | A. granosus                                               |
|  |                                                           |
|  | \| \| A. moyseyi \| \| \| \| \| \| A. dumonti \| \| \| \| |
|  |                                                           |
|  | A. moyseyi                                                |
|  |                                                           |
|  | A. dumonti                                                |
|  |                                                           |

|  | A. moyseyi |
|  |            |
|  | A. dumonti |
|  |            |

|  | A. granosus                                               |
|  |                                                           |
|  | \| \| A. moyseyi \| \| \| \| \| \| A. dumonti \| \| \| \| |
|  |                                                           |
|  | A. moyseyi                                                |
|  |                                                           |
|  | A. dumonti                                                |
|  |                                                           |

|  | A. moyseyi |
|  |            |
|  | A. dumonti |
|  |            |

|  | A. granosus                                               |
|  |                                                           |
|  | \| \| A. moyseyi \| \| \| \| \| \| A. dumonti \| \| \| \| |
|  |                                                           |
|  | A. moyseyi                                                |
|  |                                                           |
|  | A. dumonti                                                |
|  |                                                           |

|  | A. moyseyi |
|  |            |
|  | A. dumonti |
|  |            |

|  | A. granosus                                               |
|  |                                                           |
|  | \| \| A. moyseyi \| \| \| \| \| \| A. dumonti \| \| \| \| |
|  |                                                           |
|  | A. moyseyi                                                |
|  |                                                           |
|  | A. dumonti                                                |
|  |                                                           |

|  | A. moyseyi |
|  |            |
|  | A. dumonti |
|  |            |

|  | A. granosus                                               |
|  |                                                           |
|  | \| \| A. moyseyi \| \| \| \| \| \| A. dumonti \| \| \| \| |
|  |                                                           |
|  | A. moyseyi                                                |
|  |                                                           |
|  | A. dumonti                                                |
|  |                                                           |

|  | A. moyseyi |
|  |            |
|  | A. dumonti |
|  |            |

|  | A. granosus                                               |
|  |                                                           |
|  | \| \| A. moyseyi \| \| \| \| \| \| A. dumonti \| \| \| \| |
|  |                                                           |
|  | A. moyseyi                                                |
|  |                                                           |
|  | A. dumonti                                                |
|  |                                                           |

|  | A. moyseyi |
|  |            |
|  | A. dumonti |
|  |            |

|  | A. granosus                                               |
|  |                                                           |
|  | \| \| A. moyseyi \| \| \| \| \| \| A. dumonti \| \| \| \| |
|  |                                                           |
|  | A. moyseyi                                                |
|  |                                                           |
|  | A. dumonti                                                |
|  |                                                           |

|  | A. moyseyi |
|  |            |
|  | A. dumonti |
|  |            |

|  | A. granosus                                               |
|  |                                                           |
|  | \| \| A. moyseyi \| \| \| \| \| \| A. dumonti \| \| \| \| |
|  |                                                           |
|  | A. moyseyi                                                |
|  |                                                           |
|  | A. dumonti                                                |
|  |                                                           |

|  | A. moyseyi |
|  |            |
|  | A. dumonti |
|  |            |

|  | A. granosus                                               |
|  |                                                           |
|  | \| \| A. moyseyi \| \| \| \| \| \| A. dumonti \| \| \| \| |
|  |                                                           |
|  | A. moyseyi                                                |
|  |                                                           |
|  | A. dumonti                                                |
|  |                                                           |

|  | A. moyseyi |
|  |            |
|  | A. dumonti |
|  |            |

|  | A. granosus                                               |
|  |                                                           |
|  | \| \| A. moyseyi \| \| \| \| \| \| A. dumonti \| \| \| \| |
|  |                                                           |
|  | A. moyseyi                                                |
|  |                                                           |
|  | A. dumonti                                                |
|  |                                                           |

|  | A. moyseyi |
|  |            |
|  | A. dumonti |
|  |            |

|  | A. granosus                                               |
|  |                                                           |
|  | \| \| A. moyseyi \| \| \| \| \| \| A. dumonti \| \| \| \| |
|  |                                                           |
|  | A. moyseyi                                                |
|  |                                                           |
|  | A. dumonti                                                |
|  |                                                           |

|  | A. moyseyi |
|  |            |
|  | A. dumonti |
|  |            |

|  | A. granosus                                               |
|  |                                                           |
|  | \| \| A. moyseyi \| \| \| \| \| \| A. dumonti \| \| \| \| |
|  |                                                           |
|  | A. moyseyi                                                |
|  |                                                           |
|  | A. dumonti                                                |
|  |                                                           |

|  | A. moyseyi |
|  |            |
|  | A. dumonti |
|  |            |

|  | A. granosus                                               |
|  |                                                           |
|  | \| \| A. moyseyi \| \| \| \| \| \| A. dumonti \| \| \| \| |
|  |                                                           |
|  | A. moyseyi                                                |
|  |                                                           |
|  | A. dumonti                                                |
|  |                                                           |

|  | A. moyseyi |
|  |            |
|  | A. dumonti |
|  |            |

|  | A. granosus                                               |
|  |                                                           |
|  | \| \| A. moyseyi \| \| \| \| \| \| A. dumonti \| \| \| \| |
|  |                                                           |
|  | A. moyseyi                                                |
|  |                                                           |
|  | A. dumonti                                                |
|  |                                                           |

|  | A. moyseyi |
|  |            |
|  | A. dumonti |
|  |            |

|  | A. granosus                                               |
|  |                                                           |
|  | \| \| A. moyseyi \| \| \| \| \| \| A. dumonti \| \| \| \| |
|  |                                                           |
|  | A. moyseyi                                                |
|  |                                                           |
|  | A. dumonti                                                |
|  |                                                           |

|  | A. moyseyi |
|  |            |
|  | A. dumonti |
|  |            |

|  | A. granosus                                               |
|  |                                                           |
|  | \| \| A. moyseyi \| \| \| \| \| \| A. dumonti \| \| \| \| |
|  |                                                           |
|  | A. moyseyi                                                |
|  |                                                           |
|  | A. dumonti                                                |
|  |                                                           |

|  | A. moyseyi |
|  |            |
|  | A. dumonti |
|  |            |

|  | A. granosus                                               |
|  |                                                           |
|  | \| \| A. moyseyi \| \| \| \| \| \| A. dumonti \| \| \| \| |
|  |                                                           |
|  | A. moyseyi                                                |
|  |                                                           |
|  | A. dumonti                                                |
|  |                                                           |

|  | A. moyseyi |
|  |            |
|  | A. dumonti |
|  |            |

|  | A. granosus                                               |
|  |                                                           |
|  | \| \| A. moyseyi \| \| \| \| \| \| A. dumonti \| \| \| \| |
|  |                                                           |
|  | A. moyseyi                                                |
|  |                                                           |
|  | A. dumonti                                                |
|  |                                                           |

|  | A. moyseyi |
|  |            |
|  | A. dumonti |
|  |            |

|  | A. granosus                                               |
|  |                                                           |
|  | \| \| A. moyseyi \| \| \| \| \| \| A. dumonti \| \| \| \| |
|  |                                                           |
|  | A. moyseyi                                                |
|  |                                                           |
|  | A. dumonti                                                |
|  |                                                           |

|  | A. moyseyi |
|  |            |
|  | A. dumonti |
|  |            |

|  | A. granosus                                               |
|  |                                                           |
|  | \| \| A. moyseyi \| \| \| \| \| \| A. dumonti \| \| \| \| |
|  |                                                           |
|  | A. moyseyi                                                |
|  |                                                           |
|  | A. dumonti                                                |
|  |                                                           |

|  | A. moyseyi |
|  |            |
|  | A. dumonti |
|  |            |

|  | A. granosus                                               |
|  |                                                           |
|  | \| \| A. moyseyi \| \| \| \| \| \| A. dumonti \| \| \| \| |
|  |                                                           |
|  | A. moyseyi                                                |
|  |                                                           |
|  | A. dumonti                                                |
|  |                                                           |

|  | A. moyseyi |
|  |            |
|  | A. dumonti |
|  |            |

|  | A. granosus                                               |
|  |                                                           |
|  | \| \| A. moyseyi \| \| \| \| \| \| A. dumonti \| \| \| \| |
|  |                                                           |
|  | A. moyseyi                                                |
|  |                                                           |
|  | A. dumonti                                                |
|  |                                                           |

|  | A. moyseyi |
|  |            |
|  | A. dumonti |
|  |            |

|  | A. granosus                                               |
|  |                                                           |
|  | \| \| A. moyseyi \| \| \| \| \| \| A. dumonti \| \| \| \| |
|  |                                                           |
|  | A. moyseyi                                                |
|  |                                                           |
|  | A. dumonti                                                |
|  |                                                           |

|  | A. moyseyi |
|  |            |
|  | A. dumonti |
|  |            |

|  | A. granosus                                               |
|  |                                                           |
|  | \| \| A. moyseyi \| \| \| \| \| \| A. dumonti \| \| \| \| |
|  |                                                           |
|  | A. moyseyi                                                |
|  |                                                           |
|  | A. dumonti                                                |
|  |                                                           |

|  | A. moyseyi |
|  |            |
|  | A. dumonti |
|  |            |

|  | A. granosus                                               |
|  |                                                           |
|  | \| \| A. moyseyi \| \| \| \| \| \| A. dumonti \| \| \| \| |
|  |                                                           |
|  | A. moyseyi                                                |
|  |                                                           |
|  | A. dumonti                                                |
|  |                                                           |

|  | A. moyseyi |
|  |            |
|  | A. dumonti |
|  |            |

|  | A. granosus                                               |
|  |                                                           |
|  | \| \| A. moyseyi \| \| \| \| \| \| A. dumonti \| \| \| \| |
|  |                                                           |
|  | A. moyseyi                                                |
|  |                                                           |
|  | A. dumonti                                                |
|  |                                                           |

|  | A. moyseyi |
|  |            |
|  | A. dumonti |
|  |            |

|  | A. granosus                                               |
|  |                                                           |
|  | \| \| A. moyseyi \| \| \| \| \| \| A. dumonti \| \| \| \| |
|  |                                                           |
|  | A. moyseyi                                                |
|  |                                                           |
|  | A. dumonti                                                |
|  |                                                           |

|  | A. moyseyi |
|  |            |
|  | A. dumonti |
|  |            |

|  | A. granosus                                               |
|  |                                                           |
|  | \| \| A. moyseyi \| \| \| \| \| \| A. dumonti \| \| \| \| |
|  |                                                           |
|  | A. moyseyi                                                |
|  |                                                           |
|  | A. dumonti                                                |
|  |                                                           |

|  | A. moyseyi |
|  |            |
|  | A. dumonti |
|  |            |

|  | A. granosus                                               |
|  |                                                           |
|  | \| \| A. moyseyi \| \| \| \| \| \| A. dumonti \| \| \| \| |
|  |                                                           |
|  | A. moyseyi                                                |
|  |                                                           |
|  | A. dumonti                                                |
|  |                                                           |

|  | A. moyseyi |
|  |            |
|  | A. dumonti |
|  |            |

|  | A. granosus                                               |
|  |                                                           |
|  | \| \| A. moyseyi \| \| \| \| \| \| A. dumonti \| \| \| \| |
|  |                                                           |
|  | A. moyseyi                                                |
|  |                                                           |
|  | A. dumonti                                                |
|  |                                                           |

|  | A. moyseyi |
|  |            |
|  | A. dumonti |
|  |            |

|  | A. granosus                                               |
|  |                                                           |
|  | \| \| A. moyseyi \| \| \| \| \| \| A. dumonti \| \| \| \| |
|  |                                                           |
|  | A. moyseyi                                                |
|  |                                                           |
|  | A. dumonti                                                |
|  |                                                           |

|  | A. moyseyi |
|  |            |
|  | A. dumonti |
|  |            |

|  | A. granosus                                               |
|  |                                                           |
|  | \| \| A. moyseyi \| \| \| \| \| \| A. dumonti \| \| \| \| |
|  |                                                           |
|  | A. moyseyi                                                |
|  |                                                           |
|  | A. dumonti                                                |
|  |                                                           |

|  | A. moyseyi |
|  |            |
|  | A. dumonti |
|  |            |

|  | A. granosus                                               |
|  |                                                           |
|  | \| \| A. moyseyi \| \| \| \| \| \| A. dumonti \| \| \| \| |
|  |                                                           |
|  | A. moyseyi                                                |
|  |                                                           |
|  | A. dumonti                                                |
|  |                                                           |

|  | A. moyseyi |
|  |            |
|  | A. dumonti |
|  |            |

|  | A. granosus                                               |
|  |                                                           |
|  | \| \| A. moyseyi \| \| \| \| \| \| A. dumonti \| \| \| \| |
|  |                                                           |
|  | A. moyseyi                                                |
|  |                                                           |
|  | A. dumonti                                                |
|  |                                                           |

|  | A. moyseyi |
|  |            |
|  | A. dumonti |
|  |            |

|  | A. granosus                                               |
|  |                                                           |
|  | \| \| A. moyseyi \| \| \| \| \| \| A. dumonti \| \| \| \| |
|  |                                                           |
|  | A. moyseyi                                                |
|  |                                                           |
|  | A. dumonti                                                |
|  |                                                           |

|  | A. moyseyi |
|  |            |
|  | A. dumonti |
|  |            |

|  | A. granosus                                               |
|  |                                                           |
|  | \| \| A. moyseyi \| \| \| \| \| \| A. dumonti \| \| \| \| |
|  |                                                           |
|  | A. moyseyi                                                |
|  |                                                           |
|  | A. dumonti                                                |
|  |                                                           |

|  | A. moyseyi |
|  |            |
|  | A. dumonti |
|  |            |

|  | A. granosus                                               |
|  |                                                           |
|  | \| \| A. moyseyi \| \| \| \| \| \| A. dumonti \| \| \| \| |
|  |                                                           |
|  | A. moyseyi                                                |
|  |                                                           |
|  | A. dumonti                                                |
|  |                                                           |

|  | A. moyseyi |
|  |            |
|  | A. dumonti |
|  |            |

|  | A. granosus                                               |
|  |                                                           |
|  | \| \| A. moyseyi \| \| \| \| \| \| A. dumonti \| \| \| \| |
|  |                                                           |
|  | A. moyseyi                                                |
|  |                                                           |
|  | A. dumonti                                                |
|  |                                                           |

|  | A. moyseyi |
|  |            |
|  | A. dumonti |
|  |            |

|  | A. granosus                                               |
|  |                                                           |
|  | \| \| A. moyseyi \| \| \| \| \| \| A. dumonti \| \| \| \| |
|  |                                                           |
|  | A. moyseyi                                                |
|  |                                                           |
|  | A. dumonti                                                |
|  |                                                           |

|  | A. moyseyi |
|  |            |
|  | A. dumonti |
|  |            |

|  | A. granosus                                               |
|  |                                                           |
|  | \| \| A. moyseyi \| \| \| \| \| \| A. dumonti \| \| \| \| |
|  |                                                           |
|  | A. moyseyi                                                |
|  |                                                           |
|  | A. dumonti                                                |
|  |                                                           |

|  | A. moyseyi |
|  |            |
|  | A. dumonti |
|  |            |

|  | A. granosus                                               |
|  |                                                           |
|  | \| \| A. moyseyi \| \| \| \| \| \| A. dumonti \| \| \| \| |
|  |                                                           |
|  | A. moyseyi                                                |
|  |                                                           |
|  | A. dumonti                                                |
|  |                                                           |

|  | A. moyseyi |
|  |            |
|  | A. dumonti |
|  |            |

|  | A. granosus                                               |
|  |                                                           |
|  | \| \| A. moyseyi \| \| \| \| \| \| A. dumonti \| \| \| \| |
|  |                                                           |
|  | A. moyseyi                                                |
|  |                                                           |
|  | A. dumonti                                                |
|  |                                                           |

|  | A. moyseyi |
|  |            |
|  | A. dumonti |
|  |            |

|  | A. granosus                                               |
|  |                                                           |
|  | \| \| A. moyseyi \| \| \| \| \| \| A. dumonti \| \| \| \| |
|  |                                                           |
|  | A. moyseyi                                                |
|  |                                                           |
|  | A. dumonti                                                |
|  |                                                           |

|  | A. moyseyi |
|  |            |
|  | A. dumonti |
|  |            |

|  | A. granosus                                               |
|  |                                                           |
|  | \| \| A. moyseyi \| \| \| \| \| \| A. dumonti \| \| \| \| |
|  |                                                           |
|  | A. moyseyi                                                |
|  |                                                           |
|  | A. dumonti                                                |
|  |                                                           |

|  | A. moyseyi |
|  |            |
|  | A. dumonti |
|  |            |

|  | A. granosus                                               |
|  |                                                           |
|  | \| \| A. moyseyi \| \| \| \| \| \| A. dumonti \| \| \| \| |
|  |                                                           |
|  | A. moyseyi                                                |
|  |                                                           |
|  | A. dumonti                                                |
|  |                                                           |

|  | A. moyseyi |
|  |            |
|  | A. dumonti |
|  |            |

|  | A. granosus                                               |
|  |                                                           |
|  | \| \| A. moyseyi \| \| \| \| \| \| A. dumonti \| \| \| \| |
|  |                                                           |
|  | A. moyseyi                                                |
|  |                                                           |
|  | A. dumonti                                                |
|  |                                                           |

|  | A. moyseyi |
|  |            |
|  | A. dumonti |
|  |            |

|  | A. granosus                                               |
|  |                                                           |
|  | \| \| A. moyseyi \| \| \| \| \| \| A. dumonti \| \| \| \| |
|  |                                                           |
|  | A. moyseyi                                                |
|  |                                                           |
|  | A. dumonti                                                |
|  |                                                           |

|  | A. moyseyi |
|  |            |
|  | A. dumonti |
|  |            |

|  | \| \| Bassipterus virginicus \| \| \| \| \| \| Pittsfordipterus phelpsae \| \| \| \| |
|  |                                                                                      |
|  | Bassipterus virginicus                                                               |
|  |                                                                                      |
|  | Pittsfordipterus phelpsae                                                            |
|  |                                                                                      |

|  | Bassipterus virginicus    |
|  |                           |
|  | Pittsfordipterus phelpsae |
|  |                           |

|  | \| \| Bassipterus virginicus \| \| \| \| \| \| Pittsfordipterus phelpsae \| \| \| \| |
|  |                                                                                      |
|  | Bassipterus virginicus                                                               |
|  |                                                                                      |
|  | Pittsfordipterus phelpsae                                                            |
|  |                                                                                      |

|  | Bassipterus virginicus    |
|  |                           |
|  | Pittsfordipterus phelpsae |
|  |                           |

|  | A. granosus                                               |
|  |                                                           |
|  | \| \| A. moyseyi \| \| \| \| \| \| A. dumonti \| \| \| \| |
|  |                                                           |
|  | A. moyseyi                                                |
|  |                                                           |
|  | A. dumonti                                                |
|  |                                                           |

|  | A. moyseyi |
|  |            |
|  | A. dumonti |
|  |            |

|  | A. granosus                                               |
|  |                                                           |
|  | \| \| A. moyseyi \| \| \| \| \| \| A. dumonti \| \| \| \| |
|  |                                                           |
|  | A. moyseyi                                                |
|  |                                                           |
|  | A. dumonti                                                |
|  |                                                           |

|  | A. moyseyi |
|  |            |
|  | A. dumonti |
|  |            |

|  | A. granosus                                               |
|  |                                                           |
|  | \| \| A. moyseyi \| \| \| \| \| \| A. dumonti \| \| \| \| |
|  |                                                           |
|  | A. moyseyi                                                |
|  |                                                           |
|  | A. dumonti                                                |
|  |                                                           |

|  | A. moyseyi |
|  |            |
|  | A. dumonti |
|  |            |

|  | A. granosus                                               |
|  |                                                           |
|  | \| \| A. moyseyi \| \| \| \| \| \| A. dumonti \| \| \| \| |
|  |                                                           |
|  | A. moyseyi                                                |
|  |                                                           |
|  | A. dumonti                                                |
|  |                                                           |

|  | A. moyseyi |
|  |            |
|  | A. dumonti |
|  |            |

|  | A. granosus                                               |
|  |                                                           |
|  | \| \| A. moyseyi \| \| \| \| \| \| A. dumonti \| \| \| \| |
|  |                                                           |
|  | A. moyseyi                                                |
|  |                                                           |
|  | A. dumonti                                                |
|  |                                                           |

|  | A. moyseyi |
|  |            |
|  | A. dumonti |
|  |            |

|  | A. granosus                                               |
|  |                                                           |
|  | \| \| A. moyseyi \| \| \| \| \| \| A. dumonti \| \| \| \| |
|  |                                                           |
|  | A. moyseyi                                                |
|  |                                                           |
|  | A. dumonti                                                |
|  |                                                           |

|  | A. moyseyi |
|  |            |
|  | A. dumonti |
|  |            |

|  | A. granosus                                               |
|  |                                                           |
|  | \| \| A. moyseyi \| \| \| \| \| \| A. dumonti \| \| \| \| |
|  |                                                           |
|  | A. moyseyi                                                |
|  |                                                           |
|  | A. dumonti                                                |
|  |                                                           |

|  | A. moyseyi |
|  |            |
|  | A. dumonti |
|  |            |

|  | A. granosus                                               |
|  |                                                           |
|  | \| \| A. moyseyi \| \| \| \| \| \| A. dumonti \| \| \| \| |
|  |                                                           |
|  | A. moyseyi                                                |
|  |                                                           |
|  | A. dumonti                                                |
|  |                                                           |

|  | A. moyseyi |
|  |            |
|  | A. dumonti |
|  |            |

|  | A. granosus                                               |
|  |                                                           |
|  | \| \| A. moyseyi \| \| \| \| \| \| A. dumonti \| \| \| \| |
|  |                                                           |
|  | A. moyseyi                                                |
|  |                                                           |
|  | A. dumonti                                                |
|  |                                                           |

|  | A. moyseyi |
|  |            |
|  | A. dumonti |
|  |            |

|  | A. granosus                                               |
|  |                                                           |
|  | \| \| A. moyseyi \| \| \| \| \| \| A. dumonti \| \| \| \| |
|  |                                                           |
|  | A. moyseyi                                                |
|  |                                                           |
|  | A. dumonti                                                |
|  |                                                           |

|  | A. moyseyi |
|  |            |
|  | A. dumonti |
|  |            |

|  | A. granosus                                               |
|  |                                                           |
|  | \| \| A. moyseyi \| \| \| \| \| \| A. dumonti \| \| \| \| |
|  |                                                           |
|  | A. moyseyi                                                |
|  |                                                           |
|  | A. dumonti                                                |
|  |                                                           |

|  | A. moyseyi |
|  |            |
|  | A. dumonti |
|  |            |

|  | A. granosus                                               |
|  |                                                           |
|  | \| \| A. moyseyi \| \| \| \| \| \| A. dumonti \| \| \| \| |
|  |                                                           |
|  | A. moyseyi                                                |
|  |                                                           |
|  | A. dumonti                                                |
|  |                                                           |

|  | A. moyseyi |
|  |            |
|  | A. dumonti |
|  |            |

|  | A. granosus                                               |
|  |                                                           |
|  | \| \| A. moyseyi \| \| \| \| \| \| A. dumonti \| \| \| \| |
|  |                                                           |
|  | A. moyseyi                                                |
|  |                                                           |
|  | A. dumonti                                                |
|  |                                                           |

|  | A. moyseyi |
|  |            |
|  | A. dumonti |
|  |            |

|  | A. granosus                                               |
|  |                                                           |
|  | \| \| A. moyseyi \| \| \| \| \| \| A. dumonti \| \| \| \| |
|  |                                                           |
|  | A. moyseyi                                                |
|  |                                                           |
|  | A. dumonti                                                |
|  |                                                           |

|  | A. moyseyi |
|  |            |
|  | A. dumonti |
|  |            |

|  | A. granosus                                               |
|  |                                                           |
|  | \| \| A. moyseyi \| \| \| \| \| \| A. dumonti \| \| \| \| |
|  |                                                           |
|  | A. moyseyi                                                |
|  |                                                           |
|  | A. dumonti                                                |
|  |                                                           |

|  | A. moyseyi |
|  |            |
|  | A. dumonti |
|  |            |

|  | A. granosus                                               |
|  |                                                           |
|  | \| \| A. moyseyi \| \| \| \| \| \| A. dumonti \| \| \| \| |
|  |                                                           |
|  | A. moyseyi                                                |
|  |                                                           |
|  | A. dumonti                                                |
|  |                                                           |

|  | A. moyseyi |
|  |            |
|  | A. dumonti |
|  |            |

|  | A. granosus                                               |
|  |                                                           |
|  | \| \| A. moyseyi \| \| \| \| \| \| A. dumonti \| \| \| \| |
|  |                                                           |
|  | A. moyseyi                                                |
|  |                                                           |
|  | A. dumonti                                                |
|  |                                                           |

|  | A. moyseyi |
|  |            |
|  | A. dumonti |
|  |            |

|  | A. granosus                                               |
|  |                                                           |
|  | \| \| A. moyseyi \| \| \| \| \| \| A. dumonti \| \| \| \| |
|  |                                                           |
|  | A. moyseyi                                                |
|  |                                                           |
|  | A. dumonti                                                |
|  |                                                           |

|  | A. moyseyi |
|  |            |
|  | A. dumonti |
|  |            |

|  | A. granosus                                               |
|  |                                                           |
|  | \| \| A. moyseyi \| \| \| \| \| \| A. dumonti \| \| \| \| |
|  |                                                           |
|  | A. moyseyi                                                |
|  |                                                           |
|  | A. dumonti                                                |
|  |                                                           |

|  | A. moyseyi |
|  |            |
|  | A. dumonti |
|  |            |

|  | A. granosus                                               |
|  |                                                           |
|  | \| \| A. moyseyi \| \| \| \| \| \| A. dumonti \| \| \| \| |
|  |                                                           |
|  | A. moyseyi                                                |
|  |                                                           |
|  | A. dumonti                                                |
|  |                                                           |

|  | A. moyseyi |
|  |            |
|  | A. dumonti |
|  |            |

|  | A. granosus                                               |
|  |                                                           |
|  | \| \| A. moyseyi \| \| \| \| \| \| A. dumonti \| \| \| \| |
|  |                                                           |
|  | A. moyseyi                                                |
|  |                                                           |
|  | A. dumonti                                                |
|  |                                                           |

|  | A. moyseyi |
|  |            |
|  | A. dumonti |
|  |            |

|  | A. granosus                                               |
|  |                                                           |
|  | \| \| A. moyseyi \| \| \| \| \| \| A. dumonti \| \| \| \| |
|  |                                                           |
|  | A. moyseyi                                                |
|  |                                                           |
|  | A. dumonti                                                |
|  |                                                           |

|  | A. moyseyi |
|  |            |
|  | A. dumonti |
|  |            |

|  | A. granosus                                               |
|  |                                                           |
|  | \| \| A. moyseyi \| \| \| \| \| \| A. dumonti \| \| \| \| |
|  |                                                           |
|  | A. moyseyi                                                |
|  |                                                           |
|  | A. dumonti                                                |
|  |                                                           |

|  | A. moyseyi |
|  |            |
|  | A. dumonti |
|  |            |

|  | A. granosus                                               |
|  |                                                           |
|  | \| \| A. moyseyi \| \| \| \| \| \| A. dumonti \| \| \| \| |
|  |                                                           |
|  | A. moyseyi                                                |
|  |                                                           |
|  | A. dumonti                                                |
|  |                                                           |

|  | A. moyseyi |
|  |            |
|  | A. dumonti |
|  |            |

|  | A. granosus                                               |
|  |                                                           |
|  | \| \| A. moyseyi \| \| \| \| \| \| A. dumonti \| \| \| \| |
|  |                                                           |
|  | A. moyseyi                                                |
|  |                                                           |
|  | A. dumonti                                                |
|  |                                                           |

|  | A. moyseyi |
|  |            |
|  | A. dumonti |
|  |            |

|  | A. granosus                                               |
|  |                                                           |
|  | \| \| A. moyseyi \| \| \| \| \| \| A. dumonti \| \| \| \| |
|  |                                                           |
|  | A. moyseyi                                                |
|  |                                                           |
|  | A. dumonti                                                |
|  |                                                           |

|  | A. moyseyi |
|  |            |
|  | A. dumonti |
|  |            |

|  | A. granosus                                               |
|  |                                                           |
|  | \| \| A. moyseyi \| \| \| \| \| \| A. dumonti \| \| \| \| |
|  |                                                           |
|  | A. moyseyi                                                |
|  |                                                           |
|  | A. dumonti                                                |
|  |                                                           |

|  | A. moyseyi |
|  |            |
|  | A. dumonti |
|  |            |

|  | A. granosus                                               |
|  |                                                           |
|  | \| \| A. moyseyi \| \| \| \| \| \| A. dumonti \| \| \| \| |
|  |                                                           |
|  | A. moyseyi                                                |
|  |                                                           |
|  | A. dumonti                                                |
|  |                                                           |

|  | A. moyseyi |
|  |            |
|  | A. dumonti |
|  |            |

|  | A. granosus                                               |
|  |                                                           |
|  | \| \| A. moyseyi \| \| \| \| \| \| A. dumonti \| \| \| \| |
|  |                                                           |
|  | A. moyseyi                                                |
|  |                                                           |
|  | A. dumonti                                                |
|  |                                                           |

|  | A. moyseyi |
|  |            |
|  | A. dumonti |
|  |            |

|  | A. granosus                                               |
|  |                                                           |
|  | \| \| A. moyseyi \| \| \| \| \| \| A. dumonti \| \| \| \| |
|  |                                                           |
|  | A. moyseyi                                                |
|  |                                                           |
|  | A. dumonti                                                |
|  |                                                           |

|  | A. moyseyi |
|  |            |
|  | A. dumonti |
|  |            |

|  | A. granosus                                               |
|  |                                                           |
|  | \| \| A. moyseyi \| \| \| \| \| \| A. dumonti \| \| \| \| |
|  |                                                           |
|  | A. moyseyi                                                |
|  |                                                           |
|  | A. dumonti                                                |
|  |                                                           |

|  | A. moyseyi |
|  |            |
|  | A. dumonti |
|  |            |

|  | A. granosus                                               |
|  |                                                           |
|  | \| \| A. moyseyi \| \| \| \| \| \| A. dumonti \| \| \| \| |
|  |                                                           |
|  | A. moyseyi                                                |
|  |                                                           |
|  | A. dumonti                                                |
|  |                                                           |

|  | A. moyseyi |
|  |            |
|  | A. dumonti |
|  |            |

|  | A. granosus                                               |
|  |                                                           |
|  | \| \| A. moyseyi \| \| \| \| \| \| A. dumonti \| \| \| \| |
|  |                                                           |
|  | A. moyseyi                                                |
|  |                                                           |
|  | A. dumonti                                                |
|  |                                                           |

|  | A. moyseyi |
|  |            |
|  | A. dumonti |
|  |            |

|  | A. granosus                                               |
|  |                                                           |
|  | \| \| A. moyseyi \| \| \| \| \| \| A. dumonti \| \| \| \| |
|  |                                                           |
|  | A. moyseyi                                                |
|  |                                                           |
|  | A. dumonti                                                |
|  |                                                           |

|  | A. moyseyi |
|  |            |
|  | A. dumonti |
|  |            |

|  | A. granosus                                               |
|  |                                                           |
|  | \| \| A. moyseyi \| \| \| \| \| \| A. dumonti \| \| \| \| |
|  |                                                           |
|  | A. moyseyi                                                |
|  |                                                           |
|  | A. dumonti                                                |
|  |                                                           |

|  | A. moyseyi |
|  |            |
|  | A. dumonti |
|  |            |

|  | A. granosus                                               |
|  |                                                           |
|  | \| \| A. moyseyi \| \| \| \| \| \| A. dumonti \| \| \| \| |
|  |                                                           |
|  | A. moyseyi                                                |
|  |                                                           |
|  | A. dumonti                                                |
|  |                                                           |

|  | A. moyseyi |
|  |            |
|  | A. dumonti |
|  |            |

|  | A. granosus                                               |
|  |                                                           |
|  | \| \| A. moyseyi \| \| \| \| \| \| A. dumonti \| \| \| \| |
|  |                                                           |
|  | A. moyseyi                                                |
|  |                                                           |
|  | A. dumonti                                                |
|  |                                                           |

|  | A. moyseyi |
|  |            |
|  | A. dumonti |
|  |            |

|  | A. granosus                                               |
|  |                                                           |
|  | \| \| A. moyseyi \| \| \| \| \| \| A. dumonti \| \| \| \| |
|  |                                                           |
|  | A. moyseyi                                                |
|  |                                                           |
|  | A. dumonti                                                |
|  |                                                           |

|  | A. moyseyi |
|  |            |
|  | A. dumonti |
|  |            |

|  | A. granosus                                               |
|  |                                                           |
|  | \| \| A. moyseyi \| \| \| \| \| \| A. dumonti \| \| \| \| |
|  |                                                           |
|  | A. moyseyi                                                |
|  |                                                           |
|  | A. dumonti                                                |
|  |                                                           |

|  | A. moyseyi |
|  |            |
|  | A. dumonti |
|  |            |

|  | A. granosus                                               |
|  |                                                           |
|  | \| \| A. moyseyi \| \| \| \| \| \| A. dumonti \| \| \| \| |
|  |                                                           |
|  | A. moyseyi                                                |
|  |                                                           |
|  | A. dumonti                                                |
|  |                                                           |

|  | A. moyseyi |
|  |            |
|  | A. dumonti |
|  |            |

|  | A. granosus                                               |
|  |                                                           |
|  | \| \| A. moyseyi \| \| \| \| \| \| A. dumonti \| \| \| \| |
|  |                                                           |
|  | A. moyseyi                                                |
|  |                                                           |
|  | A. dumonti                                                |
|  |                                                           |

|  | A. moyseyi |
|  |            |
|  | A. dumonti |
|  |            |

|  | A. granosus                                               |
|  |                                                           |
|  | \| \| A. moyseyi \| \| \| \| \| \| A. dumonti \| \| \| \| |
|  |                                                           |
|  | A. moyseyi                                                |
|  |                                                           |
|  | A. dumonti                                                |
|  |                                                           |

|  | A. moyseyi |
|  |            |
|  | A. dumonti |
|  |            |

|  | A. granosus                                               |
|  |                                                           |
|  | \| \| A. moyseyi \| \| \| \| \| \| A. dumonti \| \| \| \| |
|  |                                                           |
|  | A. moyseyi                                                |
|  |                                                           |
|  | A. dumonti                                                |
|  |                                                           |

|  | A. moyseyi |
|  |            |
|  | A. dumonti |
|  |            |

|  | A. granosus                                               |
|  |                                                           |
|  | \| \| A. moyseyi \| \| \| \| \| \| A. dumonti \| \| \| \| |
|  |                                                           |
|  | A. moyseyi                                                |
|  |                                                           |
|  | A. dumonti                                                |
|  |                                                           |

|  | A. moyseyi |
|  |            |
|  | A. dumonti |
|  |            |

|  | A. granosus                                               |
|  |                                                           |
|  | \| \| A. moyseyi \| \| \| \| \| \| A. dumonti \| \| \| \| |
|  |                                                           |
|  | A. moyseyi                                                |
|  |                                                           |
|  | A. dumonti                                                |
|  |                                                           |

|  | A. moyseyi |
|  |            |
|  | A. dumonti |
|  |            |

|  | A. granosus                                               |
|  |                                                           |
|  | \| \| A. moyseyi \| \| \| \| \| \| A. dumonti \| \| \| \| |
|  |                                                           |
|  | A. moyseyi                                                |
|  |                                                           |
|  | A. dumonti                                                |
|  |                                                           |

|  | A. moyseyi |
|  |            |
|  | A. dumonti |
|  |            |

|  | A. granosus                                               |
|  |                                                           |
|  | \| \| A. moyseyi \| \| \| \| \| \| A. dumonti \| \| \| \| |
|  |                                                           |
|  | A. moyseyi                                                |
|  |                                                           |
|  | A. dumonti                                                |
|  |                                                           |

|  | A. moyseyi |
|  |            |
|  | A. dumonti |
|  |            |

|  | A. granosus                                               |
|  |                                                           |
|  | \| \| A. moyseyi \| \| \| \| \| \| A. dumonti \| \| \| \| |
|  |                                                           |
|  | A. moyseyi                                                |
|  |                                                           |
|  | A. dumonti                                                |
|  |                                                           |

|  | A. moyseyi |
|  |            |
|  | A. dumonti |
|  |            |

|  | A. granosus                                               |
|  |                                                           |
|  | \| \| A. moyseyi \| \| \| \| \| \| A. dumonti \| \| \| \| |
|  |                                                           |
|  | A. moyseyi                                                |
|  |                                                           |
|  | A. dumonti                                                |
|  |                                                           |

|  | A. moyseyi |
|  |            |
|  | A. dumonti |
|  |            |

|  | A. granosus                                               |
|  |                                                           |
|  | \| \| A. moyseyi \| \| \| \| \| \| A. dumonti \| \| \| \| |
|  |                                                           |
|  | A. moyseyi                                                |
|  |                                                           |
|  | A. dumonti                                                |
|  |                                                           |

|  | A. moyseyi |
|  |            |
|  | A. dumonti |
|  |            |

|  | A. granosus                                               |
|  |                                                           |
|  | \| \| A. moyseyi \| \| \| \| \| \| A. dumonti \| \| \| \| |
|  |                                                           |
|  | A. moyseyi                                                |
|  |                                                           |
|  | A. dumonti                                                |
|  |                                                           |

|  | A. moyseyi |
|  |            |
|  | A. dumonti |
|  |            |

|  | A. granosus                                               |
|  |                                                           |
|  | \| \| A. moyseyi \| \| \| \| \| \| A. dumonti \| \| \| \| |
|  |                                                           |
|  | A. moyseyi                                                |
|  |                                                           |
|  | A. dumonti                                                |
|  |                                                           |

|  | A. moyseyi |
|  |            |
|  | A. dumonti |
|  |            |

|  | A. granosus                                               |
|  |                                                           |
|  | \| \| A. moyseyi \| \| \| \| \| \| A. dumonti \| \| \| \| |
|  |                                                           |
|  | A. moyseyi                                                |
|  |                                                           |
|  | A. dumonti                                                |
|  |                                                           |

|  | A. moyseyi |
|  |            |
|  | A. dumonti |
|  |            |

|  | A. granosus                                               |
|  |                                                           |
|  | \| \| A. moyseyi \| \| \| \| \| \| A. dumonti \| \| \| \| |
|  |                                                           |
|  | A. moyseyi                                                |
|  |                                                           |
|  | A. dumonti                                                |
|  |                                                           |

|  | A. moyseyi |
|  |            |
|  | A. dumonti |
|  |            |

|  | A. granosus                                               |
|  |                                                           |
|  | \| \| A. moyseyi \| \| \| \| \| \| A. dumonti \| \| \| \| |
|  |                                                           |
|  | A. moyseyi                                                |
|  |                                                           |
|  | A. dumonti                                                |
|  |                                                           |

|  | A. moyseyi |
|  |            |
|  | A. dumonti |
|  |            |

|  | A. granosus                                               |
|  |                                                           |
|  | \| \| A. moyseyi \| \| \| \| \| \| A. dumonti \| \| \| \| |
|  |                                                           |
|  | A. moyseyi                                                |
|  |                                                           |
|  | A. dumonti                                                |
|  |                                                           |

|  | A. moyseyi |
|  |            |
|  | A. dumonti |
|  |            |

|  | A. granosus                                               |
|  |                                                           |
|  | \| \| A. moyseyi \| \| \| \| \| \| A. dumonti \| \| \| \| |
|  |                                                           |
|  | A. moyseyi                                                |
|  |                                                           |
|  | A. dumonti                                                |
|  |                                                           |

|  | A. moyseyi |
|  |            |
|  | A. dumonti |
|  |            |

|  | A. granosus                                               |
|  |                                                           |
|  | \| \| A. moyseyi \| \| \| \| \| \| A. dumonti \| \| \| \| |
|  |                                                           |
|  | A. moyseyi                                                |
|  |                                                           |
|  | A. dumonti                                                |
|  |                                                           |

|  | A. moyseyi |
|  |            |
|  | A. dumonti |
|  |            |

|  | A. granosus                                               |
|  |                                                           |
|  | \| \| A. moyseyi \| \| \| \| \| \| A. dumonti \| \| \| \| |
|  |                                                           |
|  | A. moyseyi                                                |
|  |                                                           |
|  | A. dumonti                                                |
|  |                                                           |

|  | A. moyseyi |
|  |            |
|  | A. dumonti |
|  |            |

|  | A. granosus                                               |
|  |                                                           |
|  | \| \| A. moyseyi \| \| \| \| \| \| A. dumonti \| \| \| \| |
|  |                                                           |
|  | A. moyseyi                                                |
|  |                                                           |
|  | A. dumonti                                                |
|  |                                                           |

|  | A. moyseyi |
|  |            |
|  | A. dumonti |
|  |            |

|  | A. granosus                                               |
|  |                                                           |
|  | \| \| A. moyseyi \| \| \| \| \| \| A. dumonti \| \| \| \| |
|  |                                                           |
|  | A. moyseyi                                                |
|  |                                                           |
|  | A. dumonti                                                |
|  |                                                           |

|  | A. moyseyi |
|  |            |
|  | A. dumonti |
|  |            |

|  | A. granosus                                               |
|  |                                                           |
|  | \| \| A. moyseyi \| \| \| \| \| \| A. dumonti \| \| \| \| |
|  |                                                           |
|  | A. moyseyi                                                |
|  |                                                           |
|  | A. dumonti                                                |
|  |                                                           |

|  | A. moyseyi |
|  |            |
|  | A. dumonti |
|  |            |

|  | A. granosus                                               |
|  |                                                           |
|  | \| \| A. moyseyi \| \| \| \| \| \| A. dumonti \| \| \| \| |
|  |                                                           |
|  | A. moyseyi                                                |
|  |                                                           |
|  | A. dumonti                                                |
|  |                                                           |

|  | A. moyseyi |
|  |            |
|  | A. dumonti |
|  |            |

|  | A. granosus                                               |
|  |                                                           |
|  | \| \| A. moyseyi \| \| \| \| \| \| A. dumonti \| \| \| \| |
|  |                                                           |
|  | A. moyseyi                                                |
|  |                                                           |
|  | A. dumonti                                                |
|  |                                                           |

|  | A. moyseyi |
|  |            |
|  | A. dumonti |
|  |            |

|  | \| \| Bassipterus virginicus \| \| \| \| \| \| Pittsfordipterus phelpsae \| \| \| \| |
|  |                                                                                      |
|  | Bassipterus virginicus                                                               |
|  |                                                                                      |
|  | Pittsfordipterus phelpsae                                                            |
|  |                                                                                      |

|  | Bassipterus virginicus    |
|  |                           |
|  | Pittsfordipterus phelpsae |
|  |                           |

|  | \| \| Bassipterus virginicus \| \| \| \| \| \| Pittsfordipterus phelpsae \| \| \| \| |
|  |                                                                                      |
|  | Bassipterus virginicus                                                               |
|  |                                                                                      |
|  | Pittsfordipterus phelpsae                                                            |
|  |                                                                                      |

|  | Bassipterus virginicus    |
|  |                           |
|  | Pittsfordipterus phelpsae |
|  |                           |

|  | A. granosus                                               |
|  |                                                           |
|  | \| \| A. moyseyi \| \| \| \| \| \| A. dumonti \| \| \| \| |
|  |                                                           |
|  | A. moyseyi                                                |
|  |                                                           |
|  | A. dumonti                                                |
|  |                                                           |

|  | A. moyseyi |
|  |            |
|  | A. dumonti |
|  |            |

|  | A. granosus                                               |
|  |                                                           |
|  | \| \| A. moyseyi \| \| \| \| \| \| A. dumonti \| \| \| \| |
|  |                                                           |
|  | A. moyseyi                                                |
|  |                                                           |
|  | A. dumonti                                                |
|  |                                                           |

|  | A. moyseyi |
|  |            |
|  | A. dumonti |
|  |            |

|  | A. granosus                                               |
|  |                                                           |
|  | \| \| A. moyseyi \| \| \| \| \| \| A. dumonti \| \| \| \| |
|  |                                                           |
|  | A. moyseyi                                                |
|  |                                                           |
|  | A. dumonti                                                |
|  |                                                           |

|  | A. moyseyi |
|  |            |
|  | A. dumonti |
|  |            |

|  | A. granosus                                               |
|  |                                                           |
|  | \| \| A. moyseyi \| \| \| \| \| \| A. dumonti \| \| \| \| |
|  |                                                           |
|  | A. moyseyi                                                |
|  |                                                           |
|  | A. dumonti                                                |
|  |                                                           |

|  | A. moyseyi |
|  |            |
|  | A. dumonti |
|  |            |

|  | A. granosus                                               |
|  |                                                           |
|  | \| \| A. moyseyi \| \| \| \| \| \| A. dumonti \| \| \| \| |
|  |                                                           |
|  | A. moyseyi                                                |
|  |                                                           |
|  | A. dumonti                                                |
|  |                                                           |

|  | A. moyseyi |
|  |            |
|  | A. dumonti |
|  |            |

|  | A. granosus                                               |
|  |                                                           |
|  | \| \| A. moyseyi \| \| \| \| \| \| A. dumonti \| \| \| \| |
|  |                                                           |
|  | A. moyseyi                                                |
|  |                                                           |
|  | A. dumonti                                                |
|  |                                                           |

|  | A. moyseyi |
|  |            |
|  | A. dumonti |
|  |            |

|  | A. granosus                                               |
|  |                                                           |
|  | \| \| A. moyseyi \| \| \| \| \| \| A. dumonti \| \| \| \| |
|  |                                                           |
|  | A. moyseyi                                                |
|  |                                                           |
|  | A. dumonti                                                |
|  |                                                           |

|  | A. moyseyi |
|  |            |
|  | A. dumonti |
|  |            |

|  | A. granosus                                               |
|  |                                                           |
|  | \| \| A. moyseyi \| \| \| \| \| \| A. dumonti \| \| \| \| |
|  |                                                           |
|  | A. moyseyi                                                |
|  |                                                           |
|  | A. dumonti                                                |
|  |                                                           |

|  | A. moyseyi |
|  |            |
|  | A. dumonti |
|  |            |

|  | A. granosus                                               |
|  |                                                           |
|  | \| \| A. moyseyi \| \| \| \| \| \| A. dumonti \| \| \| \| |
|  |                                                           |
|  | A. moyseyi                                                |
|  |                                                           |
|  | A. dumonti                                                |
|  |                                                           |

|  | A. moyseyi |
|  |            |
|  | A. dumonti |
|  |            |

|  | A. granosus                                               |
|  |                                                           |
|  | \| \| A. moyseyi \| \| \| \| \| \| A. dumonti \| \| \| \| |
|  |                                                           |
|  | A. moyseyi                                                |
|  |                                                           |
|  | A. dumonti                                                |
|  |                                                           |

|  | A. moyseyi |
|  |            |
|  | A. dumonti |
|  |            |

|  | A. granosus                                               |
|  |                                                           |
|  | \| \| A. moyseyi \| \| \| \| \| \| A. dumonti \| \| \| \| |
|  |                                                           |
|  | A. moyseyi                                                |
|  |                                                           |
|  | A. dumonti                                                |
|  |                                                           |

|  | A. moyseyi |
|  |            |
|  | A. dumonti |
|  |            |

|  | A. granosus                                               |
|  |                                                           |
|  | \| \| A. moyseyi \| \| \| \| \| \| A. dumonti \| \| \| \| |
|  |                                                           |
|  | A. moyseyi                                                |
|  |                                                           |
|  | A. dumonti                                                |
|  |                                                           |

|  | A. moyseyi |
|  |            |
|  | A. dumonti |
|  |            |

|  | A. granosus                                               |
|  |                                                           |
|  | \| \| A. moyseyi \| \| \| \| \| \| A. dumonti \| \| \| \| |
|  |                                                           |
|  | A. moyseyi                                                |
|  |                                                           |
|  | A. dumonti                                                |
|  |                                                           |

|  | A. moyseyi |
|  |            |
|  | A. dumonti |
|  |            |

|  | A. granosus                                               |
|  |                                                           |
|  | \| \| A. moyseyi \| \| \| \| \| \| A. dumonti \| \| \| \| |
|  |                                                           |
|  | A. moyseyi                                                |
|  |                                                           |
|  | A. dumonti                                                |
|  |                                                           |

|  | A. moyseyi |
|  |            |
|  | A. dumonti |
|  |            |

|  | A. granosus                                               |
|  |                                                           |
|  | \| \| A. moyseyi \| \| \| \| \| \| A. dumonti \| \| \| \| |
|  |                                                           |
|  | A. moyseyi                                                |
|  |                                                           |
|  | A. dumonti                                                |
|  |                                                           |

|  | A. moyseyi |
|  |            |
|  | A. dumonti |
|  |            |

|  | A. granosus                                               |
|  |                                                           |
|  | \| \| A. moyseyi \| \| \| \| \| \| A. dumonti \| \| \| \| |
|  |                                                           |
|  | A. moyseyi                                                |
|  |                                                           |
|  | A. dumonti                                                |
|  |                                                           |

|  | A. moyseyi |
|  |            |
|  | A. dumonti |
|  |            |

|  | A. granosus                                               |
|  |                                                           |
|  | \| \| A. moyseyi \| \| \| \| \| \| A. dumonti \| \| \| \| |
|  |                                                           |
|  | A. moyseyi                                                |
|  |                                                           |
|  | A. dumonti                                                |
|  |                                                           |

|  | A. moyseyi |
|  |            |
|  | A. dumonti |
|  |            |

|  | A. granosus                                               |
|  |                                                           |
|  | \| \| A. moyseyi \| \| \| \| \| \| A. dumonti \| \| \| \| |
|  |                                                           |
|  | A. moyseyi                                                |
|  |                                                           |
|  | A. dumonti                                                |
|  |                                                           |

|  | A. moyseyi |
|  |            |
|  | A. dumonti |
|  |            |

|  | A. granosus                                               |
|  |                                                           |
|  | \| \| A. moyseyi \| \| \| \| \| \| A. dumonti \| \| \| \| |
|  |                                                           |
|  | A. moyseyi                                                |
|  |                                                           |
|  | A. dumonti                                                |
|  |                                                           |

|  | A. moyseyi |
|  |            |
|  | A. dumonti |
|  |            |

|  | A. granosus                                               |
|  |                                                           |
|  | \| \| A. moyseyi \| \| \| \| \| \| A. dumonti \| \| \| \| |
|  |                                                           |
|  | A. moyseyi                                                |
|  |                                                           |
|  | A. dumonti                                                |
|  |                                                           |

|  | A. moyseyi |
|  |            |
|  | A. dumonti |
|  |            |

|  | A. granosus                                               |
|  |                                                           |
|  | \| \| A. moyseyi \| \| \| \| \| \| A. dumonti \| \| \| \| |
|  |                                                           |
|  | A. moyseyi                                                |
|  |                                                           |
|  | A. dumonti                                                |
|  |                                                           |

|  | A. moyseyi |
|  |            |
|  | A. dumonti |
|  |            |

|  | A. granosus                                               |
|  |                                                           |
|  | \| \| A. moyseyi \| \| \| \| \| \| A. dumonti \| \| \| \| |
|  |                                                           |
|  | A. moyseyi                                                |
|  |                                                           |
|  | A. dumonti                                                |
|  |                                                           |

|  | A. moyseyi |
|  |            |
|  | A. dumonti |
|  |            |

|  | A. granosus                                               |
|  |                                                           |
|  | \| \| A. moyseyi \| \| \| \| \| \| A. dumonti \| \| \| \| |
|  |                                                           |
|  | A. moyseyi                                                |
|  |                                                           |
|  | A. dumonti                                                |
|  |                                                           |

|  | A. moyseyi |
|  |            |
|  | A. dumonti |
|  |            |

|  | A. granosus                                               |
|  |                                                           |
|  | \| \| A. moyseyi \| \| \| \| \| \| A. dumonti \| \| \| \| |
|  |                                                           |
|  | A. moyseyi                                                |
|  |                                                           |
|  | A. dumonti                                                |
|  |                                                           |

|  | A. moyseyi |
|  |            |
|  | A. dumonti |
|  |            |

|  | A. granosus                                               |
|  |                                                           |
|  | \| \| A. moyseyi \| \| \| \| \| \| A. dumonti \| \| \| \| |
|  |                                                           |
|  | A. moyseyi                                                |
|  |                                                           |
|  | A. dumonti                                                |
|  |                                                           |

|  | A. moyseyi |
|  |            |
|  | A. dumonti |
|  |            |

|  | A. granosus                                               |
|  |                                                           |
|  | \| \| A. moyseyi \| \| \| \| \| \| A. dumonti \| \| \| \| |
|  |                                                           |
|  | A. moyseyi                                                |
|  |                                                           |
|  | A. dumonti                                                |
|  |                                                           |

|  | A. moyseyi |
|  |            |
|  | A. dumonti |
|  |            |

|  | A. granosus                                               |
|  |                                                           |
|  | \| \| A. moyseyi \| \| \| \| \| \| A. dumonti \| \| \| \| |
|  |                                                           |
|  | A. moyseyi                                                |
|  |                                                           |
|  | A. dumonti                                                |
|  |                                                           |

|  | A. moyseyi |
|  |            |
|  | A. dumonti |
|  |            |

|  | A. granosus                                               |
|  |                                                           |
|  | \| \| A. moyseyi \| \| \| \| \| \| A. dumonti \| \| \| \| |
|  |                                                           |
|  | A. moyseyi                                                |
|  |                                                           |
|  | A. dumonti                                                |
|  |                                                           |

|  | A. moyseyi |
|  |            |
|  | A. dumonti |
|  |            |

|  | A. granosus                                               |
|  |                                                           |
|  | \| \| A. moyseyi \| \| \| \| \| \| A. dumonti \| \| \| \| |
|  |                                                           |
|  | A. moyseyi                                                |
|  |                                                           |
|  | A. dumonti                                                |
|  |                                                           |

|  | A. moyseyi |
|  |            |
|  | A. dumonti |
|  |            |

|  | A. granosus                                               |
|  |                                                           |
|  | \| \| A. moyseyi \| \| \| \| \| \| A. dumonti \| \| \| \| |
|  |                                                           |
|  | A. moyseyi                                                |
|  |                                                           |
|  | A. dumonti                                                |
|  |                                                           |

|  | A. moyseyi |
|  |            |
|  | A. dumonti |
|  |            |

|  | A. granosus                                               |
|  |                                                           |
|  | \| \| A. moyseyi \| \| \| \| \| \| A. dumonti \| \| \| \| |
|  |                                                           |
|  | A. moyseyi                                                |
|  |                                                           |
|  | A. dumonti                                                |
|  |                                                           |

|  | A. moyseyi |
|  |            |
|  | A. dumonti |
|  |            |

|  | A. granosus                                               |
|  |                                                           |
|  | \| \| A. moyseyi \| \| \| \| \| \| A. dumonti \| \| \| \| |
|  |                                                           |
|  | A. moyseyi                                                |
|  |                                                           |
|  | A. dumonti                                                |
|  |                                                           |

|  | A. moyseyi |
|  |            |
|  | A. dumonti |
|  |            |

|  | A. granosus                                               |
|  |                                                           |
|  | \| \| A. moyseyi \| \| \| \| \| \| A. dumonti \| \| \| \| |
|  |                                                           |
|  | A. moyseyi                                                |
|  |                                                           |
|  | A. dumonti                                                |
|  |                                                           |

|  | A. moyseyi |
|  |            |
|  | A. dumonti |
|  |            |

|  | A. granosus                                               |
|  |                                                           |
|  | \| \| A. moyseyi \| \| \| \| \| \| A. dumonti \| \| \| \| |
|  |                                                           |
|  | A. moyseyi                                                |
|  |                                                           |
|  | A. dumonti                                                |
|  |                                                           |

|  | A. moyseyi |
|  |            |
|  | A. dumonti |
|  |            |

|  | A. granosus                                               |
|  |                                                           |
|  | \| \| A. moyseyi \| \| \| \| \| \| A. dumonti \| \| \| \| |
|  |                                                           |
|  | A. moyseyi                                                |
|  |                                                           |
|  | A. dumonti                                                |
|  |                                                           |

|  | A. moyseyi |
|  |            |
|  | A. dumonti |
|  |            |

|  | A. granosus                                               |
|  |                                                           |
|  | \| \| A. moyseyi \| \| \| \| \| \| A. dumonti \| \| \| \| |
|  |                                                           |
|  | A. moyseyi                                                |
|  |                                                           |
|  | A. dumonti                                                |
|  |                                                           |

|  | A. moyseyi |
|  |            |
|  | A. dumonti |
|  |            |

|  | A. granosus                                               |
|  |                                                           |
|  | \| \| A. moyseyi \| \| \| \| \| \| A. dumonti \| \| \| \| |
|  |                                                           |
|  | A. moyseyi                                                |
|  |                                                           |
|  | A. dumonti                                                |
|  |                                                           |

|  | A. moyseyi |
|  |            |
|  | A. dumonti |
|  |            |

|  | A. granosus                                               |
|  |                                                           |
|  | \| \| A. moyseyi \| \| \| \| \| \| A. dumonti \| \| \| \| |
|  |                                                           |
|  | A. moyseyi                                                |
|  |                                                           |
|  | A. dumonti                                                |
|  |                                                           |

|  | A. moyseyi |
|  |            |
|  | A. dumonti |
|  |            |

|  | A. granosus                                               |
|  |                                                           |
|  | \| \| A. moyseyi \| \| \| \| \| \| A. dumonti \| \| \| \| |
|  |                                                           |
|  | A. moyseyi                                                |
|  |                                                           |
|  | A. dumonti                                                |
|  |                                                           |

|  | A. moyseyi |
|  |            |
|  | A. dumonti |
|  |            |

|  | A. granosus                                               |
|  |                                                           |
|  | \| \| A. moyseyi \| \| \| \| \| \| A. dumonti \| \| \| \| |
|  |                                                           |
|  | A. moyseyi                                                |
|  |                                                           |
|  | A. dumonti                                                |
|  |                                                           |

|  | A. moyseyi |
|  |            |
|  | A. dumonti |
|  |            |

|  | A. granosus                                               |
|  |                                                           |
|  | \| \| A. moyseyi \| \| \| \| \| \| A. dumonti \| \| \| \| |
|  |                                                           |
|  | A. moyseyi                                                |
|  |                                                           |
|  | A. dumonti                                                |
|  |                                                           |

|  | A. moyseyi |
|  |            |
|  | A. dumonti |
|  |            |

|  | A. granosus                                               |
|  |                                                           |
|  | \| \| A. moyseyi \| \| \| \| \| \| A. dumonti \| \| \| \| |
|  |                                                           |
|  | A. moyseyi                                                |
|  |                                                           |
|  | A. dumonti                                                |
|  |                                                           |

|  | A. moyseyi |
|  |            |
|  | A. dumonti |
|  |            |

|  | A. granosus                                               |
|  |                                                           |
|  | \| \| A. moyseyi \| \| \| \| \| \| A. dumonti \| \| \| \| |
|  |                                                           |
|  | A. moyseyi                                                |
|  |                                                           |
|  | A. dumonti                                                |
|  |                                                           |

|  | A. moyseyi |
|  |            |
|  | A. dumonti |
|  |            |

|  | A. granosus                                               |
|  |                                                           |
|  | \| \| A. moyseyi \| \| \| \| \| \| A. dumonti \| \| \| \| |
|  |                                                           |
|  | A. moyseyi                                                |
|  |                                                           |
|  | A. dumonti                                                |
|  |                                                           |

|  | A. moyseyi |
|  |            |
|  | A. dumonti |
|  |            |

|  | A. granosus                                               |
|  |                                                           |
|  | \| \| A. moyseyi \| \| \| \| \| \| A. dumonti \| \| \| \| |
|  |                                                           |
|  | A. moyseyi                                                |
|  |                                                           |
|  | A. dumonti                                                |
|  |                                                           |

|  | A. moyseyi |
|  |            |
|  | A. dumonti |
|  |            |

|  | A. granosus                                               |
|  |                                                           |
|  | \| \| A. moyseyi \| \| \| \| \| \| A. dumonti \| \| \| \| |
|  |                                                           |
|  | A. moyseyi                                                |
|  |                                                           |
|  | A. dumonti                                                |
|  |                                                           |

|  | A. moyseyi |
|  |            |
|  | A. dumonti |
|  |            |

|  | A. granosus                                               |
|  |                                                           |
|  | \| \| A. moyseyi \| \| \| \| \| \| A. dumonti \| \| \| \| |
|  |                                                           |
|  | A. moyseyi                                                |
|  |                                                           |
|  | A. dumonti                                                |
|  |                                                           |

|  | A. moyseyi |
|  |            |
|  | A. dumonti |
|  |            |

|  | A. granosus                                               |
|  |                                                           |
|  | \| \| A. moyseyi \| \| \| \| \| \| A. dumonti \| \| \| \| |
|  |                                                           |
|  | A. moyseyi                                                |
|  |                                                           |
|  | A. dumonti                                                |
|  |                                                           |

|  | A. moyseyi |
|  |            |
|  | A. dumonti |
|  |            |

|  | A. granosus                                               |
|  |                                                           |
|  | \| \| A. moyseyi \| \| \| \| \| \| A. dumonti \| \| \| \| |
|  |                                                           |
|  | A. moyseyi                                                |
|  |                                                           |
|  | A. dumonti                                                |
|  |                                                           |

|  | A. moyseyi |
|  |            |
|  | A. dumonti |
|  |            |

|  | A. granosus                                               |
|  |                                                           |
|  | \| \| A. moyseyi \| \| \| \| \| \| A. dumonti \| \| \| \| |
|  |                                                           |
|  | A. moyseyi                                                |
|  |                                                           |
|  | A. dumonti                                                |
|  |                                                           |

|  | A. moyseyi |
|  |            |
|  | A. dumonti |
|  |            |

|  | A. granosus                                               |
|  |                                                           |
|  | \| \| A. moyseyi \| \| \| \| \| \| A. dumonti \| \| \| \| |
|  |                                                           |
|  | A. moyseyi                                                |
|  |                                                           |
|  | A. dumonti                                                |
|  |                                                           |

|  | A. moyseyi |
|  |            |
|  | A. dumonti |
|  |            |

|  | A. granosus                                               |
|  |                                                           |
|  | \| \| A. moyseyi \| \| \| \| \| \| A. dumonti \| \| \| \| |
|  |                                                           |
|  | A. moyseyi                                                |
|  |                                                           |
|  | A. dumonti                                                |
|  |                                                           |

|  | A. moyseyi |
|  |            |
|  | A. dumonti |
|  |            |

|  | A. granosus                                               |
|  |                                                           |
|  | \| \| A. moyseyi \| \| \| \| \| \| A. dumonti \| \| \| \| |
|  |                                                           |
|  | A. moyseyi                                                |
|  |                                                           |
|  | A. dumonti                                                |
|  |                                                           |

|  | A. moyseyi |
|  |            |
|  | A. dumonti |
|  |            |

|  | A. granosus                                               |
|  |                                                           |
|  | \| \| A. moyseyi \| \| \| \| \| \| A. dumonti \| \| \| \| |
|  |                                                           |
|  | A. moyseyi                                                |
|  |                                                           |
|  | A. dumonti                                                |
|  |                                                           |

|  | A. moyseyi |
|  |            |
|  | A. dumonti |
|  |            |

|  | A. granosus                                               |
|  |                                                           |
|  | \| \| A. moyseyi \| \| \| \| \| \| A. dumonti \| \| \| \| |
|  |                                                           |
|  | A. moyseyi                                                |
|  |                                                           |
|  | A. dumonti                                                |
|  |                                                           |

|  | A. moyseyi |
|  |            |
|  | A. dumonti |
|  |            |

|  | A. granosus                                               |
|  |                                                           |
|  | \| \| A. moyseyi \| \| \| \| \| \| A. dumonti \| \| \| \| |
|  |                                                           |
|  | A. moyseyi                                                |
|  |                                                           |
|  | A. dumonti                                                |
|  |                                                           |

|  | A. moyseyi |
|  |            |
|  | A. dumonti |
|  |            |

|  | A. granosus                                               |
|  |                                                           |
|  | \| \| A. moyseyi \| \| \| \| \| \| A. dumonti \| \| \| \| |
|  |                                                           |
|  | A. moyseyi                                                |
|  |                                                           |
|  | A. dumonti                                                |
|  |                                                           |

|  | A. moyseyi |
|  |            |
|  | A. dumonti |
|  |            |

|  | A. granosus                                               |
|  |                                                           |
|  | \| \| A. moyseyi \| \| \| \| \| \| A. dumonti \| \| \| \| |
|  |                                                           |
|  | A. moyseyi                                                |
|  |                                                           |
|  | A. dumonti                                                |
|  |                                                           |

|  | A. moyseyi |
|  |            |
|  | A. dumonti |
|  |            |

|  | A. granosus                                               |
|  |                                                           |
|  | \| \| A. moyseyi \| \| \| \| \| \| A. dumonti \| \| \| \| |
|  |                                                           |
|  | A. moyseyi                                                |
|  |                                                           |
|  | A. dumonti                                                |
|  |                                                           |

|  | A. moyseyi |
|  |            |
|  | A. dumonti |
|  |            |

|  | A. granosus                                               |
|  |                                                           |
|  | \| \| A. moyseyi \| \| \| \| \| \| A. dumonti \| \| \| \| |
|  |                                                           |
|  | A. moyseyi                                                |
|  |                                                           |
|  | A. dumonti                                                |
|  |                                                           |

|  | A. moyseyi |
|  |            |
|  | A. dumonti |
|  |            |

|  | A. granosus                                               |
|  |                                                           |
|  | \| \| A. moyseyi \| \| \| \| \| \| A. dumonti \| \| \| \| |
|  |                                                           |
|  | A. moyseyi                                                |
|  |                                                           |
|  | A. dumonti                                                |
|  |                                                           |

|  | A. moyseyi |
|  |            |
|  | A. dumonti |
|  |            |

|  | A. granosus                                               |
|  |                                                           |
|  | \| \| A. moyseyi \| \| \| \| \| \| A. dumonti \| \| \| \| |
|  |                                                           |
|  | A. moyseyi                                                |
|  |                                                           |
|  | A. dumonti                                                |
|  |                                                           |

|  | A. moyseyi |
|  |            |
|  | A. dumonti |
|  |            |

|  | A. granosus                                               |
|  |                                                           |
|  | \| \| A. moyseyi \| \| \| \| \| \| A. dumonti \| \| \| \| |
|  |                                                           |
|  | A. moyseyi                                                |
|  |                                                           |
|  | A. dumonti                                                |
|  |                                                           |

|  | A. moyseyi |
|  |            |
|  | A. dumonti |
|  |            |

|  | A. granosus                                               |
|  |                                                           |
|  | \| \| A. moyseyi \| \| \| \| \| \| A. dumonti \| \| \| \| |
|  |                                                           |
|  | A. moyseyi                                                |
|  |                                                           |
|  | A. dumonti                                                |
|  |                                                           |

|  | A. moyseyi |
|  |            |
|  | A. dumonti |
|  |            |

|  | \| \| Bassipterus virginicus \| \| \| \| \| \| Pittsfordipterus phelpsae \| \| \| \| |
|  |                                                                                      |
|  | Bassipterus virginicus                                                               |
|  |                                                                                      |
|  | Pittsfordipterus phelpsae                                                            |
|  |                                                                                      |

|  | Bassipterus virginicus    |
|  |                           |
|  | Pittsfordipterus phelpsae |
|  |                           |

|  | \| \| Bassipterus virginicus \| \| \| \| \| \| Pittsfordipterus phelpsae \| \| \| \| |
|  |                                                                                      |
|  | Bassipterus virginicus                                                               |
|  |                                                                                      |
|  | Pittsfordipterus phelpsae                                                            |
|  |                                                                                      |

|  | Bassipterus virginicus    |
|  |                           |
|  | Pittsfordipterus phelpsae |
|  |                           |

|  | A. granosus                                               |
|  |                                                           |
|  | \| \| A. moyseyi \| \| \| \| \| \| A. dumonti \| \| \| \| |
|  |                                                           |
|  | A. moyseyi                                                |
|  |                                                           |
|  | A. dumonti                                                |
|  |                                                           |

|  | A. moyseyi |
|  |            |
|  | A. dumonti |
|  |            |

|  | A. granosus                                               |
|  |                                                           |
|  | \| \| A. moyseyi \| \| \| \| \| \| A. dumonti \| \| \| \| |
|  |                                                           |
|  | A. moyseyi                                                |
|  |                                                           |
|  | A. dumonti                                                |
|  |                                                           |

|  | A. moyseyi |
|  |            |
|  | A. dumonti |
|  |            |

|  | A. granosus                                               |
|  |                                                           |
|  | \| \| A. moyseyi \| \| \| \| \| \| A. dumonti \| \| \| \| |
|  |                                                           |
|  | A. moyseyi                                                |
|  |                                                           |
|  | A. dumonti                                                |
|  |                                                           |

|  | A. moyseyi |
|  |            |
|  | A. dumonti |
|  |            |

|  | A. granosus                                               |
|  |                                                           |
|  | \| \| A. moyseyi \| \| \| \| \| \| A. dumonti \| \| \| \| |
|  |                                                           |
|  | A. moyseyi                                                |
|  |                                                           |
|  | A. dumonti                                                |
|  |                                                           |

|  | A. moyseyi |
|  |            |
|  | A. dumonti |
|  |            |

|  | A. granosus                                               |
|  |                                                           |
|  | \| \| A. moyseyi \| \| \| \| \| \| A. dumonti \| \| \| \| |
|  |                                                           |
|  | A. moyseyi                                                |
|  |                                                           |
|  | A. dumonti                                                |
|  |                                                           |

|  | A. moyseyi |
|  |            |
|  | A. dumonti |
|  |            |

|  | A. granosus                                               |
|  |                                                           |
|  | \| \| A. moyseyi \| \| \| \| \| \| A. dumonti \| \| \| \| |
|  |                                                           |
|  | A. moyseyi                                                |
|  |                                                           |
|  | A. dumonti                                                |
|  |                                                           |

|  | A. moyseyi |
|  |            |
|  | A. dumonti |
|  |            |

|  | A. granosus                                               |
|  |                                                           |
|  | \| \| A. moyseyi \| \| \| \| \| \| A. dumonti \| \| \| \| |
|  |                                                           |
|  | A. moyseyi                                                |
|  |                                                           |
|  | A. dumonti                                                |
|  |                                                           |

|  | A. moyseyi |
|  |            |
|  | A. dumonti |
|  |            |

|  | A. granosus                                               |
|  |                                                           |
|  | \| \| A. moyseyi \| \| \| \| \| \| A. dumonti \| \| \| \| |
|  |                                                           |
|  | A. moyseyi                                                |
|  |                                                           |
|  | A. dumonti                                                |
|  |                                                           |

|  | A. moyseyi |
|  |            |
|  | A. dumonti |
|  |            |

|  | A. granosus                                               |
|  |                                                           |
|  | \| \| A. moyseyi \| \| \| \| \| \| A. dumonti \| \| \| \| |
|  |                                                           |
|  | A. moyseyi                                                |
|  |                                                           |
|  | A. dumonti                                                |
|  |                                                           |

|  | A. moyseyi |
|  |            |
|  | A. dumonti |
|  |            |

|  | A. granosus                                               |
|  |                                                           |
|  | \| \| A. moyseyi \| \| \| \| \| \| A. dumonti \| \| \| \| |
|  |                                                           |
|  | A. moyseyi                                                |
|  |                                                           |
|  | A. dumonti                                                |
|  |                                                           |

|  | A. moyseyi |
|  |            |
|  | A. dumonti |
|  |            |

|  | A. granosus                                               |
|  |                                                           |
|  | \| \| A. moyseyi \| \| \| \| \| \| A. dumonti \| \| \| \| |
|  |                                                           |
|  | A. moyseyi                                                |
|  |                                                           |
|  | A. dumonti                                                |
|  |                                                           |

|  | A. moyseyi |
|  |            |
|  | A. dumonti |
|  |            |

|  | A. granosus                                               |
|  |                                                           |
|  | \| \| A. moyseyi \| \| \| \| \| \| A. dumonti \| \| \| \| |
|  |                                                           |
|  | A. moyseyi                                                |
|  |                                                           |
|  | A. dumonti                                                |
|  |                                                           |

|  | A. moyseyi |
|  |            |
|  | A. dumonti |
|  |            |

|  | A. granosus                                               |
|  |                                                           |
|  | \| \| A. moyseyi \| \| \| \| \| \| A. dumonti \| \| \| \| |
|  |                                                           |
|  | A. moyseyi                                                |
|  |                                                           |
|  | A. dumonti                                                |
|  |                                                           |

|  | A. moyseyi |
|  |            |
|  | A. dumonti |
|  |            |

|  | A. granosus                                               |
|  |                                                           |
|  | \| \| A. moyseyi \| \| \| \| \| \| A. dumonti \| \| \| \| |
|  |                                                           |
|  | A. moyseyi                                                |
|  |                                                           |
|  | A. dumonti                                                |
|  |                                                           |

|  | A. moyseyi |
|  |            |
|  | A. dumonti |
|  |            |

|  | A. granosus                                               |
|  |                                                           |
|  | \| \| A. moyseyi \| \| \| \| \| \| A. dumonti \| \| \| \| |
|  |                                                           |
|  | A. moyseyi                                                |
|  |                                                           |
|  | A. dumonti                                                |
|  |                                                           |

|  | A. moyseyi |
|  |            |
|  | A. dumonti |
|  |            |

|  | A. granosus                                               |
|  |                                                           |
|  | \| \| A. moyseyi \| \| \| \| \| \| A. dumonti \| \| \| \| |
|  |                                                           |
|  | A. moyseyi                                                |
|  |                                                           |
|  | A. dumonti                                                |
|  |                                                           |

|  | A. moyseyi |
|  |            |
|  | A. dumonti |
|  |            |

|  | A. granosus                                               |
|  |                                                           |
|  | \| \| A. moyseyi \| \| \| \| \| \| A. dumonti \| \| \| \| |
|  |                                                           |
|  | A. moyseyi                                                |
|  |                                                           |
|  | A. dumonti                                                |
|  |                                                           |

|  | A. moyseyi |
|  |            |
|  | A. dumonti |
|  |            |

|  | A. granosus                                               |
|  |                                                           |
|  | \| \| A. moyseyi \| \| \| \| \| \| A. dumonti \| \| \| \| |
|  |                                                           |
|  | A. moyseyi                                                |
|  |                                                           |
|  | A. dumonti                                                |
|  |                                                           |

|  | A. moyseyi |
|  |            |
|  | A. dumonti |
|  |            |

|  | A. granosus                                               |
|  |                                                           |
|  | \| \| A. moyseyi \| \| \| \| \| \| A. dumonti \| \| \| \| |
|  |                                                           |
|  | A. moyseyi                                                |
|  |                                                           |
|  | A. dumonti                                                |
|  |                                                           |

|  | A. moyseyi |
|  |            |
|  | A. dumonti |
|  |            |

|  | A. granosus                                               |
|  |                                                           |
|  | \| \| A. moyseyi \| \| \| \| \| \| A. dumonti \| \| \| \| |
|  |                                                           |
|  | A. moyseyi                                                |
|  |                                                           |
|  | A. dumonti                                                |
|  |                                                           |

|  | A. moyseyi |
|  |            |
|  | A. dumonti |
|  |            |

|  | A. granosus                                               |
|  |                                                           |
|  | \| \| A. moyseyi \| \| \| \| \| \| A. dumonti \| \| \| \| |
|  |                                                           |
|  | A. moyseyi                                                |
|  |                                                           |
|  | A. dumonti                                                |
|  |                                                           |

|  | A. moyseyi |
|  |            |
|  | A. dumonti |
|  |            |

|  | A. granosus                                               |
|  |                                                           |
|  | \| \| A. moyseyi \| \| \| \| \| \| A. dumonti \| \| \| \| |
|  |                                                           |
|  | A. moyseyi                                                |
|  |                                                           |
|  | A. dumonti                                                |
|  |                                                           |

|  | A. moyseyi |
|  |            |
|  | A. dumonti |
|  |            |

|  | A. granosus                                               |
|  |                                                           |
|  | \| \| A. moyseyi \| \| \| \| \| \| A. dumonti \| \| \| \| |
|  |                                                           |
|  | A. moyseyi                                                |
|  |                                                           |
|  | A. dumonti                                                |
|  |                                                           |

|  | A. moyseyi |
|  |            |
|  | A. dumonti |
|  |            |

|  | A. granosus                                               |
|  |                                                           |
|  | \| \| A. moyseyi \| \| \| \| \| \| A. dumonti \| \| \| \| |
|  |                                                           |
|  | A. moyseyi                                                |
|  |                                                           |
|  | A. dumonti                                                |
|  |                                                           |

|  | A. moyseyi |
|  |            |
|  | A. dumonti |
|  |            |

|  | A. granosus                                               |
|  |                                                           |
|  | \| \| A. moyseyi \| \| \| \| \| \| A. dumonti \| \| \| \| |
|  |                                                           |
|  | A. moyseyi                                                |
|  |                                                           |
|  | A. dumonti                                                |
|  |                                                           |

|  | A. moyseyi |
|  |            |
|  | A. dumonti |
|  |            |

|  | A. granosus                                               |
|  |                                                           |
|  | \| \| A. moyseyi \| \| \| \| \| \| A. dumonti \| \| \| \| |
|  |                                                           |
|  | A. moyseyi                                                |
|  |                                                           |
|  | A. dumonti                                                |
|  |                                                           |

|  | A. moyseyi |
|  |            |
|  | A. dumonti |
|  |            |

|  | A. granosus                                               |
|  |                                                           |
|  | \| \| A. moyseyi \| \| \| \| \| \| A. dumonti \| \| \| \| |
|  |                                                           |
|  | A. moyseyi                                                |
|  |                                                           |
|  | A. dumonti                                                |
|  |                                                           |

|  | A. moyseyi |
|  |            |
|  | A. dumonti |
|  |            |

|  | A. granosus                                               |
|  |                                                           |
|  | \| \| A. moyseyi \| \| \| \| \| \| A. dumonti \| \| \| \| |
|  |                                                           |
|  | A. moyseyi                                                |
|  |                                                           |
|  | A. dumonti                                                |
|  |                                                           |

|  | A. moyseyi |
|  |            |
|  | A. dumonti |
|  |            |

|  | A. granosus                                               |
|  |                                                           |
|  | \| \| A. moyseyi \| \| \| \| \| \| A. dumonti \| \| \| \| |
|  |                                                           |
|  | A. moyseyi                                                |
|  |                                                           |
|  | A. dumonti                                                |
|  |                                                           |

|  | A. moyseyi |
|  |            |
|  | A. dumonti |
|  |            |

|  | A. granosus                                               |
|  |                                                           |
|  | \| \| A. moyseyi \| \| \| \| \| \| A. dumonti \| \| \| \| |
|  |                                                           |
|  | A. moyseyi                                                |
|  |                                                           |
|  | A. dumonti                                                |
|  |                                                           |

|  | A. moyseyi |
|  |            |
|  | A. dumonti |
|  |            |

|  | A. granosus                                               |
|  |                                                           |
|  | \| \| A. moyseyi \| \| \| \| \| \| A. dumonti \| \| \| \| |
|  |                                                           |
|  | A. moyseyi                                                |
|  |                                                           |
|  | A. dumonti                                                |
|  |                                                           |

|  | A. moyseyi |
|  |            |
|  | A. dumonti |
|  |            |

|  | A. granosus                                               |
|  |                                                           |
|  | \| \| A. moyseyi \| \| \| \| \| \| A. dumonti \| \| \| \| |
|  |                                                           |
|  | A. moyseyi                                                |
|  |                                                           |
|  | A. dumonti                                                |
|  |                                                           |

|  | A. moyseyi |
|  |            |
|  | A. dumonti |
|  |            |

|  | A. granosus                                               |
|  |                                                           |
|  | \| \| A. moyseyi \| \| \| \| \| \| A. dumonti \| \| \| \| |
|  |                                                           |
|  | A. moyseyi                                                |
|  |                                                           |
|  | A. dumonti                                                |
|  |                                                           |

|  | A. moyseyi |
|  |            |
|  | A. dumonti |
|  |            |

|  | A. granosus                                               |
|  |                                                           |
|  | \| \| A. moyseyi \| \| \| \| \| \| A. dumonti \| \| \| \| |
|  |                                                           |
|  | A. moyseyi                                                |
|  |                                                           |
|  | A. dumonti                                                |
|  |                                                           |

|  | A. moyseyi |
|  |            |
|  | A. dumonti |
|  |            |

|  | A. granosus                                               |
|  |                                                           |
|  | \| \| A. moyseyi \| \| \| \| \| \| A. dumonti \| \| \| \| |
|  |                                                           |
|  | A. moyseyi                                                |
|  |                                                           |
|  | A. dumonti                                                |
|  |                                                           |

|  | A. moyseyi |
|  |            |
|  | A. dumonti |
|  |            |

|  | A. granosus                                               |
|  |                                                           |
|  | \| \| A. moyseyi \| \| \| \| \| \| A. dumonti \| \| \| \| |
|  |                                                           |
|  | A. moyseyi                                                |
|  |                                                           |
|  | A. dumonti                                                |
|  |                                                           |

|  | A. moyseyi |
|  |            |
|  | A. dumonti |
|  |            |

|  | A. granosus                                               |
|  |                                                           |
|  | \| \| A. moyseyi \| \| \| \| \| \| A. dumonti \| \| \| \| |
|  |                                                           |
|  | A. moyseyi                                                |
|  |                                                           |
|  | A. dumonti                                                |
|  |                                                           |

|  | A. moyseyi |
|  |            |
|  | A. dumonti |
|  |            |

|  | A. granosus                                               |
|  |                                                           |
|  | \| \| A. moyseyi \| \| \| \| \| \| A. dumonti \| \| \| \| |
|  |                                                           |
|  | A. moyseyi                                                |
|  |                                                           |
|  | A. dumonti                                                |
|  |                                                           |

|  | A. moyseyi |
|  |            |
|  | A. dumonti |
|  |            |

|  | A. granosus                                               |
|  |                                                           |
|  | \| \| A. moyseyi \| \| \| \| \| \| A. dumonti \| \| \| \| |
|  |                                                           |
|  | A. moyseyi                                                |
|  |                                                           |
|  | A. dumonti                                                |
|  |                                                           |

|  | A. moyseyi |
|  |            |
|  | A. dumonti |
|  |            |

|  | A. granosus                                               |
|  |                                                           |
|  | \| \| A. moyseyi \| \| \| \| \| \| A. dumonti \| \| \| \| |
|  |                                                           |
|  | A. moyseyi                                                |
|  |                                                           |
|  | A. dumonti                                                |
|  |                                                           |

|  | A. moyseyi |
|  |            |
|  | A. dumonti |
|  |            |

|  | A. granosus                                               |
|  |                                                           |
|  | \| \| A. moyseyi \| \| \| \| \| \| A. dumonti \| \| \| \| |
|  |                                                           |
|  | A. moyseyi                                                |
|  |                                                           |
|  | A. dumonti                                                |
|  |                                                           |

|  | A. moyseyi |
|  |            |
|  | A. dumonti |
|  |            |

|  | A. granosus                                               |
|  |                                                           |
|  | \| \| A. moyseyi \| \| \| \| \| \| A. dumonti \| \| \| \| |
|  |                                                           |
|  | A. moyseyi                                                |
|  |                                                           |
|  | A. dumonti                                                |
|  |                                                           |

|  | A. moyseyi |
|  |            |
|  | A. dumonti |
|  |            |

|  | A. granosus                                               |
|  |                                                           |
|  | \| \| A. moyseyi \| \| \| \| \| \| A. dumonti \| \| \| \| |
|  |                                                           |
|  | A. moyseyi                                                |
|  |                                                           |
|  | A. dumonti                                                |
|  |                                                           |

|  | A. moyseyi |
|  |            |
|  | A. dumonti |
|  |            |

|  | A. granosus                                               |
|  |                                                           |
|  | \| \| A. moyseyi \| \| \| \| \| \| A. dumonti \| \| \| \| |
|  |                                                           |
|  | A. moyseyi                                                |
|  |                                                           |
|  | A. dumonti                                                |
|  |                                                           |

|  | A. moyseyi |
|  |            |
|  | A. dumonti |
|  |            |

|  | A. granosus                                               |
|  |                                                           |
|  | \| \| A. moyseyi \| \| \| \| \| \| A. dumonti \| \| \| \| |
|  |                                                           |
|  | A. moyseyi                                                |
|  |                                                           |
|  | A. dumonti                                                |
|  |                                                           |

|  | A. moyseyi |
|  |            |
|  | A. dumonti |
|  |            |

|  | A. granosus                                               |
|  |                                                           |
|  | \| \| A. moyseyi \| \| \| \| \| \| A. dumonti \| \| \| \| |
|  |                                                           |
|  | A. moyseyi                                                |
|  |                                                           |
|  | A. dumonti                                                |
|  |                                                           |

|  | A. moyseyi |
|  |            |
|  | A. dumonti |
|  |            |

|  | A. granosus                                               |
|  |                                                           |
|  | \| \| A. moyseyi \| \| \| \| \| \| A. dumonti \| \| \| \| |
|  |                                                           |
|  | A. moyseyi                                                |
|  |                                                           |
|  | A. dumonti                                                |
|  |                                                           |

|  | A. moyseyi |
|  |            |
|  | A. dumonti |
|  |            |

|  | A. granosus                                               |
|  |                                                           |
|  | \| \| A. moyseyi \| \| \| \| \| \| A. dumonti \| \| \| \| |
|  |                                                           |
|  | A. moyseyi                                                |
|  |                                                           |
|  | A. dumonti                                                |
|  |                                                           |

|  | A. moyseyi |
|  |            |
|  | A. dumonti |
|  |            |

|  | A. granosus                                               |
|  |                                                           |
|  | \| \| A. moyseyi \| \| \| \| \| \| A. dumonti \| \| \| \| |
|  |                                                           |
|  | A. moyseyi                                                |
|  |                                                           |
|  | A. dumonti                                                |
|  |                                                           |

|  | A. moyseyi |
|  |            |
|  | A. dumonti |
|  |            |

|  | A. granosus                                               |
|  |                                                           |
|  | \| \| A. moyseyi \| \| \| \| \| \| A. dumonti \| \| \| \| |
|  |                                                           |
|  | A. moyseyi                                                |
|  |                                                           |
|  | A. dumonti                                                |
|  |                                                           |

|  | A. moyseyi |
|  |            |
|  | A. dumonti |
|  |            |

|  | A. granosus                                               |
|  |                                                           |
|  | \| \| A. moyseyi \| \| \| \| \| \| A. dumonti \| \| \| \| |
|  |                                                           |
|  | A. moyseyi                                                |
|  |                                                           |
|  | A. dumonti                                                |
|  |                                                           |

|  | A. moyseyi |
|  |            |
|  | A. dumonti |
|  |            |

|  | A. granosus                                               |
|  |                                                           |
|  | \| \| A. moyseyi \| \| \| \| \| \| A. dumonti \| \| \| \| |
|  |                                                           |
|  | A. moyseyi                                                |
|  |                                                           |
|  | A. dumonti                                                |
|  |                                                           |

|  | A. moyseyi |
|  |            |
|  | A. dumonti |
|  |            |

|  | A. granosus                                               |
|  |                                                           |
|  | \| \| A. moyseyi \| \| \| \| \| \| A. dumonti \| \| \| \| |
|  |                                                           |
|  | A. moyseyi                                                |
|  |                                                           |
|  | A. dumonti                                                |
|  |                                                           |

|  | A. moyseyi |
|  |            |
|  | A. dumonti |
|  |            |

|  | A. granosus                                               |
|  |                                                           |
|  | \| \| A. moyseyi \| \| \| \| \| \| A. dumonti \| \| \| \| |
|  |                                                           |
|  | A. moyseyi                                                |
|  |                                                           |
|  | A. dumonti                                                |
|  |                                                           |

|  | A. moyseyi |
|  |            |
|  | A. dumonti |
|  |            |

|  | A. granosus                                               |
|  |                                                           |
|  | \| \| A. moyseyi \| \| \| \| \| \| A. dumonti \| \| \| \| |
|  |                                                           |
|  | A. moyseyi                                                |
|  |                                                           |
|  | A. dumonti                                                |
|  |                                                           |

|  | A. moyseyi |
|  |            |
|  | A. dumonti |
|  |            |

|  | A. granosus                                               |
|  |                                                           |
|  | \| \| A. moyseyi \| \| \| \| \| \| A. dumonti \| \| \| \| |
|  |                                                           |
|  | A. moyseyi                                                |
|  |                                                           |
|  | A. dumonti                                                |
|  |                                                           |

|  | A. moyseyi |
|  |            |
|  | A. dumonti |
|  |            |

|  | A. granosus                                               |
|  |                                                           |
|  | \| \| A. moyseyi \| \| \| \| \| \| A. dumonti \| \| \| \| |
|  |                                                           |
|  | A. moyseyi                                                |
|  |                                                           |
|  | A. dumonti                                                |
|  |                                                           |

|  | A. moyseyi |
|  |            |
|  | A. dumonti |
|  |            |

|  | A. granosus                                               |
|  |                                                           |
|  | \| \| A. moyseyi \| \| \| \| \| \| A. dumonti \| \| \| \| |
|  |                                                           |
|  | A. moyseyi                                                |
|  |                                                           |
|  | A. dumonti                                                |
|  |                                                           |

|  | A. moyseyi |
|  |            |
|  | A. dumonti |
|  |            |

|  | A. granosus                                               |
|  |                                                           |
|  | \| \| A. moyseyi \| \| \| \| \| \| A. dumonti \| \| \| \| |
|  |                                                           |
|  | A. moyseyi                                                |
|  |                                                           |
|  | A. dumonti                                                |
|  |                                                           |

|  | A. moyseyi |
|  |            |
|  | A. dumonti |
|  |            |

|  | A. granosus                                               |
|  |                                                           |
|  | \| \| A. moyseyi \| \| \| \| \| \| A. dumonti \| \| \| \| |
|  |                                                           |
|  | A. moyseyi                                                |
|  |                                                           |
|  | A. dumonti                                                |
|  |                                                           |

|  | A. moyseyi |
|  |            |
|  | A. dumonti |
|  |            |

|  | A. granosus                                               |
|  |                                                           |
|  | \| \| A. moyseyi \| \| \| \| \| \| A. dumonti \| \| \| \| |
|  |                                                           |
|  | A. moyseyi                                                |
|  |                                                           |
|  | A. dumonti                                                |
|  |                                                           |

|  | A. moyseyi |
|  |            |
|  | A. dumonti |
|  |            |

|  | A. granosus                                               |
|  |                                                           |
|  | \| \| A. moyseyi \| \| \| \| \| \| A. dumonti \| \| \| \| |
|  |                                                           |
|  | A. moyseyi                                                |
|  |                                                           |
|  | A. dumonti                                                |
|  |                                                           |

|  | A. moyseyi |
|  |            |
|  | A. dumonti |
|  |            |

|  | A. granosus                                               |
|  |                                                           |
|  | \| \| A. moyseyi \| \| \| \| \| \| A. dumonti \| \| \| \| |
|  |                                                           |
|  | A. moyseyi                                                |
|  |                                                           |
|  | A. dumonti                                                |
|  |                                                           |

|  | A. moyseyi |
|  |            |
|  | A. dumonti |
|  |            |

|  | A. granosus                                               |
|  |                                                           |
|  | \| \| A. moyseyi \| \| \| \| \| \| A. dumonti \| \| \| \| |
|  |                                                           |
|  | A. moyseyi                                                |
|  |                                                           |
|  | A. dumonti                                                |
|  |                                                           |

|  | A. moyseyi |
|  |            |
|  | A. dumonti |
|  |            |

El análisis dejó fuera muchas especies fragmentarias de Adelophthalmus, ya que sus estados de caracteres no podían tenerse en cuenta con seguridad, y Adelophthalmus en términos de todas las especies que se reconoce que contiene, por lo tanto, no puede afirmarse con plena confianza que sea monofilético, más especies fragmentarias deben ser redescritas y más caracteres filogenéticos deben establecerse con seguridad antes de que el estado del género pueda ser seguro.
Adelophthalmus, tal y como se entiende actualmente, puede formar un grupo monofilético y, por tanto, filogenéticamente válido, pero es probable que sufra una división insuficiente a nivel de género y excesiva a nivel de especie. Es posible que la gran cantidad de especies formen dos o más clados distintos que podrían dividirse en géneros diferentes. Aunque la mayoría de las especies incluidas en el género parecen formar un grupo monofilético, se ha sugerido que algunas especies representan especies de otros géneros reconocidos, con A. dumonti supuestamente similar al oscuro Unionopterus en su supuesto caparazón trapezoidal (una característica que ahora se sabe que es incorrecta y que se basa en una ilustración incorrecta) y el gran A. perornatus que muestra una ornamentación similar a la que se observa en los Hibbertopteridae.
Muchas de las especies más fragmentarias podrían muy bien ser sinónimos de especies más conocidas. En particular, A. imhofi fue sugerida por Fredrik Herman van Oyen en 1956 como posible sinónimo principal de muchas especies, incluidas A. zadrai, A. corneti, A. cambieri, A. pruvosti, A. bradorensis, A. kidstoni, A. wilsoni y A. sellardsi. Las sinonimizaciones de Van Oyen se basaban únicamente en las proporciones del caparazón, ignorando otras características filogenéticas importantes, así como posibles efectos tafonómicos (defectos producidos durante la fosilización) en los fósiles. Investigaciones posteriores han demostrado la validez de algunas especies, ahora definidas sobre la base de características claras y distintivas, como A. mazonensis, A. mansfieldi y A. moyseyi.
La taxonomía precisa y el estatus de las especies dentro de Adelophthalmus es un área de investigación en curso, tal vez la cuestión más importante que sigue sin respuesta es la relación exacta entre la especie tipo A. granosus y la segunda especie descrita más antigua, A. imhofi, que podría tener implicaciones importantes para la filogenia interna del género.

### Condición de taxón basurero
Adelophthalmus contiene una gran cantidad de especies (33 hasta 2020, la mayor cantidad de cualquier euriptérido), está geográficamente muy extendido, fue nombrado hace mucho tiempo (1854) y es la forma nominal de un taxón superior (que da nombre a la familia Adelopthalmidae y a la superfamilia Adelopthalmoidea), cumpliendo todos los criterios para ser apodado un «taxón papelera», un taxón que existe con el único propósito de clasificar organismos que no encajan en otro lugar. 
Además, la mayoría de las especies referidas a Adelophthalmus fueron descritas por autores que no eran especialistas en euriptéridos (ya que los investigadores de euriptéridos concentraron mayoritariamente sus esfuerzos en los euriptéridos precarboníferos, más diversos) y la mayoría de las descripciones carecen de comparaciones con especies del género descritas previamente. Por ello, las diferencias entre especies son a menudo triviales, lo que quizá se deba en parte a que el primer artículo general sobre el taxón no se publicó hasta 1948, momento en el que ya se habían descrito 26 especies.

## Paleoecología

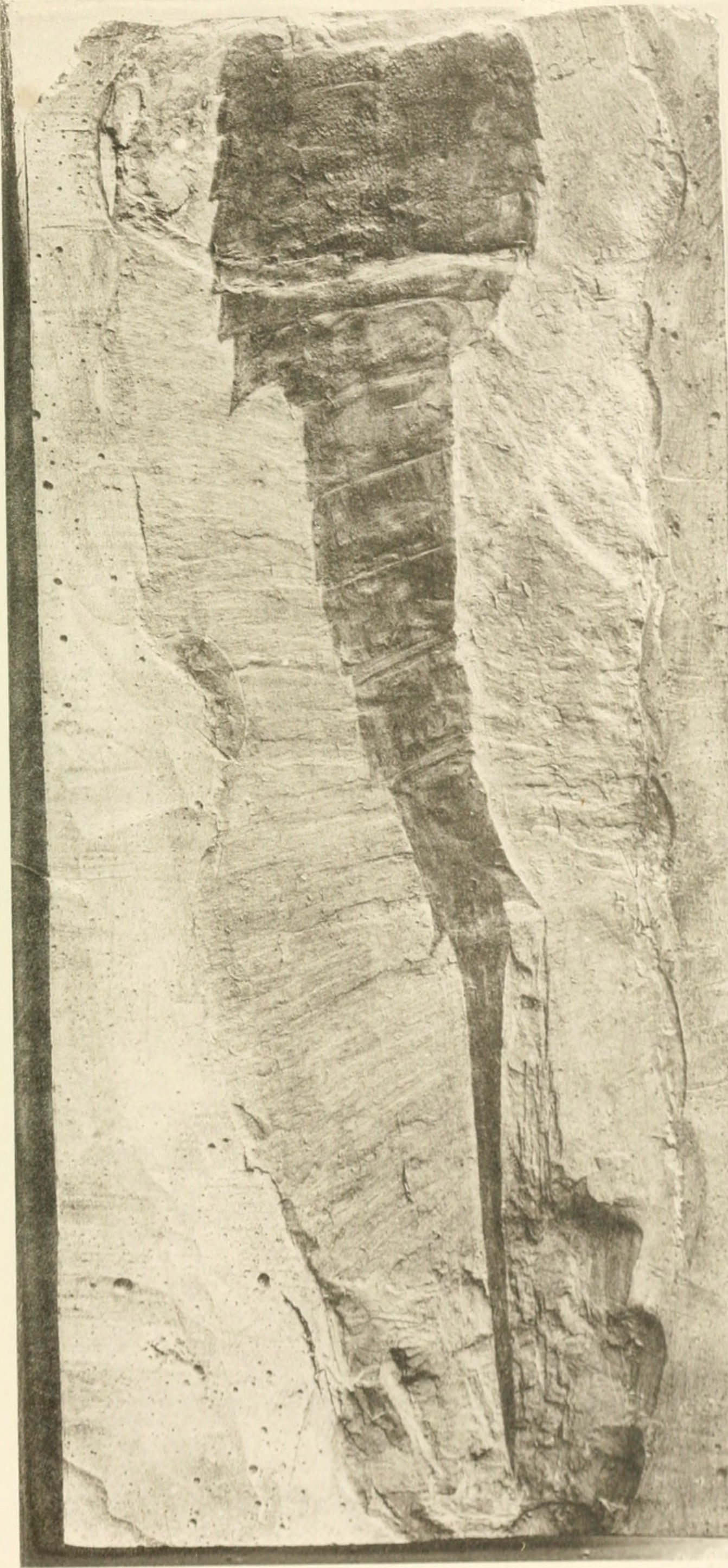
Abdomen y telson fósiles de A. mansfieldi.

Las especies de Adelophthalmoidea en su conjunto vivían principalmente en entornos cercanos a hábitats costeros, con preferencia por hábitats de salinidad reducida como deltas fluviales, estuarios o lagunas. A menudo se registran influencias marinas en estos hábitats y en los yacimientos que contienen fósiles de Adelophthalmoidea, pero los fósiles índice marinos típicos (fósiles que indican un entorno y ecosistema marinos) no se encuentran asociados a los restos de euriptéridos. Los fósiles ocasionales de Adelophthalmus encontrados en yacimientos evidentemente marinos, como A. waterstoni del Devónico Tardío australiano, podrían haber sido transportados desde su hábitat original. En el caso de A. waterstoni esto se considera particularmente probable, ya que está representado por un único espécimen que es también el único espécimen de euriptérido recogido de la formación en la que se encontró, la Formación Gogo de Australia Occidental.
En general, los euriptéridos postdevónicos son raros y se encuentran en hábitats de agua salobre o dulce, habiendo migrado desde los entornos marinos marginales habitados durante el Silúrico. Los primeros adelophthalmoideos, como el devónico Parahughmilleria hefteri, que se recuperan en depósitos no marinos como en entornos que en su día fueron hábitats salobres o estuarinos. En la evolución de Adelophthalmus se produjo un cambio de ambientes salobres a hábitats dominados por el agua dulce. En los hábitats donde se encuentran tanto Parahughmilleria como las primeras especies de Adelophthalmus, como en los yacimientos fósiles del Devónico temprano en Alemania donde se han descubierto fósiles de A. sievertsi, Parahughmilleria se encuentra en secciones que son considerablemente más marginalmente marinas que las secciones habitadas por Adelophthalmus.
La mayor presencia de Adelophthalmus en hábitats de agua dulce se produjo en las etapas baskiriana y moscoviana del Carbonífero, de las que se recuperan fósiles de Adelophthalmus en estratos que contienen carbón (lo que indica un entorno de pantano carbonífero) junto con fósiles de bivalvos de agua dulce y organismos terrestres. Es posible que estas «conquistas» de agua dulce estén relacionadas con la diversificación del propio género y la aparición de varias especies nuevas durante el Carbonífero, en lugar de reflejar un cambio en la preferencia de hábitat del género en su conjunto. De hecho, estos Adelophthalmus de los pantanos de carbón parecen constituir una minoría, ya que la mayoría de las especies están confinadas a cuencas paralíticas o de tierras bajas en entornos deposicionales con estrechas conexiones con hábitats marginalmente marinos.
Por ejemplo, los últimos ejemplares de Adelophthalmus que se conservan en la cuenca alemana del Saar-Nahe (edad Moscoviana) pertenecen a una época en la que la cuenca formaba parte, o al menos estaba conectada, a una zona de subsidencia occidental y su drenaje se dirigía hacia el océano Paleo-Tethys, situado a 1.500 km (930 millas) al sur. Con el levantamiento del sur durante el Pennsylvanian y el Pérmico temprano, el drenaje se dirigió hacia el Océano Panthalassa al norte, lo que hizo que la cuenca se situara a 1.300 km (810 millas) más lejos del océano. En estos depósitos más jóvenes, Adelophthalmus no se encuentra en ninguna parte, lo que indica que el cambio a un entorno más alejado del océano provocó la extinción de estas poblaciones, lo que indica que varias especies necesitaban algún tipo de conexión con hábitats de naturaleza marginalmente marina, aunque no vivieran en ellos.
Las localidades fósiles posteriores que contienen Adelophthalmus, del Moscoviano tardío, el Carbonífero tardío y el Pérmico temprano, muestran una mayor presencia en hábitats con influencia marina, en particular hábitats de ambientes estuarinos con influencia de las mareas. A pesar de que las especies de Adelophthalmus se extendieron a ambientes totalmente de agua dulce, su conquista de estos ambientes no fue aparentemente tan exitosa como la de otros grupos similares, por ejemplo algunos xifosúridos carboníferos de la familia Belinuridae, que se dieron en lagos y cuencas de agua dulce que carecían por completo de euriptéridos.

### Dieta y depredación
Dado que Adelophthalmus representaba en muchos sentidos el último de su especie, al ser el último euriptérido en poseer apéndices natatorios, no existía en diversas faunas de euriptéridos como las observadas con géneros durante el Silúrico o el Devónico temprano. En su lugar, los ambientes salobres o de agua dulce típicamente habitados por Adelophthalmus, como la Formación Madera del Pérmico Temprano en Nuevo México (donde se han recuperado fósiles de A. luceroensis) conservan otros organismos, como insectos, branquiópodos, ostrácodos, milpiés y gusanos espirórbidos. Las palas delgadas y largas de Adelophthalmus indican que era un buen nadador, aunque es probable que pasara la mayor parte del tiempo arrastrándose por el fango. Como los quelíceros (apéndices frontales) de Adelophthalmus eran pequeños, lo más probable es que se alimentara de pequeños organismos, posiblemente en parte de los ostrácodos y branquiópodos conocidos de los fósiles asociados. Hay una notable falta de insectos en los yacimientos fósiles con densos fósiles vegetales, donde deberían ser más comunes, y una sorprendente abundancia en los yacimientos fósiles con pocos euriptéridos, lo que posiblemente indica que el Adelophthalmus se alimentaba de insectos que habían caído al agua, impidiendo que éstos se conservaran como fósiles.
Las localidades en las que se han conservado Adelophthalmus en la Formación Madera forman parte del Miembro Red Tanks, que no conserva ningún organismo conocido capaz de alimentarse de Adelophthalmus. Sin embargo, es probable que varios peces depredadores, anfibios y reptiles primitivos de los que se sabe que estaban presentes en aquella época se alimentaran de los pequeños euriptéridos. Se conocen peces y anfibios de ambientes similares de la misma época en las cercanas montañas Manzanita.

### Respiración
Mediante imágenes de microtomografía de rayos X, los investigadores han podido observar con detalle la estructura de los órganos respiratorios del único espécimen conocido de A. pyrrhae. Un nódulo de fosfato situado en la cara ventral del animal está dividido de manera que la cámara branquial (tracto branquial) queda a la vista. Así se descubren cuatro pares de branquias de libro (branquias externas dispuestas como las páginas de un libro), aunque probablemente fueran cinco, como en los xifosuros. Están orientadas horizontalmente y todas menos las del sexto segmento son fragmentarias. Allí, tienen forma ovalada, están unidas cerca de la línea media del cuerpo y constan de seis laminillas. Se cree que el número de laminillas en los otros segmentos anteriores era mayor, como indican algunos fragmentos y un espécimen de Onychopterella augusti que tenía 45 laminillas en cada uno de sus cuatro pares de branquias de libro del segundo al quinto segmento. Las branquias de Onychopterella, sin embargo, estaban orientadas verticalmente. Esto y un fósil del xifosurano Tachypleus syriacus sugieren que las branquias en libro de A. pyrrhae sufrieron una deformación tafonómica y que originalmente también estaban orientadas verticalmente.
La superficie dorsal de cada laminilla está cubierta por trabéculas en forma de pilar espaciadas regularmente y situadas entre cada laminilla, dejando en cada una un espacio lleno de hemolinfa (un fluido que se encuentra en los artrópodos, análogo a la sangre de los vertebrados). Las trabéculas se encuentran comúnmente en arácnidos con pulmones y representan una adaptación terrestre para respirar aire. Evitan que las láminas se peguen entre sí y eliminen el espacio entre ellas, lo que asfixiaría al organismo. Por tanto, la presencia de trabéculas en A. pyrrhae indica que los euriptéridos eran capaces de respirar en ambientes terrestres con sus órganos respiratorios, a diferencia de los xifosurios u otros euartrópodos basales. Sus trabéculas también son muy similares a las de los arácnidos, especialmente a las de un espécimen de una especie indeterminada de Palaeocharinus del Devónico.
La presencia de trabéculas también confirma que las kiemenplatten, estructuras vasculares ventrales de los euriptéridos, actuaban efectivamente como estructuras respiratorias activas durante la respiración de aire, como se había sugerido anteriormente. Esto y las pruebas de las incursiones terrestres realizadas por los estilonurinos implican que los euriptéridos podían permanecer fuera del agua durante periodos prolongados. Esto no cambia el hecho de que fueran criaturas predominantemente acuáticas, como indican sus remos natatorios (que A. pyrrhae también poseía). Además, es posible que estar fuera del agua les hubiera resultado ineficaz durante su alimentación, limitando el tiempo que permanecían en ella. Sin embargo, es posible que se desplazaran de charca en charca para reproducirse en lugares más seguros, lo que se apoya en la separación habitual entre euriptéridos adultos y juveniles en el registro fósil y en la posesión de espermatóforos, que podría haber permitido a los euriptéridos almacenar esperma durante meses para tener tiempo de buscar un entorno seguro.

### Segregación por edad

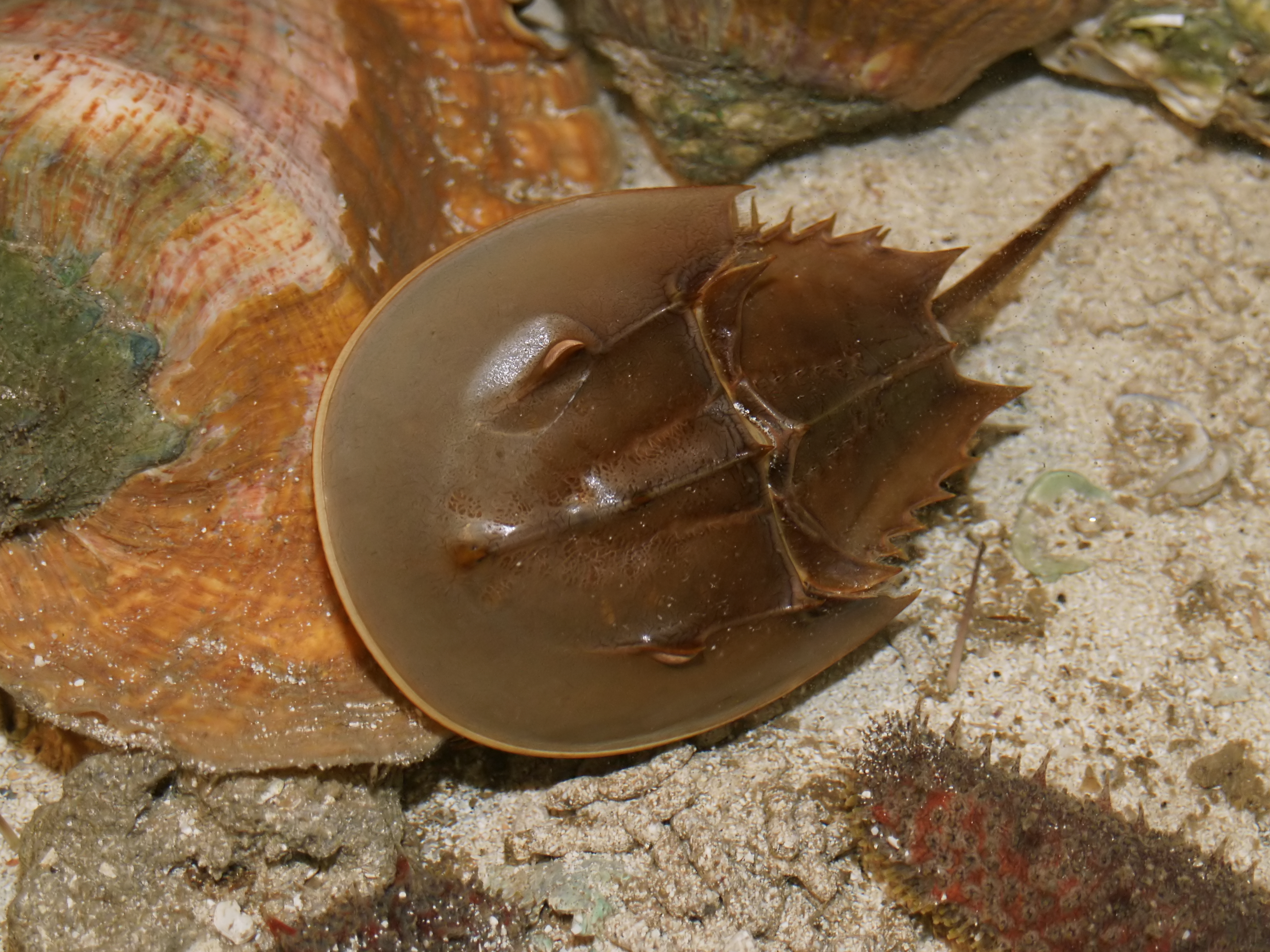
El mismo tipo de segregación de los individuos en función de la edad que se observa en los cangrejos herradura modernos (género Limulus, en la imagen) se ha deducido de Adelophthalmus.

En la Formación Madera, Adelophthalmus y los organismos asociados vivían en masas de agua entre salobre y dulce en lo que se supone que era una llanura deltaica. La falta de grandes yacimientos de carbón sugiere que las localidades fósiles que han dado Adelophthalmus eran una región moderadamente elevada con una vegetación menos densa y mejor drenaje que las llanuras pantanosas que ocupaban gran parte del resto de Estados Unidos. El descubrimiento de un gran conjunto de A. luceroensis, incluidos varios adultos y juveniles, permitió a los investigadores determinar las diferentes preferencias de hábitat de los distintos grupos de edad. Los individuos más grandes (adultos) se encuentran asociados a grandes fragmentos de plantas, incluidas ramas de Walchia y hojas de Cordaites, pero los individuos más pequeños (juveniles) se encuentran en yacimientos fósiles que contienen menos materia orgánica y sobre todo fragmentos de plantas más pequeñas. Los grandes fragmentos vegetales del hábitat de los adultos se depositaron en condiciones tranquilas, probablemente por la caída de hojas en lagunas cerradas o estanques estancados.
Los juveniles parecen haberse desarrollado y vivido en condiciones algo diferentes a las de los adultos. En los yacimientos donde son más frecuentes los juveniles, los fósiles de insectos también son más frecuentes, lo que indica una falta de adultos capaces de devorarlos, y la presencia de fósiles de plantas más pequeñas sugiere una cubierta vegetal menos prolífica, siendo posiblemente el entorno de los juveniles las zonas más bajas de la llanura del delta entre los estanques. Periódicamente, las tormentas llevaban agua marina a los estanques, donde la salinidad era variable, mientras que los juveniles podían vivir en entornos más frescos y menos variables, más alejados de la costa. Es posible que los adultos se apareasen en los arroyos que alimentaban las charcas, y que luego volviesen a vivir en las charcas debido a la presencia de un suministro de alimentos más rico.
La segregación por edades de este tipo entre juveniles y adultos de una misma población es relativamente normal en los artrópodos; por ejemplo, los juveniles del pariente y moderno Limulus viven en entornos y regiones diferentes a los de los adultos. La ventaja de esta forma de segregación no es sólo permitir que los individuos más jóvenes vivan en condiciones más estables desde el punto de vista de la salinidad, sino también mantener a los juveniles a salvo de situaciones en las que cantidades sustanciales de agua marina diezmaran las poblaciones de los estanques al alterar demasiado las condiciones de vida. En tal situación, las poblaciones más jóvenes podrían recolonizar después de algún tiempo los antiguos hábitats.